# ADO Den Haag in het seizoen 2022/23 (mannen)
Het seizoen 2022/23 is het 118e jaar in het bestaan van de Haagse voetbalclub ADO Den Haag. De Haagse ploeg kwam opnieuw uit in de Eerste Divisie, ook wel Keuken Kampioen Divisie genoemd. Oud-voetballer Dirk Kuyt begon dit seizoen bij ADO Den Haag als debuterend hoofdtrainer in het betaalde voetbal. Hij volgde interim-trainer Giovanni Franken op, die trainer werd van ADO Den Haag Onder 21. De assistent-trainers waren John Metgod en Chris van der Weerden (tot oktober 2022). Dirk Kuyt werd op donderdag 24 november 2022 ontslagen vanwege tegenvallende resultaten. Zijn vervanger was Hagenees Dick Advocaat, samen met assistent Said Bakkati. ADO Den Haag eindigde op de 12de plaats in de competitie. Meer succes was er in het bekertoernooi, waarin de kwartfinale werd bereikt. ADO Den Haag Onder 21 handhaafde zich tot tweemaal toe in de hoogste beloftencompetitie.

## Samenvatting seizoen

### Voorafgaand aan het seizoen
- Na de mislukte promotie naar de Eredivisie vertrokken meerdere spelers uit Den Haag. De huurlingen Alessandro Damen, Felipe Pires en David Puclin keerden terug naar hun clubs (of werden doorverkocht). Ook maakten onder andere Jamal Amofa, Samy Bourard, Ricardo Kishna, Hervé Matthys, Benjamin Reemst, Youri Schoonderwaldt en Sem Steijn gebruik van hun transfervrije status na hun aflopende contract. Doelman en clubicoon Robert Zwinkels stopte met voetbal.
- Verschillende spelers probeerden tijdens de voorbereiding de overstap van ADO Den Haag Onder 21 naar het eerste elftal van ADO Den Haag te maken. Hieronder vielen Nick Broekhuizen en Elano Yegen, die een half jaar was verhuurd aan MVV Maastricht.
- Aanvaller Elijah Velland tekende een contract tot de zomer van 2024, met de optie op nog een seizoen. De 19-jarige Velland kwam over van Jong FC Utrecht en sloot zich aan bij ADO Den Haag Onder 21.

### Juni 2022
- Op vrijdag 10 juni tekenden verschillende jeugdspelers een (nieuw) contract. Verdedigers Finn van Breemen en Emre Ates en aanvaller Rafael Struick tekenden een contract tot 2024, met een optie voor nog een jaar. Verdediger Aiman Achemlal en aanvaller Nino Noordanus verlengden hun aflopende contract met een jaar, met een optie voor nog een seizoen.
- Op woensdag 15 juni werd Hommerson Casino gepresenteerd als nieuwe hoofdsponsor. Tussen 2002 en 2005 dit bedrijf al de sponsor van de Haagse club, nu werd een contract getekend tot minstens de zomer van 2025.
- Op vrijdag 17 juni werd het Belgische Bingoal gepresenteerd als nieuwe stadionsponsor. Ook met dit bedrijf werd een contract getekend tot en met de zomer van 2025.
- Op woensdag 22 juni tekende Daryl Janmaat een contract als technisch manager bij ADO Den Haag. De verdediger stopte hierdoor met zijn carrière als profvoetballer.
- Op donderdag 23 juni hebben verdediger Tyrese Asante en aanvaller Thomas Verheydt hun contract bij ADO Den Haag geüpgraded. Verheydt verlengde tot de zomer van 2025, Asante ook tot 2025 en met een optie op nog een seizoen.
- Op vrijdag 24 juni vond de eerste inkomende transfer plaats. Aanvallende middenvelder c.q. spits Max de Waal werd voor een seizoen gehuurd van AFC Ajax.
- Op zondag 26 juni vond de eerste training onder leiding van de nieuwe hoofdtrainer Dirk Kuyt plaats in Rijswijk. Alle contractspelers trainden mee, op verdediger Tyrese Asante (enkelblessure) na.  Ook rechtsback/rechtsbuiten Guillem Rodríguez deed mee. De optie in zijn contract werd gelicht, waardoor hij nog een jaar onder contract bleef in Den Haag.
- Op dinsdag 28 juni contracteerde ADO Den Haag twee nieuwe centrale verdedigers. Daryl Werker kwam over van Roda JC Kerkrade en tekende een contract voor twee seizoenen, met een optie op nog een seizoen. Gylermo Siereveld vertrok bij NAC Breda en tekende een contract voor twee seizoenen, met een optie voor nog twee jaargangen in Den Haag.
- Op woensdag 29 juni werd maar liefst driemaal contractnieuws naar buiten gebracht. Middenvelder Gregor Breinburg verlengde zijn aflopende contract met een seizoen. Spits Abdel Belarbi kwam over van Feyenoord en tekende een contract voor twee seizoenen. De in de Verenigde Staten geboren Luxemburgse verdediger Dirk Carlson tekende ook een contract voor twee jaargangen, nadat hij transfervrij overkwam van FC Erzgebirge Aue.

### Juli 2022
- Op zaterdag 9 juli speelde ADO Den Haag de eerste oefenwedstrijd van het nieuwe seizoen. De amateurs van HVV Laakkwartier werden met 0-13 weggezet. Tevens tekende deze dag Hagenees Jordy Wehrmann een contract bij ADO Den Haag. De middenvelder werd voor een seizoen gehuurd van het Zwitserse FC Luzern, met een optie tot koop.
- Op maandag 11 juli begon het dubbele trainingskamp van ADO Den Haag. Van 11 tot 13 juli verbleef de ploeg in Noordwijk. Van 14 tot 16 juli mocht de Haagse equipe trainen op de KNVB-campus in Zeist.
- Op dinsdag 12 juli sloot ADO Den Haag ook de tweede oefenwedstrijd winnend af. Jong PSV werd met 1-2 verslagen.
- Op donderdag 14 juli tekende Joël Zwarts bij ADO Den Haag. De aanvaller werd gehuurd van het Duitse SSV Jahn Regensburg, met een optie tot koop. Ook tekende Chris van der Weerden een contract als assistent-trainer van Dirk Kuyt. Van der Weerden was hiervoor jarenlang assistent van trainer Philip Cocu. Spitsentrainer en assistent-trainer bij ADO Den Haag Onder 21 Rick Hoogendorp verliet juist de club voor de bank van FC Dordrecht.
- Op zaterdag 16 juli won ADO Den Haag de derde oefenwedstrijd. Tegen Tweede Divisionist Excelsior Maassluis werd het 4-0.
- Op woensdag 20 juli tekende Malik Sellouki een contract in Den Haag. De Franse buitenspeler ontbond zijn contract bij het Sloveense NK Maribor en tekende een contract tot de zomer van 2024, met een optie op nog een jaargang.
- Op donderdag 21 juli werd verdediger Michael Mulder verhuurd aan het Belgische SK Beveren.
- Op vrijdag 22 juli speelde ADO Den Haag een oefenwedstrijd tegen datzelfde SK Beveren. Opnieuw won de Haagse ploeg, nu met 2-1.
- Op donderdag 28 juli versterkte ADO Den Haag zich met verdediger Denzel Hall. De rechtsback werd voor een seizoen gehuurd van Feyenoord.
- Op vrijdag 29 juli tekende David van de Riet zijn eerste profcontract. De doelman tekende tot de zomer van 2024.
- Op zaterdag 30 juli won ADO Den Haag de vijfde en tevens laatste oefenwedstrijd. Het sloot de oefencampagne met duidelijke cijfers af. Het Belgische Racing White Daring Molenbeek ging met 5-0 de Haagse grasmat af.

### Augustus 2022
- Op vrijdag 5 augustus ging ADO Den Haag hard onderuit bij de seizoensopening van de Keuken Kampioen Divisie. Degradant Heracles Almelo was veel te sterk: 4-0.
- Op dinsdag 9 augustus speelden de reserves van ADO Den Haag een oefenwedstrijd tegen die van Sparta Rotterdam. De Rotterdammers wonnen met 0-1.
- Op zondag 14 augustus liep ADO Den Haag opnieuw tegen een competitienederlaag aan. FC Den Bosch profiteerde in een paar minuten en won met 0-2.
- Op vrijdag 19 augustus werd de dramatische seizoensstart ondertekend met opnieuw een nederlaag. MVV Maastricht was met 3-1 te sterk.
- Op maandag 22 augustus voegde ADO Den Haag nieuw bloed toe aan de selectie. De Franse middenvelder Titouan Thomas werd gehuurd van het Portugese GD Estoril-Praia, dat ook een lijn heeft met de Bolt Group. Verdediger annex middenvelder Finn Dicke bewandelde op huurbasis de omgekeerde weg.
- Op donderdag 25 augustus tekende ook Amir Absalem een contract in Den Haag. De linkervleugelverdediger was transfervrij na zijn vertrek bij Roda JC Kerkrade en tekende een contract voor een seizoen, met een optie op nog een extra jaargang.
- Op zondag 28 augustus wist ADO Den Haag de eerste punten van het seizoen te pakken. Jong Ajax werd met 4-0 verslagen in Den Haag.
- Op dinsdag 30 augustus, een dag voor Transfer Deadline Day, haalde ADO Den Haag Mario Bilate binnen. De spits was transfervrij na zijn vertrek bij NAC Breda.

### September 2022
- Op vrijdag 2 september verloor ADO Den Haag voor de vierde maal in vijf wedstrijden. Ditmaal was degradant Willem II met 1-0 te sterk.
- Op zaterdag 3 september verloor ADO Den Haag Onder 21 zijn eerste competitieduel. Tegen de beloften van Almere City FC werd het 3-0. Flinke tegenvaller was het uitvallen van Sacha Komljenovic. De middenvelder scheurde zijn kruisband af en was lange tijd uitgeschakeld.
- Op maandag 5 september verscheen Ricardo Kishna op het trainingsveld van ADO Den Haag om zijn conditie op peil te houden. De aanvaller hoopte op een transfervrij vertrek naar het buitenland, maar vond geen nieuwe club.
- Op vrijdag 9 september speelde ADO Den Haag gelijk tegen sterkhouder Jong AZ: 2-2. Ondanks een rode kaart van invaller Jordy Wehrmann wist Amar Ćatić vlak voor tijd de gelijkmaker binnen te schieten.
- Op zaterdag 10 september kwam het nieuws naar buiten dat aanvoerder Boy Kemper een enkeloperatie zou ondergaan. Hierdoor was de linksback enkele maanden uitgeschakeld.
- Op maandag 12 september wist ADO Den Haag opnieuw ternauwernood een punt te pakken tegen een 'Jong-ploeg'. Tegen Jong FC Utrecht werd het door een late goal van invaller Nigel Owusu 1-1.
- Op vrijdag 16 september won het zwalkende ADO Den Haag zeer verrassend van koploper PEC Zwolle. De degradant verloor in eigen stadion met 1-2, waardoor ADO naar de 13e plaats op de ranglijst steeg.
- Op woensdag 22 september speelde ADO Den Haag een besloten oefenwedstrijd tegen FC Groningen. Op het terrein van FC Weesp was de eredivisionist met 1-3 te sterk. De goal aan Haagse zijde werd gemaakt door Xander Severina.
- Op woensdag 28 september tekende Ricardo Kishna alsnog een contract bij ADO Den Haag. De vleugelaanvaller vertrok aan het einde van het vorige seizoen, na kritiek op het bestuur en voor een mogelijk avontuur in het buitenland. Kishna keerde echter terug in Den Haag en tekende een contract tot het einde van dit seizoen, met een optie voor nog een seizoen.
- Op vrijdag 30 september viel ADO Den Haag terug in oude gewoonten. De Hagenezen verloren met 1-3 van Jong PSV en vielen terug naar de zeventiende plek op de ranglijst.

### Oktober 2022
- Op zaterdag 1 oktober vertrok assistent-trainer Chris van der Weerden bij ADO Den Haag. Ondanks dat hij een dag daarvoor nog op de bank zat bij de wedstrijd tegen Jong PSV, werd zijn contract afgekocht door SBV Vitesse waar hij werd herenigd met hoofdtrainer Phillip Cocu.
- Op vrijdag 7 oktober won ADO Den Haag verrassend van het nog ongeslagen FC Eindhoven. Spits Thomas Verheydt maakte de enige goal van de wedstrijd.
- Op vrijdag 14 oktober wist ADO Den Haag ook knap te winnen in een uitwedstrijd. NAC Breda werd met 1-2 verslagen door ditmaal twee goals van Thomas Verheydt.
- Op maandag 17 oktober verlengde Silvinho Esajas zijn aflopende contract bij ADO Den Haag. De centrale verdediger, die ook als verdedigende middenvelder uit de voeten kan, zette zijn handtekening over een contract tot de zomer van 2024. Tevens zat daar een optie op nog een seizoen aan vast.
- Op dinsdag 18 oktober begon voor ADO Den Haag het KNVB-Bekertoernooi. De amateurs van Excelsior ’31 werden moeizaam verslagen met 2-3.
- Op vrijdag 21 oktober pakte ADO Den Haag een punt tegen De Graafschap: 2-2. ADO zakte naar de veertiende plaats op de ranglijst.
- Op vrijdag 28 oktober ging ADO Den Haag pijnlijk onderuit bij het lager geklasseerde Helmond Sport: 2-1.

### November 2022
- Op vrijdag 4 november ging ADO Den Haag, door een discutabel doelpunt in blessuretijd, onderuit tegen VVV-Venlo.
- Op vrijdag 11 november wist ADO Den Haag opnieuw niet te winnen. Tegen Telstar eindigde de wedstrijd doelpuntloos: 0-0.
- Op zaterdag 12 november legde Daryl Janmaat zijn taken als technisch manager neer. Zogezegd vanwege de weinige begeleiding die hij kreeg in zijn eerste managementrol sinds hij stopte als profvoetballer.
- Op woensdag 16 november leed ADO Den Haag alweer de zevende nederlaag in zestien wedstrijden. Roda JC Kerkrade was met 0-1 te sterk in de laatste speelronde voor de WK-stop.
- Op donderdag 24 november zette ADO Den Haag de samenwerking met hoofdtrainer Dirk Kuyt stop vanwege de matige prestaties en de zeventiende plek op de ranglijst.
- Op vrijdag 25 november meldde Dick Advocaat dat hij de nieuwe hoofdtrainer werd van ADO Den Haag. De destijds 75-jarige oud-speler van de Hagenezen tekende op maandag 28 november een contract voor een half jaar. John Metgod bleef aan als assistent-trainer. Advocaat nam voormalig ADO-verdediger Said Bakkati mee als tweede assistent-trainer, als opvolger voor de eerder vertrokken Chris van der Weerden.

### December 2022
- Op zondag 4 december speelde ADO Den Haag voor de tweede keer dit seizoen een oefenwedstrijd tegen Sparta Rotterdam. De Rotterdammers wonnen ditmaal met 0-3.
- Op vrijdag 9 december tekende Issac Dijkhuizen een contract bij ADO Den Haag. De vleugelaanvaller, die overkwam van de amateurs van H.V. & C.V. Quick, tekende vanaf de zomer een contract tot 2025. Dijkhuizen sloot in eerste instantie aan bij ADO Den Haag Onder 21.
- Op zondag 11 december speelde ADO Den Haag voor het eerst onder leiding van hoofdtrainer Dick Advocaat. Ondanks een aanvallende opstelling en sterke eerste helft verloren de Hagenezen met 4-1 van Almere City FC.
- Op vrijdag 16 november speelde ADO Den Haag troosteloos gelijk tegen TOP Oss: 0-0. Alleen de ploeg uit Oss en Jong FC Utrecht staan hierdoor nog lager op de ranglijst dan de Haagse ploeg bij het ingaan van de winterstop.

### Januari 2023
- Op donderdag 5 januari tekende Joey Sleegers bij ADO Den Haag. De aanvallende middenvelder annex vleugelaanvaller kwam transfervrij over van Dibba Club uit de Verenigde Arabische Emiraten. Sleegers tekende een contract tot de zomer van 2025 en was de eerste 'aankoop' onder trainer Dick Advocaat.
- Op vrijdag 6 januari won ADO Den Haag de eerste wedstrijd van 2023. FC Dordrecht werd met 0-1 verslagen door het eerste competitiedoelpunt van Mario Bilate.
- Op dinsdag 10 januari won ADO Den Haag in het KNVB-Bekertoernooi opnieuw van een amateurclub. In de tweede ronde werd Kozakken Boys verslagen met 1-3, mede door twee goals van Xander Severina.
- Op vrijdag 13 januari won ADO Den Haag voor de derde keer in acht dagen tijd, ondanks vele afwezigen. Ditmaal versloeg de nummer 15 op de ranglijst de nummer 3, MVV Maastricht. Verdediger Tyrese Asante kopte vlak voor tijd de 2-1 binnen.
- Op zondag 22 januari liet ADO Den Haag punten liggen tegen hekkensluiter Jong FC Utrecht. Voor de tweede keer dit seizoen eindigde de wedstrijd in 1-1.
- Op vrijdag 27 januari speelde het elftal van Dick Advocaat opnieuw gelijk. Ditmaal waren VVV-Venlo (5e plaats) en ADO Den Haag (14e plaats) aan elkaar gewaagd: 0-0.
- Op maandag 30 januari tekende Sonny Stevens een contract in Den Haag. De doelman werd voor een half jaar gehuurd van het Griekse OFI Kreta, vanwege de langdurige blessure van Hugo Wentges.
- Op dinsdag 31 januari werd teruggeblikt op de afgelopen transferperiode. Bij ADO Den Haag Onder 21 vertrokken een aantal spelers: Sirong Li, Nino Noordanus, Fabian Shahaj, Kasper Vankan en Elano Yegen. Ook vertrok Finn Dicke definitief naar het Portugese GD Estoril-Praia, waaraan hij al verhuurd was, voor een kleine transfersom. Daar tegenover stond de komst van verdediger Robyn Esajas. De linksback was eerder al op proef nadat hij een tijd clubloos was en tekende op 19 januari een contract tot de zomer van 2024, met een optie op nog een seizoen. Middenvelder Finn de Bruin tekende op 26 januari zijn eerste profcontract. Ook De Bruin lag hierdoor tot de zomer van 2024 vast, met een optie op nog een seizoen. Tevens werd aanvaller Mohamed Akharaz voor een half jaar gehuurd van Jong FC Utrecht. Ook keerde verdediger Michael Mulder terug na zijn verhuurperiode aan SK Beveren.

### Februari 2023
- Op donderdag 2 februari keerde clubicoon Lex Immers terug bij ADO Den Haag. Ditmaal als talentcoach en spitsentrainer voor de jeugd binnen ADO Den Haag.
- Op vrijdag 3 februari bleef ADO Den Haag voor de zevende keer op rij ongeslagen. Tegen NAC Breda werd het 2-1, ondanks een rode kaart voor Thomas Verheydt.
- Op woensdag 8 februari werd bekend dat Dirk Carlson werd verhuurd aan SKN Sankt Pölten, met een optie tot koop. De Luxemburgse verdediger kon tijdelijk vertrekken omdat de transfermarkt in Oostenrijk nog open was. Tevens tekende Sinan Özen een contract bij ADO Den Haag. De jonge verdediger sloot vanaf de zomer aan bij ADO Den Haag Onder 21 en kwam, net als Issac Dijkhuizen, over van de amateurs van H.V. & C.V. Quick. Özen tekende tot de zomer van 2025, met een optie op nog twee seizoenen.
- Op donderdag 9 februari wist ADO Den Haag knap te winnen in het KNVB-Bekertoernooi. Eredivisionist Go Ahead Eagles werd in Den Haag verslagen met 1-0 door een doelpunt van Joël Zwarts.
- Op maandag 13 februari won ADO Den Haag opnieuw van een hogergeplaatste tegenstander. Ditmaal werd Jong PSV met 1-2 verslagen.
- Op donderdag 16 februari werd het contract van Finn van Breemen verlengd met twee seizoenen. De verdediger lag hierdoor tot de zomer van 2026 in Den Haag vast, inclusief een optie op nog een seizoen.
- Op vrijdag 17 februari won ADO Den Haag voor de tweede keer dit seizoen van PEC Zwolle. De koploper van de algehele en periodestand ging met 3-1 onderuit, waardoor de Hagenezen de koppositie in de derde periode overnamen.
- Op vrijdag 24 februari tekende Sofyan El Hannoudi zijn eerste profcontract. De vleugelaanvaller van de Onder 21 tekende een contract tot de zomer van 2024, met een optie op nog een seizoen.
- Op zondag 26 februari kwam ADO Den Haag op een stroperig kunstgrasveld niet verder dan een doelpuntloos gelijkspel tegen laagvlieger FC Den Bosch. Hiermee verloren de Hagenezen, die het dit duel zonder uitsupporters moesten doen, de koppositie om de periodetitel. Wel bleef de ploeg van Dick Advocaat voor de elfde wedstrijd op rij ongeslagen in alle competities.

### Maart 2023
- Op donderdag 2 maart verloor ADO Den Haag in de kwartfinale van het KNVB-Bekertoernooi. PSV was met 3-1 te sterk, ondanks een prachtige uithaal van Malik Sellouki.
- Op maandag 6 maart verloor ADO Den Haag opnieuw. Na 9 competitiewedstrijden zonder nederlaag was Heracles Almelo met 0-3 te sterk in Den Haag.
- Op vrijdag 10 maart wist ADO Den Haag weer eens te winnen. Ondanks een rode kaart voor Malik Sellouki werd TOP Oss met 2-3 verslagen, mede door twee doelpunten van Joël Zwarts.
- Op maandag 13 maart kwam ADO Den Haag niet verder dan een gelijkspel tegen FC Eindhoven: 1-1.
- Op vrijdag 17 maart verloor ADO Den Haag opnieuw een thuiswedstrijd. Ditmaal was Willem II met 1-3 te sterk, ondanks een Haagse voorsprong na de eerste helft.
- Op donderdag 23 maart maakte Dick Advocaat bekend na dit seizoen te stoppen als hoofdtrainer bij ADO Den Haag. De Haagse club moest zodoende op zoek naar een opvolger.
- Op vrijdag 31 maart wist ADO Den Haag weer eens te winnen: Telstar werd met 3-1 verslagen na een goede tweede helft.

### April 2023
- Op vrijdag 7 april liet ADO Den Haag belangrijke punten liggen in de strijd om de play-offs. Tegen Roda JC Kerkrade eindigde de wedstrijd in 1-1.
- Op donderdag 13 april tekenden verschillende jeugdspelers hun eerste contract bij ADO Den Haag. Onder hen O-21 verdediger Niels Noordhoek, die een contract tekende tot medio 2025 met een optie voor een extra jaar.
- Op vrijdag 21 april wist ADO Den Haag directe concurrent De Graafschap te verslaan in de strijd om de play-offs. Thomas Verheydt kopte vlak voor tijd het enige doelpunt van de wedstrijd binnen.
- Op vrijdag 28 april leek ADO Den Haag af te haken in de strijd om plek 8. Tegen laagvlieger Helmond Sport werd opnieuw niet gewonnen: 2-2.

### Mei 2023
- Op maandag 8 mei wist ADO Den Haag definitief de play-offs om promotie niet meer te halen. Tegen Jong Ajax werd met 4-2 verloren, waardoor de Hagenezen werden veroordeeld tot nog een seizoen in de Keuken Kampioen Divisie.
- Op vrijdag 12 mei kwam ADO Den Haag niet voorbij laagvlieger FC Dordrecht: 2-2. Spits Thomas Verheydt kreeg na afloop voor het tweede seizoen op rij de 'Karel Jansen-trofee' voor topscorer van het seizoen. De Franse middenvelder Titouan Thomas werd gekroond tot beste speler, verdediger Finn van Breemen tot beste talent.
- Op vrijdag 19 mei wist ADO Den Haag het dramatisch ogende seizoen nog enigszins positief af te sluiten. Tegen Jong AZ werd het 0-2. Ondanks de overwinning boekte de Haagse ploeg met een twaalfde plaats op de KKD-ranglijst het op twee na slechtste seizoensresultaat uit de clubgeschiedenis.
- Op zondag 20 mei tekende Enoch George een contract tot 2024 bij ADO Den Haag. De aanvaller sloot vanaf de zomer aan bij ADO Den Haag Onder 21 en kwam, net als Issac Dijkhuizen en Sinan Özen, over van de amateurs van H.V. & C.V. Quick. Daarnaast tekende O21-middenvelder Calvin Gustina zijn eerste profcontract. Gustina lag hierdoor tot de zomer van 2025 vast in Den Haag.

## Selectie en staf ADO Den Haag

### Selectie ADO Den Haag 2022/23
| #   | Naam               | Land                  | Positie      | Bij ADO sinds  | Contract tot | Opt.   | C. | Voetbal | Kreeg geel | Weggestuurd | B. | Voetbal | Kreeg geel | Weggestuurd | T. | Voetbal | Kreeg geel | Weggestuurd |
| --- | ------------------ | --------------------- | ------------ | -------------- | ------------ | ------ | -- | ------- | ---------- | ----------- | -- | ------- | ---------- | ----------- | -- | ------- | ---------- | ----------- |
| 1   | Hugo Wentges       | Nederland             | Doelman      | Zomer 2021     | Zomer 2025   |        | 18 | 0       | 0          | 0           | 0  | 0       | 0          | 0           | 18 | 0       | 0          | 0           |
| 2   | Tyrese Asante      | Nederland             | Verdediger   | Zomer 2021     | Zomer 2025   | (+1)   | 34 | 3       | 7          | 0           | 2  | 0       | 1          | 0           | 36 | 3       | 8          | 0           |
| 4   | Boy Kemper         | Nederland             | Verdediger   | Zomer 2020     | Zomer 2023   |        | 25 | 2       | 6          | 0           | 2  | 0       | 1          | 0           | 27 | 2       | 7          | 0           |
| 5   | Denzel Hall        | Nederland             | Verdediger   | Zomer 2022     | Zomer 2023   |        | 32 | 1       | 5          | 0           | 3  | 0       | 0          | 0           | 35 | 1       | 5          | 0           |
| 6   | Dhoraso Moreo Klas | Nederland             | Middenvelder | Zomer 2021     | Zomer 2024   |        | 19 | 0       | 6          | 0           | 3  | 0       | 0          | 0           | 22 | 0       | 6          | 0           |
| 7   | Xander Severina    | Nederland             | Aanvaller    | Winter 2020/21 | Zomer 2023   |        | 35 | 6       | 2          | 0           | 3  | 2       | 0          | 0           | 38 | 8       | 2          | 0           |
| 8   | Jordy Wehrmann     | Nederland             | Middenvelder | Zomer 2022     | Zomer 2023   | (koop) | 20 | 2       | 0          | 1           | 1  | 0       | 0          | 0           | 21 | 2       | 0          | 1           |
| 9   | Thomas Verheydt    | Nederland             | Aanvaller    | Zomer 2021     | Zomer 2025   |        | 34 | 14      | 8          | 0           | 2  | 1       | 0          | 0           | 36 | 15      | 8          | 0           |
| 10  | Max de Waal        | Nederland             | Middenvelder | Zomer 2022     | Zomer 2023   |        | 18 | 2       | 0          | 0           | 3  | 0       | 0          | 0           | 21 | 2       | 0          | 0           |
| 11  | Joël Zwarts        | Nederland             | Aanvaller    | Zomer 2022     | Zomer 2023   | (koop) | 32 | 5       | 0          | 0           | 4  | 2       | 0          | 0           | 36 | 7       | 0          | 0           |
| 14  | Silvinho Esajas    | Nederland             | Middenvelder | Winter 2020/21 | Zomer 2024   | (+1)   | 24 | 2       | 2          | 0           | 3  | 0       | 0          | 0           | 27 | 2       | 2          | 0           |
| 15  | Sacha Komljenovic  | Nederland             | Middenvelder | Zomer 2021     | Zomer 2023   |        | 11 | 1       | 3          | 0           | 0  | 0       | 0          | 0           | 11 | 1       | 3          | 0           |
| 16  | Marius van Mil     | Nederland             | Aanvaller    | Zomer 2021     | Zomer 2023   |        | 0  | 0       | 0          | 0           | 0  | 0       | 0          | 0           | 0  | 0       | 0          | 0           |
| 17  | Titouan Thomas     | Frankrijk             | Middenvelder | Zomer 2022     | Zomer 2023   |        | 24 | 2       | 3          | 0           | 3  | 0       | 0          | 0           | 27 | 2       | 3          | 0           |
| 18  | Michael Mulder     | Nederland             | Verdediger   | Zomer 2021     | Zomer 2023   |        | 0  | 0       | 0          | 0           | 0  | 0       | 0          | 0           | 0  | 0       | 0          | 0           |
| 20  | Gylermo Siereveld  | Nederland             | Verdediger   | Zomer 2022     | Zomer 2024   | (+2)   | 7  | 0       | 1          | 0           | 0  | 0       | 0          | 0           | 7  | 0       | 1          | 0           |
| 21  | Gregor Breinburg   | Aruba                 | Middenvelder | Zomer 2021     | Zomer 2023   |        | 23 | 0       | 4          | 0           | 2  | 0       | 0          | 0           | 25 | 0       | 4          | 0           |
| 22  | Nick Broekhuizen   | Nederland             | Middenvelder | Zomer 2022     | Zomer 2023   | (+1)   | 1  | 0       | 0          | 0           | 1  | 0       | 0          | 0           | 2  | 0       | 0          | 0           |
| 23  | Luuk Koopmans      | Nederland             | Doelman      | Zomer 2019     | Zomer 2023   |        | 6  | 0       | 0          | 0           | 2  | 0       | 0          | 0           | 8  | 0       | 0          | 0           |
| 24  | Amir Absalem       | Nederland             | Verdediger   | Zomer 2022     | Zomer 2023   | (+1)   | 16 | 0       | 4          | 1           | 3  | 0       | 0          | 0           | 19 | 0       | 4          | 1           |
| 25  | Finn van Breemen   | Nederland             | Verdediger   | Winter 2021/22 | Zomer 2026   | (+1)   | 18 | 0       | 7          | 0           | 3  | 0       | 0          | 0           | 21 | 0       | 7          | 0           |
| 26  | Joey Sleegers      | Nederland             | Aanvaller    | Winter 2022/23 | Zomer 2025   |        | 15 | 1       | 2          | 0           | 0  | 0       | 0          | 0           | 15 | 1       | 2          | 0           |
| 26* | Jesse Reinders     | Nederland             | Middenvelder | Zomer 2022     | Zomer 2023   |        | 3  | 0       | 0          | 0           | 0  | 0       | 0          | 0           | 3  | 0       | 0          | 0           |
| 27  | Rafael Struick     | Indonesië             | Aanvaller    | Winter 2021/22 | Zomer 2024   | (+1)   | 2  | 0       | 0          | 0           | 0  | 0       | 0          | 0           | 2  | 0       | 0          | 0           |
| 28  | Kilian Nikiema     | Burkina Faso          | Doelman      | Winter 2021/22 | Zomer 2025   |        | 1  | 0       | 0          | 0           | 0  | 0       | 0          | 0           | 1  | 0       | 0          | 0           |
| 29  | David van de Riet  | Nederland             | Doelman      | Zomer 2022     | Zomer 2024   |        | 0  | 0       | 0          | 0           | 0  | 0       | 0          | 0           | 0  | 0       | 0          | 0           |
| 30  | Malik Sellouki     | Frankrijk             | Middenvelder | Zomer 2022     | Zomer 2024   | (+1)   | 11 | 2       | 1          | 1           | 2  | 2       | 0          | 0           | 13 | 4       | 1          | 1           |
| 31  | Nigel Owusu        | Nederland             | Verdediger   | Winter 2021/22 | Zomer 2024   | (+1)   | 2  | 1       | 0          | 0           | 0  | 0       | 0          | 0           | 2  | 1       | 0          | 0           |
| 33  | Daryl Werker       | Nederland             | Verdediger   | Zomer 2022     | Zomer 2024   | (+1)   | 16 | 0       | 0          | 1           | 3  | 0       | 0          | 0           | 19 | 0       | 0          | 1           |
| 34  | Amar Ćatić         | Bosnië en Herzegovina | Aanvaller    | Zomer 2020     | Zomer 2023   | (+1)   | 32 | 1       | 2          | 0           | 4  | 0       | 0          | 0           | 36 | 1       | 2          | 0           |
| 35  | Ricardo Kishna     | Nederland             | Aanvaller    | Zomer 2020     | Zomer 2023   | (+1)   | 21 | 0       | 3          | 0           | 1  | 0       | 0          | 0           | 22 | 0       | 3          | 0           |
| 39  | Sonny Stevens      | Nederland             | Doelman      | Winter 2022/23 | Zomer 2023   |        | 14 | 0       | 1          | 0           | 2  | 0       | 0          | 0           | 16 | 0       | 1          | 0           |
| 42  | Mario Bilate       | Nederland             | Aanvaller    | Zomer 2022     | Zomer 2023   |        | 22 | 2       | 1          | 1           | 2  | 1       | 0          | 0           | 24 | 3       | 1          | 1           |
| 45  | Guillem Rodríguez  | Spanje                | Verdediger   | Winter 2021/22 | Zomer 2023   |        | 22 | 0       | 2          | 1           | 4  | 0       | 0          | 0           | 26 | 0       | 2          | 1           |

### Verhuurde spelers
| # | Naam         | Land      | Positie    | Bij ADO sinds | Contract tot | Optie | C. | Voetbal | Kreeg geel | Weggestuurd | B. | Voetbal | Kreeg geel | Weggestuurd | T. | Voetbal | Kreeg geel | Weggestuurd |
| - | ------------ | --------- | ---------- | ------------- | ------------ | ----- | -- | ------- | ---------- | ----------- | -- | ------- | ---------- | ----------- | -- | ------- | ---------- | ----------- |
| 3 | Dirk Carlson | Luxemburg | Verdediger | Zomer 2022    | Zomer 2024   |       | 4  | 0       | 0          | 0           | 0  | 0       | 0          | 0           | 4  | 0       | 0          | 0           |

### Spelers per positie
| Naam               | Geboortedatum     | Doelman | Verdediging | Verdediging | Verdediging | Middenveld | Middenveld | Aanval | Aanval | Aanval |
| Naam               | Geboortedatum     | GK      | RA          | CV          | LA          | VM         | AM         | RV     | LV     | SP     |
| ------------------ | ----------------- | ------- | ----------- | ----------- | ----------- | ---------- | ---------- | ------ | ------ | ------ |
| Sonny Stevens      | 22 juni 1992      | x       |             |             |             |            |            |        |        |        |
| Hugo Wentges       | 11 februari 2002  | x       |             |             |             |            |            |        |        |        |
| Luuk Koopmans      | 18 november 1993  | x       |             |             |             |            |            |        |        |        |
| Kilian Nikiema     | 22 juni 2003      | x       |             |             |             |            |            |        |        |        |
| David van de Riet  | 6 februari 2002   | x       |             |             |             |            |            |        |        |        |
| Denzel Hall        | 22 mei 2001       |         | x           |             |             |            |            |        |        |        |
| Guillem Rodríguez  | 13 februari 1998  |         | x           |             |             |            |            | x      |        |        |
| Daryl Werker       | 27 juni 1994      |         |             | x           |             |            |            |        |        |        |
| Tyrese Asante      | 9 april 2002      |         | x           | x           |             |            |            |        |        |        |
| Gylermo Siereveld  | 13 maart 2002     |         |             | x           |             |            |            |        |        |        |
| Finn van Breemen   | 25 februari 2003  |         |             | x           |             |            |            |        |        |        |
| Michael Mulder     | 10 januari 2001   |         |             | x           |             |            |            |        |        |        |
| Dirk Carlson       | 1 april 1998      |         |             | x           | x           |            |            |        |        |        |
| Boy Kemper         | 21 juni 1999      |         |             | x           | x           |            |            |        |        |        |
| Amir Absalem       | 19 juni 1997      |         |             |             | x           |            |            |        |        |        |
| Nigel Owusu        | 31 januari 2003   |         |             |             | x           |            |            |        |        |        |
| Gregor Breinburg   | 16 september 1991 |         |             |             |             | x          | x          |        |        |        |
| Dhoraso Moreo Klas | 30 januari 2001   |         |             |             |             | x          | x          |        |        |        |
| Jordy Wehrmann     | 25 maart 1999     |         |             |             |             | x          | x          |        |        |        |
| Silvinho Esajas    | 8 juli 2002       |         |             | x           |             | x          |            |        |        |        |
| Titouan Thomas     | 12 januari 2002   |         |             |             |             | x          | x          |        |        |        |
| Jesse Reinders     | 23 augustus 2002  |         |             |             | x           | x          |            |        |        |        |
| Malik Sellouki     | 21 maart 2000     |         |             |             |             |            | x          | x      | x      |        |
| Max de Waal        | 10 januari 2002   |         |             |             |             |            | x          |        |        | x      |
| Sacha Komljenovic  | 10 mei 2003       |         |             |             |             | x          | x          |        |        |        |
| Nick Broekhuizen   | 17 oktober 2001   |         |             |             |             | x          | x          |        |        |        |
| Amar Ćatić         | 21 januari 1999   |         |             |             |             |            |            | x      | x      | x      |
| Ricardo Kishna     | 4 januari 1995    |         |             |             |             |            |            | x      | x      |        |
| Joey Sleegers      | 20 juli 1994      |         |             |             |             |            | x          |        | x      |        |
| Joël Zwarts        | 26 april 1999     |         |             |             |             |            |            | x      | x      | x      |
| Xander Severina    | 12 april 2001     |         |             |             |             |            |            | x      | x      |        |
| Rafael Struick     | 27 maart 2003     |         |             |             |             |            |            | x      | x      | x      |
| Thomas Verheydt    | 24 januari 1992   |         |             |             |             |            |            |        |        | x      |
| Mario Bilate       | 16 juli 1991      |         |             |             |             |            |            |        |        | x      |
| Marius van Mil     | 20 maart 2002     |         |             |             |             |            |            |        |        | x      |

### Transfers
Zomer 2022 - aangetrokken:
- Amir Absalem → Roda JC Kerkrade
- Mario Bilate → NAC Breda
- Nick Broekhuizen → eigen gelederen
- Dirk Carlson → FC Erzgebirge Aue
- Denzel Hall → Feyenoord (gehuurd)
- Jesse Reinders → eigen gelederen
- David van de Riet → eigen gelederen
- Malik Sellouki → NK Maribor
- Gylermo Siereveld → NAC Breda
- Titouan Thomas → GD Estoril-Praia (gehuurd)
- Max de Waal → AFC Ajax (gehuurd)
- Jordy Wehrmann → FC Luzern (gehuurd)
- Daryl Werker → Roda JC Kerkrade
- Joël Zwarts → SSV Jahn Regensburg (gehuurd)

Zomer 2022 - vertrokken:
- Jamal Amofa → Go Ahead Eagles
- Samy Bourard → Hapoel Hadera
- Yahya Boussakou → Telstar
- Alessandro Damen → SV Spakenburg (was gehuurd van Heracles Almelo)
- Finn Dicke → GD Estoril-Praia (verhuurd)
- Eljero Elia → gestopt
- Daryl Janmaat → gestopt
- Julian Markvoort Beke → SVV Scheveningen
- Hervé Matthys → Beerschot Voetbalclub Antwerpen
- Jonathan Mulder → Telstar
- Michael Mulder → SK Beveren (verhuurd)
- Felipe Pires → EC Juventude (was gehuurd van SK Dnipro-1)
- David Puclin → Vorskla Poltava (was gehuurd)
- Benjamin Reemst → FC Dordrecht
- Evan Rottier → FC Eindhoven
- Youri Schoonderwaldt → Sparta Rotterdam
- Cain Seedorf → Telstar
- Sem Steijn → FC Twente
- Robert Zwinkels → gestopt

Winter 2022/23 - aangetrokken:
- Michael Mulder → SK Beveren (was verhuurd)
- Joey Sleegers → Dibba Club
- Sonny Stevens → OFI Kreta (gehuurd)

Winter 2022/23 - vertrokken:
- Dirk Carlson → SKN Sankt Pölten (verhuurd)
- Finn Dicke → GD Estoril-Praia (was al verhuurd)
- Fabian Shahaj → Partizan Tirana (verhuurd)
- Elano Yegen → Samsunspor

### Technische staf
| Functie                 | Naam                    | Bij ADO sinds   | Contract tot  |
| ----------------------- | ----------------------- | --------------- | ------------- |
| Hoofdtrainer            | Dirk Kuyt               | Zomer 2022      | November 2022 |
| Hoofdtrainer            | Dick Advocaat           | November 2022   | Zomer 2023    |
| Assistent-trainer       | John Metgod             | Zomer 2022      | Zomer 2023    |
| Assistent-trainer       | Chris van der Weerden   | Zomer 2022      | Oktober 2022  |
| Assistent-trainer       | Said Bakkati            | November 2022   | Zomer 2023    |
| Keeperstrainer          | Raymond Mulder          | Zomer 2016      |               |
| Loop- en hersteltrainer | John Nieuwenburg        | Zomer 2016      | Zomer 2023    |
| Materiaalman            | Rob Ravestein           |                 |               |
| Teammanager             | Tim Oosterheert         | Maart 2022*     |               |
| Fysiotherapeut          | Edwin Coret             | Zomer 2003      |               |
| Fysiotherapeut          | Thom van der Spek       | Winter 2014/15* |               |
| Fysiotherapeut          | Gino Zwirs              | Zomer 2022      |               |
| Clubarts                | Daan van de Pol         | Zomer 2022      |               |
| Inspanningsfysioloog    | Michiel ten Haken       | Winter 2020/21* |               |
| Performance coach       | Marijn Ewijk            | Zomer 2022      |               |
| Performance coach       | Jesús Olivares-Jabalera | Zomer 2022      |               |
| Masseur                 | Ton Goris               | Zomer 2022      |               |
| Data-analist            | Theodore Kastanidis     | Zomer 2022      |               |
| Video-analist           | Jop Beuger              | Zomer 2022      |               |
| Video-analist           | Tom van Mierlo          | Zomer 2022      |               |
| Spelersbegeleider       | Philip Nijgh            | Zomer 2009      |               |
| Perschef                | nnb.                    |                 |               |
| Stadionspeaker          | Wietze Smid             | Zomer 1997      |               |

### Directie
| Functie                                            | Naam                | Bij ADO sinds | Contract tot  |
| -------------------------------------------------- | ------------------- | ------------- | ------------- |
| Eigenaar                                           | David Blitzer       | Februari 2022 |               |
| Algemeen directeur                                 | Edwin Reijntjes     | Zomer 2021    |               |
| Technisch manager                                  | Daryl Janmaat       | Zomer 2022    | November 2022 |
| Manager Stadion, Veiligheid & Wedstrijdorganisatie | Maurice Westerwoudt | Zomer 2022    |               |
| Leden Raad van Commissarissen                      | Sander Schouten     | Zomer 2022    |               |
| Leden Raad van Commissarissen                      | Johannes Ruppert    | Zomer 2022    |               |
| Leden Raad van Commissarissen                      | Lorien Kramer       | Zomer 2022    |               |

## Statistieken ADO Den Haag in het seizoen 2022/23

### Clubtopscorers 2022/23
| #   | Naam                        | Doelpunten              | Doelpunten | Doelpunten | Assists                 | Assists    | Assists |
| #   | Naam                        | Keuken Kampioen Divisie | KNVB Beker | Totaal     | Keuken Kampioen Divisie | KNVB Beker | Totaal  |
| --- | --------------------------- | ----------------------- | ---------- | ---------- | ----------------------- | ---------- | ------- |
| 1.  | Thomas Verheydt             | 14                      | 1          | 15         | 4                       | 1          | 5       |
| 2.  | Xander Severina             | 6                       | 2          | 8          | 5                       | 2          | 7       |
| 3.  | Joël Zwarts                 | 6                       | 2          | 8          | 2                       | 0          | 2       |
| 4.  | Malik Sellouki              | 2                       | 2          | 4          | 1                       | 0          | 1       |
| 5.  | Mario Bilate                | 2                       | 1          | 3          | 4                       | 1          | 5       |
| 6.  | Tyrese Asante               | 3                       | 0          | 3          | 0                       | 0          | 0       |
| 7.  | Boy Kemper                  | 2                       | 0          | 2          | 2                       | 0          | 2       |
| 8.  | Titouan Thomas              | 2                       | 0          | 2          | 2                       | 0          | 2       |
| 9.  | Max de Waal                 | 2                       | 0          | 2          | 2                       | 0          | 2       |
| 10. | Jordy Wehrmann              | 2                       | 0          | 2          | 1                       | 0          | 1       |
| 11. | Silvinho Esajas             | 2                       | 0          | 2          | 0                       | 0          | 0       |
| 12. | Amar Ćatić                  | 1                       | 0          | 1          | 3                       | 3          | 6       |
| 13. | Joey Sleegers               | 1                       | 0          | 1          | 1                       | 0          | 1       |
| 14. | Denzel Hall                 | 1                       | 0          | 1          | 0                       | 0          | 0       |
| 15. | Sacha Komljenovic           | 1                       | 0          | 1          | 0                       | 0          | 0       |
| 16. | Nigel Owusu                 | 1                       | 0          | 1          | 0                       | 0          | 0       |
| 17. | Amir Absalem                | 0                       | 0          | 0          | 1                       | 1          | 2       |
| 18. | Finn van Breemen            | 0                       | 0          | 0          | 1                       | 0          | 1       |
| 19. | Ricardo Kishna              | 0                       | 0          | 0          | 1                       | 0          | 1       |
| 20. | Guillem Rodríguez           | 0                       | 0          | 0          | 1                       | 0          | 1       |
| 21. | eigen doelpunt tegenstander | 3                       | 0          | 3          | /                       | /          | /       |

### Doelmannen 2022/23
| #  | Naam              | Keuken Kampioen Divisie | Keuken Kampioen Divisie | Keuken Kampioen Divisie | Keuken Kampioen Divisie    | KNVB Beker  | KNVB Beker       | KNVB Beker      | KNVB Beker                 |
| #  | Naam              | Wedstrijden             | Doelpunten tegen        | De nul gehouden         | Strafschoppen niet in doel | Wedstrijden | Doelpunten tegen | De nul gehouden | Strafschoppen niet in doel |
| -- | ----------------- | ----------------------- | ----------------------- | ----------------------- | -------------------------- | ----------- | ---------------- | --------------- | -------------------------- |
| 1. | Hugo Wentges      | 18                      | 29                      | 4x                      | 3/4                        | 0           | 0                | 0×              | 0/0                        |
| 2. | Sonny Stevens     | 14                      | 23                      | 2x                      | 0/2                        | 2           | 3                | 1×              | 0/0                        |
| 3. | Luuk Koopmans     | 6                       | 3                       | 3x                      | 0/1                        | 2           | 3                | 0×              | 1/1                        |
| 4. | Kilian Nikiema    | 1                       | 2                       | 0x                      | 0/0                        | 0           | 0                | 0×              | 0/0                        |
| 5. | David van de Riet | 0                       | 0                       | 0x                      | 0/0                        | 0           | 0                | 0×              | 0/0                        |

### Eindstand ADO Den Haag in Keuken Kampioen Divisie 2022/23
| Stand | Gespeeld | Gewonnen | Gelijk | Verloren | Punten | Doelpunten voor | Doelpunten tegen | Gele kaarten | 2× Geel > Rood | Rode kaarten |
| ----- | -------- | -------- | ------ | -------- | ------ | --------------- | ---------------- | ------------ | -------------- | ------------ |
| 12e   | 38       | 13       | 12     | 13       | 51     | 51              | 57               | 71           | 0              | 8            |

### Stand, punten en doelpunten per speelronde 2022/23
| Speelronde | 1         | 2         | 3         | 4         | 5         | 6         | 7         | 8         | 9         | 10        | 11        | 12        | 13        | 14        | 15        | 16        | 17            | 18            | 19            | 20            | 21            | 22            | 23            | 24            | 25            | 26            | 27            | 28            | 29            | 30            | 31            | 32            | 33            | 34            | 35            | 36            | 37            | 38            |
| ---------- | --------- | --------- | --------- | --------- | --------- | --------- | --------- | --------- | --------- | --------- | --------- | --------- | --------- | --------- | --------- | --------- | ------------- | ------------- | ------------- | ------------- | ------------- | ------------- | ------------- | ------------- | ------------- | ------------- | ------------- | ------------- | ------------- | ------------- | ------------- | ------------- | ------------- | ------------- | ------------- | ------------- | ------------- | ------------- |
| Trainer    | Dirk Kuyt | Dirk Kuyt | Dirk Kuyt | Dirk Kuyt | Dirk Kuyt | Dirk Kuyt | Dirk Kuyt | Dirk Kuyt | Dirk Kuyt | Dirk Kuyt | Dirk Kuyt | Dirk Kuyt | Dirk Kuyt | Dirk Kuyt | Dirk Kuyt | Dirk Kuyt | Dick Advocaat | Dick Advocaat | Dick Advocaat | Dick Advocaat | Dick Advocaat | Dick Advocaat | Dick Advocaat | Dick Advocaat | Dick Advocaat | Dick Advocaat | Dick Advocaat | Dick Advocaat | Dick Advocaat | Dick Advocaat | Dick Advocaat | Dick Advocaat | Dick Advocaat | Dick Advocaat | Dick Advocaat | Dick Advocaat | Dick Advocaat | Dick Advocaat |
| Punten     | 0         | 0         | 0         | 3         | 0         | 1         | 1         | 3         | 0         | 3         | 3         | 1         | 0         | 0         | 1         | 0         | 0             | 1             | 3             | 3             | 1             | 1             | 3             | 3             | 3             | 1             | 0             | 3             | 1             | 0             | 3             | 1             | 0             | 3             | 1             | 0             | 1             | 3             |
| Totaal     | 0         | 0         | 0         | 3         | 3         | 4         | 5         | 8         | 8         | 11        | 14        | 15        | 15        | 15        | 16        | 16        | 16            | 17            | 20            | 23            | 24            | 25            | 28            | 31            | 34            | 35            | 35            | 38            | 39            | 39            | 42            | 43            | 43            | 46            | 47            | 47            | 48            | 51            |
| Stand      | 20e       | 19e       | 20e       | 16e       | 18e       | 17e       | 16e       | 13e       | 17e       | 15e       | 13e       | 14e       | 17e       | 17e       | 16e       | 17e       | 17e           | 18e           | 15e           | 15e           | 14e           | 14e           | 13e           | 12e           | 12e           | 11e           | 13e           | 13e           | 13e           | 13e           | 11e           | 10e           | 11e           | 10e           | 11e           | 12e           | 12e           | 12e           |
| Goals      | 0         | 0         | 1         | 4         | 0         | 2         | 1         | 2         | 1         | 1         | 2         | 2         | 1         | 2         | 0         | 0         | 1             | 0             | 1             | 2             | 1             | 0             | 2             | 2             | 3             | 0             | 0             | 3             | 1             | 1             | 3             | 1             | 2             | 1             | 2             | 2             | 2             | 2             |
| Totaal     | 0         | 0         | 1         | 5         | 5         | 7         | 8         | 10        | 11        | 12        | 14        | 16        | 17        | 19        | 19        | 19        | 20            | 20            | 21            | 23            | 24            | 24            | 26            | 28            | 31            | 31            | 31            | 34            | 35            | 36            | 39            | 40            | 42            | 43            | 45            | 47            | 49            | 51            |
| Doelsaldo  | -4        | -6        | -8        | -4        | -5        | -5        | -5        | -4        | -6        | -5        | -4        | -4        | -5        | -6        | -6        | -7        | -10           | -10           | -9            | -8            | -8            | -8            | -7            | -6            | -4            | -4            | -7            | -6            | -6            | -8            | -6            | -6            | -7            | -6            | -6            | -8            | -8            | -6            |

### Thuis/uit-verhouding 2022/23
| Tegenstander | Almere City FC · (3e) | FC Den Bosch (19e) | FC Dordrecht (18e) | FC Eindhoven (8e) | De Graafschap (10e) | Helmond Sport (16e) | Heracles Almelo · (1e) | Jong Ajax (13e) | Jong AZ (11e) | Jong PSV (14e) | Jong FC Utrecht (20e) | MVV Maastricht (5e) | NAC Breda (6e) | PEC Zwolle · (2e) | Roda JC Kerkrade (15e) | Telstar (9e) | TOP Oss (17e) | VVV-Venlo (7e) | Willem II (4e) | Punten totaal (12e) |
| ------------ | --------------------- | ------------------ | ------------------ | ----------------- | ------------------- | ------------------- | ---------------------- | --------------- | ------------- | -------------- | --------------------- | ------------------- | -------------- | ----------------- | ---------------------- | ------------ | ------------- | -------------- | -------------- | ------------------- |
| ADO thuis    | 2 - 3                 | 0 - 2              | 2 - 2              | 1 - 0             | 2 - 2               | 2 - 2               | 0 - 3                  | 4 - 0           | 2 - 2         | 1 - 3          | 1 - 1                 | 2 - 1               | 2 - 1          | 3 - 1             | 0 - 1                  | 3 - 1        | 0 - 0         | 2 - 3          | 1 - 3          | 24                  |
| ADO uit      | 4 - 1                 | 0 - 0              | 0 - 1              | 1 - 1             | 0 - 1               | 2 - 1               | 4 - 0                  | 4 - 2           | 0 - 2         | 1 - 2          | 2 - 2                 | 3 - 1               | 1 - 2          | 1 - 2             | 1 - 1                  | 0 - 0        | 2 - 3         | 0 - 0          | 1 - 0          | 27                  |
| Punten       | 0                     | 1                  | 4                  | 4                 | 4                   | 1                   | 0                      | 3               | 4             | 3              | 2                     | 3                   | 6              | 6                 | 1                      | 4            | 4             | 1              | 0              | 51                  |

### Toeschouwersaantallen 2022/23
| Tegenstander | Almere City FC | FC Den Bosch | FC Dordrecht | FC Eindhoven | De Graafschap | Helmond Sport | Heracles Almelo | Jong Ajax  | Jong AZ   | Jong PSV  | Jong FC Utrecht | MVV Maastricht | NAC Breda   | PEC Zwolle   | Roda JC Kerkrade | Telstar     | TOP Oss    | VVV-Venlo  | Willem II    | Totaal |
| ------------ | -------------- | ------------ | ------------ | ------------ | ------------- | ------------- | --------------- | ---------- | --------- | --------- | --------------- | -------------- | ----------- | ------------ | ---------------- | ----------- | ---------- | ---------- | ------------ | ------ |
| ADO thuis    | 8.322 (?)      | 0*           | 6.486 (?)    | 4.309 (143)  | 4.730 (395)   | 5.833 (?)     | 6.574 (?)       | 3.785 (0*) | 3.600 (0) | 4.211 (4) | 4.950 (0)       | 4.985 (?)      | 5.245 (0*)  | 6.821 (?)    | 4.614 (?)        | 5.339 (?)   | 4.011 (65) | 4.761 (52) | 6.767 (?)    |        |
| ADO uit      | 2.416 (230)    | 3.558 (0*)   | 1.873 (200)  | 2.168 (?)    | 10.129 (?)    | 1.732 (?)     | 8.914 (487)     | 444 (0*)   | ?         | 618 (?)   | 513 (97)        | 4.098 (120)    | 17.832 (0*) | 12.610 (120) | 6.725 (?)        | 2.766 (170) | 2.044 (?)  | 4.881 (?)  | 13.209 (400) | -      |

(*: Bij deze wedstrijden mochten er geen (uit)supporters aanwezig zijn.)

### Kaarten per speelronde 2022/23
| Sp.     | 1   | 2   | 3   | 4   | 5   | 6   | 7   | 8   | 9   | 10  | 11  | 12  | 13  | 14  | 15  | 16  | 17  | 18  | 19  | 20  | 21  | 22  | 23  | 24  | 25  | 26  | 27  | 28  | 29  | 30  | 31  | 32  | 33  | 34  | 35  | 36  | 37  | 38  |
| ------- | --- | --- | --- | --- | --- | --- | --- | --- | --- | --- | --- | --- | --- | --- | --- | --- | --- | --- | --- | --- | --- | --- | --- | --- | --- | --- | --- | --- | --- | --- | --- | --- | --- | --- | --- | --- | --- | --- |
|         | 1   | 3   | 3   | 2   | 1   | 1   | 2   | 2   | 2   | 2   | 5   | 2   | 0   | 2   | 0   | 1   | 1   | 2   | 1   | 3   | 1   | 1   | 1   | 3   | 2   | 4   | 1   | 1   | 3   | 1   | 1   | 4   | 2   | 2   | 4   | 2   | 1   | 1   |
| Totaal  | 1   | 4   | 7   | 9   | 10  | 11  | 13  | 15  | 17  | 19  | 24  | 26  | 26  | 28  | 28  | 29  | 30  | 32  | 33  | 36  | 37  | 38  | 39  | 42  | 44  | 48  | 49  | 50  | 53  | 54  | 55  | 59  | 61  | 63  | 67  | 69  | 70  | 71  |
|         | 0   | 0   | 0   | 0   | 0   | 1   | 0   | 0   | 0   | 0   | 0   | 1   | 0   | 0   | 1   | 0   | 1   | 0   | 0   | 0   | 0   | 0   | 1   | 0   | 0   | 0   | 0   | 1   | 0   | 0   | 0   | 0   | 0   | 0   | 0   | 1   | 0   | 0   |
| Totaal  | 0   | 0   | 0   | 0   | 0   | 1   | 1   | 1   | 1   | 1   | 1   | 2   | 2   | 2   | 3   | 3   | 4   | 4   | 4   | 4   | 4   | 4   | 5   | 5   | 5   | 5   | 5   | 6   | 6   | 6   | 6   | 6   | 6   | 6   | 6   | 7   | 7   | 7   |
| Scheids | Man | Kam | Nag | Hen | Boe | Bos | Rup | Ker | Nag | Ger | Gra | Hen | Bla | Rup | Vos | Ker | Eij | Laa | Gan | Ger | Wie | Kam | Eij | Hen | Gan | Boe | Die | Bla | Hen | Ker | Oos | Vos | Mak | Hen | Bla | Pér | Mar | Roz |

[2× geel wordt in dit schema gezien als één rode kaart.]

### Keuken Kampioen Divisie-doelpunten per kwartier 2022/23
| Minuut       | 0-15 | 16-30 | 31-45 | 46-60 | 61-75 | 76-90 Haags Kwartiertje | Totaal |
| ------------ | ---- | ----- | ----- | ----- | ----- | ----------------------- | ------ |
| ADO          | 11   | 8     | 8     | 6     | 8     | 10                      | 51     |
| Tegenstander | 6    | 7     | 16    | 6     | 16    | 6                       | 57     |
| Totaal       | 17   | 15    | 24    | 12    | 24    | 16                      | 108    |

### Strafschoppen 2022/23
| Penalty's    | Penalty's gescoord | Penalty's gemist | Penalty's totaal | Gescoord door:                                                    | Gemist door: (Gepakt door:)                                                                                           |
| ------------ | ------------------ | ---------------- | ---------------- | ----------------------------------------------------------------- | --- |
| ADO Den Haag | 3                  | 0                | 3                | 2: Thomas Verheydt, 1: Mario Bilate                               | nvt. |
| Tegenstander | 4                  | 4                | 8                | 1: Lance Duijvestijn, Koen Kostons, Jason van Duiven, Dylan Vente | 1: Samuel Armenteros (Hugo Wentges), Dennis Kaars (Hugo Wentges), Jeredy Hilterman (Hugo Wentges), Lars Hutten (nvt.) |

### Bekertoernooi 2022/23
| Ronde   | Eerste kwalificatieronde | Tweede kwalificatieronde | Eerste ronde  | Tweede ronde  | Achtste finale  | Kwartfinale  | Halve finale | Finale |
| ------- | ------------------------ | ------------------------ | ------------- | ------------- | --------------- | ------------ | ------------ | ------ |
| Thuis   | nvt.                     | nvt.                     | Excelsior '31 | Kozakken Boys | ADO Den Haag    | PSV          | /            | /      |
| Uit     | nvt.                     | nvt.                     | ADO Den Haag  | ADO Den Haag  | Go Ahead Eagles | ADO Den Haag | /            | /      |
| Uitslag | nvt.                     | nvt.                     | 2 - 3         | 1 - 3         | 1 - 0           | 3 - 1        | /            | /      |

### Statistieken aller tijden voor ADO (huidige selectie)
| #   | Naam                 | Wedstrijden | Wedstrijden | Wedstrijden | Wedstrijden | Wedstrijden | Doelpunten | Doelpunten | Doelpunten | Doelpunten | Doelpunten |
| #   | Naam                 | Competitie  | Beker       | Play-offs   | Europa      | Totaal      | Competitie | Beker      | Play-offs  | Europa     | Totaal     |
| --- | -------------------- | ----------- | ----------- | ----------- | ----------- | ----------- | ---------- | ---------- | ---------- | ---------- | ---------- |
| 1.  | Boy Kemper           | 83          | 6           | 6           | 0           | 95          | 3          | 0          | 0          | 0          | 3          |
| 2.  | / Amar Ćatić         | 80          | 8           | 5           | 0           | 93          | 6          | 1          | 0          | 0          | 7          |
| 3.  | Thomas Verheydt      | 70          | 5           | 4           | 0           | 79          | 43         | 5          | 3          | 0          | 51         |
| 4.  | Luuk Koopmans        | 68          | 8           | 0           | 0           | 76          | 0          | 1          | 0          | 0          | 1          |
| 5.  | / Dhoraso Moreo Klas | 54          | 6           | 6           | 0           | 66          | 4          | 0          | 2          | 0          | 6          |
| 6.  | / Ricardo Kishna     | 60          | 4           | 2           | 0           | 66          | 4          | 0          | 0          | 0          | 4          |
| 7.  | / Tyrese Asante      | 58          | 3           | 5           | 0           | 66          | 3          | 0          | 0          | 0          | 3          |
| 8.  | / Xander Severina    | 55          | 5           | 2           | 0           | 62          | 6          | 2          | 0          | 0          | 8          |
| 9.  | / Gregor Breinburg   | 45          | 2           | 6           | 0           | 53          | 0          | 0          | 0          | 0          | 0          |
| 10. | / Joël Zwarts        | 32          | 4           | 0           | 0           | 36          | 6          | 2          | 0          | 0          | 8          |
| 11. | / Denzel Hall        | 32          | 3           | 0           | 0           | 35          | 1          | 0          | 0          | 0          | 1          |
| 12. | / Sacha Komljenovic  | 29          | 1           | 4           | 0           | 34          | 1          | 0          | 2          | 0          | 3          |
| 13. | Hugo Wentges         | 27          | 0           | 5           | 0           | 32          | 0          | 0          | 0          | 0          | 0          |
| 14. | / Silvinho Esajas    | 27          | 3           | 1           | 0           | 31          | 2          | 0          | 0          | 0          | 2          |
| 15. | Guillem Rodríguez    | 24          | 4           | 3           | 0           | 31          | 0          | 0          | 0          | 0          | 0          |
| 16. | / Michael Mulder     | 26          | 2           | 1           | 0           | 29          | 0          | 0          | 0          | 0          | 0          |
| 17. | Titouan Thomas       | 24          | 3           | 0           | 0           | 27          | 2          | 0          | 0          | 0          | 2          |
| 18. | / Mario Bilate       | 22          | 2           | 0           | 0           | 24          | 2          | 1          | 0          | 0          | 3          |
| 19. | Finn van Breemen     | 19          | 3           | 0           | 0           | 22          | 0          | 0          | 0          | 0          | 0          |
| 20. | Max de Waal          | 18          | 3           | 0           | 0           | 21          | 2          | 0          | 0          | 0          | 2          |
| 21. | Jordy Wehrmann       | 20          | 1           | 0           | 0           | 21          | 2          | 0          | 0          | 0          | 2          |
| 22. | / Amir Absalem       | 16          | 3           | 0           | 0           | 19          | 0          | 0          | 0          | 0          | 0          |
| 23. | Daryl Werker         | 16          | 3           | 0           | 0           | 19          | 0          | 0          | 0          | 0          | 0          |
| 24. | Sonny Stevens        | 14          | 2           | 0           | 0           | 16          | 0          | 0          | 0          | 0          | 0          |
| 25. | Joey Sleegers        | 15          | 0           | 0           | 0           | 15          | 1          | 0          | 0          | 0          | 1          |
| 26. | / Malik Sellouki     | 11          | 2           | 0           | 0           | 13          | 2          | 2          | 0          | 0          | 4          |
| 27. | Marius van Mil       | 9           | 1           | 0           | 0           | 10          | 1          | 0          | 0          | 0          | 1          |
| 28. | Gylermo Siereveld    | 7           | 0           | 0           | 0           | 7           | 0          | 0          | 0          | 0          | 0          |
| 29. | / Dirk Carlson       | 4           | 0           | 0           | 0           | 4           | 0          | 0          | 0          | 0          | 0          |
| 30. | / Rafael Struick     | 3           | 0           | 1           | 0           | 4           | 0          | 0          | 0          | 0          | 0          |
| 31. | / Nigel Owusu        | 3           | 0           | 0           | 0           | 3           | 1          | 0          | 0          | 0          | 1          |
| 32. | Jesse Reinders       | 3           | 0           | 0           | 0           | 3           | 0          | 0          | 0          | 0          | 0          |
| 33. | Nick Broekhuizen     | 1           | 1           | 0           | 0           | 2           | 0          | 0          | 0          | 0          | 0          |
| 34. | / Kilian Nikiema     | 1           | 0           | 0           | 0           | 1           | 0          | 0          | 0          | 0          | 0          |
| 35. | / Fabian Shahaj      | 1           | 0           | 0           | 0           | 1           | 0          | 0          | 0          | 0          | 0          |

### Onderscheidingen
Prijzen ADO Den Haag
- VVCS Veldencompetitie: Beste voetbalveld van de Keuken Kampioen Divisie (4,47 op schaal van 1-5).

Individuele prijzen
- Periode 3: Dick Advocaat - Beste trainer van de Keuken Kampioen Divisie.
- Karel Jansen-trofee voor 'Beste speler': Titouan Thomas.
- Karel Jansen-trofee voor 'Topscorer': Thomas Verheydt.
- Karel Jansen-trofee voor 'Beste talent': Finn van Breemen.

Keuken Kampioen Divisie-speler in 'Team van de Week'
- Speelronde 4: Denzel Hall, Xander Severina & Max de Waal (ADO Den Haag - Jong Ajax).
- Speelronde 6: Amar Ćatić (Jong FC Utrecht - ADO Den Haag).
- Speelronde 11: Thomas Verheydt (NAC Breda - ADO Den Haag).
- Speelronde 13: Denzel Hall (Helmond Sport - ADO Den Haag).
- Speelronde 21: Denzel Hall (ADO Den Haag - Jong FC Utrecht).
- Speelronde 25: Joey Sleegers (ADO Den Haag - PEC Zwolle).
- Speelronde 26: Finn van Breemen (FC Den Bosch - ADO Den Haag).
- Speelronde 28: Tyrese Asante, Denzel Hall & Joël Zwarts (TOP Oss - ADO Den Haag).
- Speelronde 31: Titouan Thomas (ADO Den Haag - Telstar).
- Speelronde 37: Malik Sellouki (ADO Den Haag - FC Dordrecht).
- Speelronde 38: Boy Kemper & Daryl Werker (Jong AZ - ADO Den Haag).

## Uitslagen ADO Den Haag

### Juli 2022
| Oefenwedstrijd | HVV Laakkwartier (Derde Klasse) | 0 - 13 (0 - 4)                                                                    | ADO Den Haag | Selectie ADO Den Haag: (T: Dirk Kuyt) |
| za. 9 juli 2022 Aanvangstijd: 14:00 uur Plaats: Den Haag Laakkwartier-terrein Toeschouwers: ? Scheidsrechter: Roelof Luinge Wedstrijdverslagen: ADO, West, ADOFans |                                 | 0 - 1 0 - 2 0 - 3 0 - 4 0 - 5 0 - 6 0 - 7 0 - 8 0 - 9 0 - 10 0 - 11 0 - 12 0 - 13 | 18' Severina (Broekhuizen) 19' Klas (Severina) 34' Klas (Esajas) 40' Severina (Klas) 51' Verheydt (Struick) 52' De Waal (Verheydt) 61' Van Breemen (Werker) 64' De Waal (Verheydt) 71' Dicke (De Waal) 72' Ćatić (Struick) 73' De Waal (Ćatić) 79' Verheydt (Struick) 81' De Waal (Ćatić) | OPSTELLING 1e HELFT: Van de Riet - Mulder, Siereveld, Carlson, Owusu - Klas, Esajas, Breinburg - Broekhuizen, Komljenovic, Severina WISSEL: 23' Noordanus Broekhuizen OPSTELLING 2e HELFT: Nikiema - Rodríguez, Werker, Van Breemen, Kemper - Dicke, De Waal, Reinders - Ćatić, Verheydt, Struick WISSEL: 78' Van Houwelingen Reinders |
| |                                 |                                                                                   | | |

Afwezig: Wehrmann (nog niet bij selectie), Asante, Koopmans, Van Mil, Wentges (blessure/rust)

Opmerkelijk: Trainer Dirk Kuyt stond dit oefenduel voor het eerst aan het roer bij ADO Den Haag. Verdediger Elano Yegen verkende op eigen initiatief een transfer en werd daardoor door de staf buiten de selectie gelaten. Aanvallers Abdel Belarbi en Fabian Shahaj sloten zich aan bij ADO Den Haag Onder 21.
| Oefenwedstrijd | Jong PSV (Keuken Kampioen Divisie) | 1 - 2 (0 - 1)     | ADO Den Haag                 | Selectie ADO Den Haag: (T: Dirk Kuyt) | Selectie Jong PSV: (T: Adil Ramzi) |
| di. 12 juli 2022 Aanvangstijd: 12:00 uur Plaats: Noordwijk Sportpark Duinwetering Toeschouwers: 0 (Besloten) Scheidsrechter: Dhr. Visser Wedstrijdverslagen: ADO, West, ADOFans | Houben 90+1'                       | 0 - 1 0 - 2 1 - 2 | 25' Verheydt 72' Van Breemen | BASISOPSTELLING: Wentges - Rodríguez, Siereveld, Carlson, Kemper - Klas, De Waal, Breinburg - Ćatić, Verheydt, Severina WISSEL: 54' Wehrmann Breinburg OPSTELLING NA 60 MINUTEN: Koopmans - Mulder, Werker , Van Breemen, Owusu - Dicke, Esajas, Wehrmann - Broekhuizen, Komljenovic, Struick | BASISOPSTELLING: Schiks - Arts, Kreekels, Leysen, Jansen - Simons, Tielemans, Doudah - Sealy, Colyn, Nassoh WISSELS: 46' Bodak Schiks 46' Jiménez Leysen 46' Dams Jansen 46' Van Duiven Colyn 46' El Allachi Nassoh 60' Bougafer Arts 60' Giebels Kreekels 60' Babadi Simons 60' Tytens Doudah 60' Houben Sealy |

Afwezig: Asante, Van Mil (blessure)

| Oefenwedstrijd | ADO Den Haag                                                                 | 4 - 0 (0 - 0)           | Excelsior Maassluis (Tweede Divisie) | Selectie ADO Den Haag: (T: Dirk Kuyt) | Selectie Excelsior Maassluis: (T: Dogan Corneille) |
| za. 16 juli 2022 Aanvangstijd: 12:00 uur Plaats: Zeist KNVB Campus Toeschouwers: 0 (Besloten) Scheidsrechter: ? Wedstrijdverslagen: ADO, West, ADOFans | Klas (Verheydt) 65' De Waal 76' Verheydt (Severina) 83' Kemper (De Waal) 85' | 1 - 0 2 - 0 3 - 0 4 - 0 |                                      | BASISOPSTELLING: Koopmans - Mulder, Werker , Van Breemen, Owusu - Dicke, Esajas, Wehrmann - Broekhuizen, Komljenovic, Struick WISSEL: 39' Van Mil Broekhuizen OPSTELLING NA 60 MINUTEN: Nikiema - Rodríguez, Siereveld, Carlson, Kemper - Klas, De Waal, Breinburg - Ćatić, Verheydt, Severina WISSEL: 87' Broekhuizen Kemper | BASISOPSTELLING: Boks - Tureaij, El Baad, Kleijweg, Abbas, De Vroege - Ringeling, Van den Beemt, Langedijk - Omar Ouali, Fermina WISSELS: 46' Wennekers Fermina |

Afwezig: Zwarts (nog niet bij selectie), Asante (blessure)

| Oefenwedstrijd | ADO Den Haag                           | 2 - 1 (0 - 1)     | SK Beveren (, Eerste Klasse B) | Selectie ADO Den Haag: (T: Dirk Kuyt) | Selectie SK Beveren: (T: Wim De Decker) |
| vr. 22 juli 2022 Aanvangstijd: 19:00 uur Plaats: Tiel Sportpark De Lok Toeschouwers: 0 (Besloten) Scheidsrechter: ? Wedstrijdverslagen: ADO, West, ADOFans | Severina (Klas) 50' Ćatić (Zwarts) 82' | 0 - 1 1 - 1 2 - 1 | 31' Vukotic                    | BASISOPSTELLING: Wentges - Rodríguez, Werker , Carlson, Owusu - Klas, Esajas, Wehrmann - Severina, Verheydt, De Waal WISSELS: 46' Komljenovic Esajas 62' Zwarts Severina 72' Siereveld Owusu 72' Dicke Klas 72' Broekhuizen Verheydt 72' Ćatić De Waal | BASISOPSTELLING: Brondeel - Mertens, Wuytens , Vukotic, Tshimanga - Fall, Hoggas, Verstraete - Ribeiro Costa, Maderner, Corryn WISSELS: 52' Mulder Verstraete 52' Barry Ribeiro |

Afwezig: Sellouki (nog niet bij selectie), Breinburg (ziek), Asante, Kemper (blessure)

Opmerkelijk: De door ADO Den Haag verhuurde verdediger Michael Mulder speelde mee bij SK Beveren.
| Oefenwedstrijd | ADO Den Haag                                                                                                 | 5 - 0 (2 - 0)                 | Racing White Daring Molenbeek (, Eerste Klasse B) | Selectie ADO Den Haag: (T: Dirk Kuyt) | Selectie Racing White Daring Molenbeek: (T: Vincent Euvrard)                                                       |
| za. 30 juli 2022 Aanvangstijd: 17:30 uur Plaats: Den Haag Bingoal Stadion Toeschouwers: 0 (Besloten) Scheidsrechter: Laurens Gerrets Wedstrijdverslagen: ADO, West, ADOFans | De Waal (Zwarts) 3' De Waal (Wehrmann) 44' Verheydt (Zwarts) 49' Werker (De Waal, c.) 66' Struick (Klas) 87' | 1 - 0 2 - 0 3 - 0 4 - 0 5 - 0 |                                                   | BASISOPSTELLING: Wentges - Rodríguez, Werker, Carlson, Kemper - Wehrmann, De Waal, Breinburg - Severina, Verheydt, Zwarts WISSELS: 46' Hall Rodríguez 62' Klas Breinburg 62' Sellouki Zwarts 73' Siereveld Kemper 79' Struick Severina | BASISOPSTELLING: Defourny - Le Joncour, Ruyssen, Heris, Sankhon - Diallo, Smeets, Botella - Ferraro, Biron, Hazard |

Afwezig: Ćatić (ziek), Asante (blessure)

Opmerkelijk: ADO Den Haag sloot ook het vijfde en tevens laatste oefenduel deze zomerperiode winnend af.

### Augustus 2022
| Keuken Kampioen Divisie 1e speelronde | Heracles Almelo                                                                                          | 4 - 0 (4 - 0)           | ADO Den Haag | Selectie ADO Den Haag: (T: Dirk Kuyt) | Selectie Heracles Almelo: (T: John Lammers) |
| vr. 5 augustus 2022 Aanvangstijd: 20:00 uur Plaats: Almelo Erve Asito Toeschouwers: 8.914 Scheidsrechter: Jeroen Manschot Assistenten: Bodde, Osseweijer, Van Zuilichem Wedstrijdverslagen: ADO, West, FCUpdate, ADOFans, Video Bal: 63%-37% / Vorig: 2-0 (20/21) | Vejinović (vt.) 4' Armenteros (Laursen) 22' Armenteros (Ouahim) 34' Laursen (Hansson) 44' Armenteros 62' | 1 - 0 2 - 0 3 - 0 4 - 0 | 55' Klas     | BASISOPSTELLING: Wentges - Hall, Werker, Carlson, Kemper - Klas, De Waal, Wehrmann - Severina, Verheydt, Zwarts RESERVEBANK: Koopmans, Nikiema, Rodríguez, Siereveld, Owusu, Breinburg, Esajas, Dicke, Komljenovic, Ćatić, Sellouki, Struick WISSELS: 46' Ćatić Severina 62' Breinburg Klas | BASISOPSTELLING: Brouwer - Bakboord, Sonnenberg, Hoogma , Roosken - Schoofs, Vejinović, Ouahim - Laursen, Armenteros, Hansson RESERVEBANK: Bucker, Jalving, Mokono, Rente, Leš, Olde Keizer, Kiomourtzoglou, Scheperman, Bruns, Sierra, Lunding, Bakış WISSELS: 70' Kiomourtzoglou Vejinović 82' Bruns Schoofs 86' Rente Sonnenberg 86' Scheperman Ouahim 86' Lunding Laursen |

Afwezig: Asante (schorsing/blessure)

Opmerkelijk: Denzel Hall, Daryl Werker, Dirk Carlson, Max de Waal, Jordy Wehrmann en Joël Zwarts maakten hun ADO-debuut. Ook debuteerde Dirk Kuyt deze wedstrijd als hoofdtrainer. Doelman Hugo Wentges pakte de strafschop van Samuel Armenteros. Vleugelaanvaller Xander Severina speelde zijn 25ste officiële wedstrijd voor ADO Den Haag.
| Oefenwedstrijd | ADO Den Haag | 0 - 1 (0 - 1) | Sparta Rotterdam (Eredivisie) | Selectie ADO Den Haag: (T: Dirk Kuyt) | Selectie Sparta Rotterdam: (T: Maurice Steijn)                                                                                            |
| di. 9 augustus 2022 Aanvangstijd: 13:00 uur Plaats: Den Haag Bingoal Stadion Toeschouwers: 0 (Besloten) Scheidsrechter: ? Wedstrijdverslagen: ADO, Haaglanden Voetbal |              | 0 - 1         | 18' Kitolano                  | BASISOPSTELLING: Koopmans - Rodríguez, Asante, Siereveld, Owusu - Dicke, Komljenovic, Breinburg - Sellouki, Ćatić, Struick WISSELS: 62' Esajas Dicke 74' Van Breemen Asante 74' Reinders Breinburg 77' Noordhoek Owusu 77' Van Mil Sellouki 87' Broekhuizen Komljenovic | BASISOPSTELLING: Coremans - Sambo, Rekik, Eerdhuizen, Meijers - Mijnans, Kitolano, Van Mullem - Brym, Engels, Saito WISSEL: 62' Jans Brym |

Afwezig: Breinburg, Carlson, Kemper, Rodríguez, Severina, Verheydt, De Waal, Wehrmann, Wentges, Werker, Zwarts (rust)

| Keuken Kampioen Divisie 2e speelronde | ADO Den Haag                              | 0 - 2 (0 - 2) | FC Den Bosch                                              | Selectie ADO Den Haag: (T: Dirk Kuyt) | Selectie FC Den Bosch: (T: Jack de Gier) |
| zo. 14 augustus 2022 Aanvangstijd: 12:15 uur Plaats: Den Haag Bingoal Stadion Toeschouwers: 0* Scheidsrechter: Jochem Kamphuis Assistenten: Goossens, Kempinga, Boel Wedstrijdverslagen: ADO, West, FCUpdate, ADOFans, Video Bal: 53%-47% / Vorig: 3-2 (21/22) | Komljenovic 64' Verheydt 85' Kemper 90+3' | 0 - 1 0 - 2   | 39' Ahannach (Konings) 41' Córdoba (Ahannach) 51' Leijten | BASISOPSTELLING: Wentges - Hall, Werker, Carlson, Kemper - Wehrmann, Klas, Breinburg - Severina, Verheydt, Zwarts RESERVEBANK: Koopmans, Nikiema, Rodríguez, Asante, Siereveld, Owusu, Esajas, Komljenovic, Ćatić, Sellouki, Struick WISSELS: 46' Asante Carlson 63' Komljenovic Wehrmann 63' Ćatić Severina 81' Owusu Hall 81' Rodríguez Breinburg | BASISOPSTELLING: Van der Steen - Mulders, Van den Bogert, Ryan, Van der Winden - Ahannach, Leijten, Van der Heijden - Verbeek, Konings, Córdoba RESERVEBANK: Sikking, Vrolijks, Van Grunsven, Maas, De Groot, Halilović, Regouin, Van Bakel WISSELS: 79' Van Bakel Córdoba 84' Van Grunsven Konings 90+1' Maas Ryan 90+1' Halilović Konings |

Afwezig: Van Breemen, De Waal (blessure)

Opmerkelijk: Middenvelder Max de Waal viel tijdens de warming-up uit met een blessure. Tijdens het duel waren geen bezoekers toegelaten, vanwege rellen tijdens de laatste play-offwedstrijd in het voorgaande seizoen.
| Keuken Kampioen Divisie 3e speelronde | MVV Maastricht                                                                      | 3 - 1 (2 - 1)           | ADO Den Haag                                | Selectie ADO Den Haag: (T: Dirk Kuyt) | Selectie MVV Maastricht: (T: Maurice Verberne) |
| vr. 19 augustus 2022 Aanvangstijd: 20:00 uur Plaats: Maastricht Stadion De Geusselt Toeschouwers: 4.098 Scheidsrechter: Marc Nagtegaal Assistenten: Küçükerbir, Waleveld, Tissingh Wedstrijdverslagen: ADO, West, FCUpdate, ADOFans, Video Bal: 49%-51% / Vorig: 2-6 (21/22) | Kostons (Remans) 1' Remans (Steuckers) 24' Souren 37' Livramento 68' Livramento 88' | 1 - 0 2 - 0 2 - 1 3 - 1 | 16' Hall 31' Verheydt 34' Klas 44' Verheydt | BASISOPSTELLING: Wentges - Hall, Asante, Werker, Kemper - Wehrmann, Klas, Breinburg - Severina, Verheydt, Zwarts RESERVEBANK: Koopmans, Nikiema, Rodríguez, Owusu, Esajas, Dicke, Broekhuizen, Reinders, Komljenovic, Ćatić, Sellouki, Struick WISSELS: 67' Komljenovic Wehrmann 67' Ćatić Zwarts 84' Esajas Klas 88' Reinders Breinburg 88' Struick Severina | BASISOPSTELLING: Matthys - T. Zeegers, R. Zeegers, Waem, Labylle - Blummel, Džepar, Souren, Remans - Steuckers, Kostons RESERVEBANK: Lambrix, Ancion, Van Helden, Schenk, Penders, El Basri, Kleinen, Deenen, Vijgen, R. van Bommel, Livramento WISSELS: 46' Livramento Kostons 76' R. van Bommel Steuckers 90+4' Van Helden Remans |

Afwezig: Van Breemen, Carlson, Siereveld, De Waal (blessure)

Opmerkelijk: ADO Den Haag beleefde met 0 punten en een doelsaldo van -8 de slechtste seizoensstart uit de clubgeschiedenis. Middenvelder Sacha Komljenovic speelde zijn 25ste wedstrijd voor ADO Den Haag. Spits Thomas Verheydt maakte de eerste competitietreffer van het seizoen. Middenvelder Jesse Reinders maakte zijn ADO-debuut.
| Keuken Kampioen Divisie 4e speelronde | ADO Den Haag                                                                                           | 4 - 0 (2 - 0)           | Jong Ajax | Selectie ADO Den Haag: (T: Dirk Kuyt) | Selectie Jong Ajax: (T: John Heitinga) |
| zo. 28 augustus 2022 Aanvangstijd: 12:15 uur Plaats: Den Haag Bingoal Stadion Toeschouwers: 3.785 Scheidsrechter: Robin Hensgens Assistenten: Kleinjan, Inia, Visser Wedstrijdverslagen: ADO, West, FCUpdate, ADOFans, Video Bal: 26%-74% / Vorig: 2-0 (21/22) | Zwarts (Severina) 2' Asante 19' Severina (De Waal) 38' De Waal (Zwarts) 48' Breinburg 60' Severina 60' | 1 - 0 2 - 0 3 - 0 4 - 0 |           | BASISOPSTELLING: Wentges - Hall, Asante, Werker, Kemper - Klas, De Waal, Breinburg - Severina, Verheydt, Zwarts RESERVEBANK: Koopmans, Nikiema, Rodríguez, Siereveld, Owusu, Wehrmann, Esajas, Reinders, Komljenovic, Ćatić, Sellouki, Struick WISSELS: 72' Wehrmann Breinburg 72' Komljenovic De Waal 72' Ćatić Severina 77' Esajas Klas 81' Struick Verheydt | BASISOPSTELLING: De Graaff - Jermoumi, Aertssen, Pierie, Milovanovic - Regeer, Hlynsson, Fitz-Jim - Hansen, Rasmussen, Misehouy RESERVEBANK: Kremers, Warmerdam, Vos, Delgado, Giovanni, Martha, Kjaer, Dall WISSELS: 46' Martha Milovanovic 64' Warmerdam Misehouy 78' Vos Fitz-Jim 81' Giovanni Regeer |

Afwezig: Absalem, Thomas (nog niet bij selectie), Van Breemen, Carlson, Van Mil (blessure)

Opmerkelijk: Xander Severina maakte zijn eerste en tevens zijn tweede goal in het betaalde voetbal. Hoofdtrainer Dirk Kuyt behaalde dit duel zijn eerste overwinning. Max de Waal en Joël Zwarts maakten hun eerste ADO-goal.

### September 2022
| Keuken Kampioen Divisie 5e speelronde | Willem II                   | 1 - 0 (0 - 0) | ADO Den Haag | Selectie ADO Den Haag: (T: Dirk Kuyt) | Selectie Willem II: (T: Kevin Hofland) |
| vr. 2 september 2022 Aanvangstijd: 20:00 uur Plaats: Tilburg Koning Willem II Stadion Toeschouwers: 13.209 Scheidsrechter: Pol van Boekel Assistenten: Ketting, Frij, Hardeman Wedstrijdverslagen: ADO, West, FCUpdate, ADOFans, Video Bal: 62%-38% / Vorig: 1-1 (20/21) | Asante (eigen doelpunt) 53' | 1 - 0         | 86' Esajas   | BASISOPSTELLING: Wentges - Hall, Asante, Werker, Kemper - Klas, De Waal, Breinburg - Severina, Verheydt, Zwarts RESERVEBANK: Koopmans, Nikiema, Rodríguez, Siereveld, Owusu, Wehrmann, Esajas, Thomas, Komljenovic, Ćatić, Struick, Bilate WISSELS: 73' Esajas Klas 73' Komljenovic De Waal 73' Ćatić Severina 84' Bilate Breinburg | BASISOPSTELLING: Lamprou - Owusu, Dammers, Schouten, Woudenberg - Llonch , Crowley, Bosch - Doodeman, De Leeuw, Svensson RESERVEBANK: Smits, Van den Berg, Heerkens, Lesquoy, Verreth, Spieringhs, Mathieu, Kabangu, Schroyen, Bokila WISSELS: 46' Lesquoy Woudenberg 64' Mathieu Svensson 85' Heerkens Bosch 85' Bokila De Leeuw 90+4' Kabangu Doodeman |

Afwezig: Absalem (nog niet bij selectie), Van Breemen, Carlson, Van Mil (blessure)

Opmerkelijk: Spits Mario Bilate maakte zijn ADO-debuut. Een dag later scheurde aanvallende middenvelder Sacha Komljenovic zijn kruisband af in het competitieduel van ADO Den Haag O21.
| Keuken Kampioen Divisie 6e speelronde | ADO Den Haag                               | 2 - 2 (1 - 0)           | Jong AZ                             | Selectie ADO Den Haag: (T: Dirk Kuyt) | Selectie Jong AZ: (T: Maarten Martens) |
| vr. 9 september 2022 Aanvangstijd: 20:00 uur Plaats: Den Haag Bingoal Stadion Toeschouwers: 3.600 Scheidsrechter: Alex Bos Assistenten: De Koning, Van der Ley, Tissingh Wedstrijdverslagen: ADO, West, FCUpdate, ADOFans, Video Bal: 54%-46% / Vorig: 3-2 (21/22) | Zwarts 29' Hall 57' Wehrmann 72' Ćatić 90' | 1 - 0 1 - 1 1 - 2 2 - 2 | 55' Allouch (Addai) 83' Buurmeester | BASISOPSTELLING: Wentges - Hall, Asante, Werker, Kemper - Klas, De Waal, Breinburg - Severina, Verheydt, Zwarts RESERVEBANK: Koopmans, Nikiema, Rodríguez, Siereveld, Absalem, Owusu, Wehrmann, Esajas, Thomas, Ćatić, Struick, Bilate WISSELS: 60' Wehrmann Klas 72' Absalem Kemper 72' Ćatić Severina 80' Esajas Breinburg 80' Bilate Zwarts | BASISOPSTELLING: Owusu-Odoro - Lathouwers , Goes, Stam, Engel - Addai, Twisk, Buurmeester, Allouch - Griffith, Reverson RESERVEBANK: Deen, Dekkers, Van Aken, Postma, Pavlidis, Kwakman, Koster, Kewal, Pynadath, Poku WISSELS: 59' Pynadath Addai 71' Dekkers Lathouwers 71' Kwakman Reverson 90+4' Postma Allouch |

Afwezig: Van Breemen, Carlson, Komljenovic, Van Mil (blessure)

Opmerkelijk: Dhoraso Moreo Klas speelde zijn 50ste officiële wedstrijd voor ADO Den Haag. Amir Absalem maakte dit duel zijn ADO-debuut.
| Keuken Kampioen Divisie 7e speelronde | Jong FC Utrecht                                      | 1 - 1 (0 - 0) | ADO Den Haag                               | Selectie ADO Den Haag: (T: Dirk Kuyt) | Selectie Jong FC Utrecht: (T: Darije Kalezić) |
| ma. 12 september 2022 Aanvangstijd: 20:00 uur Plaats: Utrecht Stadion Galgenwaard Toeschouwers: 513 Scheidsrechter: Clay Ruperti Assistenten: Kempinga, Van Westen, Spaan Wedstrijdverslagen: ADO, West, FCUpdate, ADOFans, Video Bal: 53%-47% / Vorig: 1-4 (21/22) | Lottin 57' Sanches Fernandes (Shein) 69' Meissen 88' | 1 - 0 1 - 1   | 39' Breinburg 63' Asante 89' Owusu (Ćatić) | BASISOPSTELLING: Wentges - Hall, Asante, Siereveld, Absalem - Klas, De Waal, Breinburg - Ćatić, Verheydt , Zwarts RESERVEBANK: Koopmans, Nikiema, Rodríguez, Werker, Van Breemen, Owusu, Esajas, Thomas, Severina, Sellouki, Struick, Bilate WISSELS: 64' Owusu Absalem 64' Esajas Breinburg 64' Severina Zwarts 74' Bilate De Waal 85' Rodríguez Hall | BASISOPSTELLING: De Keijzer - Meissen, Kluivert , Mamengi - Eersteling, Shein, Lottin, Leliendal - Booth, Redan, Reijnders RESERVEBANK: Gadellaa, Steins, Rawlins, Van den Hoek, Vertrouwd, Ikeshita, Felicia, Sanches Fernandes, Versluis, Rijks WISSELS: 64' Rawlins Kluivert 64' Sanches Fernandes Redan 74' Vertrouwd Mamengi 81' Ikeshita Lottin |

Afwezig: Wehrmann (schorsing), Carlson, Kemper, Komljenovic, Van Mil (blessure)

Opmerkelijk: Spits Thomas Verheydt speelde zijn 50ste officiële wedstrijd voor ADO Den Haag. Verdediger Gylermo Siereveld maakte zijn ADO-debuut. Verdediger Nigel Owusu maakte zijn eerste ADO-goal.
| Keuken Kampioen Divisie 8e speelronde | PEC Zwolle                          | 1 - 2 (1 - 1)     | ADO Den Haag                                                    | Selectie ADO Den Haag: (T: Dirk Kuyt) | Selectie PEC Zwolle: (T: Dick Schreuder) |
| vr. 16 september 2022 Aanvangstijd: 20:00 uur Plaats: Zwolle MAC³PARK stadion Toeschouwers: 12.610 Scheidsrechter: Martin van den Kerkhof Assistenten: De Nas, Vandeursen, Van Zuilichem Wedstrijdverslagen: ADO, West, FCUpdate, ADOFans, Video Bal: 52%-48% / Vorig: 0-1 (20/21) | Van den Belt (Vellios) 26' Taha 80' | 1 - 0 1 - 1 1 - 2 | 15' Klas 43' Verheydt 63' Van Hintum (eigen goal) 79' Breinburg | BASISOPSTELLING: Wentges - Hall, Asante, Siereveld, Absalem - Klas, De Waal, Breinburg - Severina, Verheydt , Zwarts RESERVEBANK: Koopmans, Nikiema, Rodríguez, Werker, Van Breemen, Owusu, Esajas, Thomas, Ćatić, Sellouki, Struick, Bilate WISSELS: 69' Ćatić Severina 74' Werker Siereveld 74' Rodríguez Absalem 86' Esajas Klas 86' Bilate De Waal | BASISOPSTELLING: Schendelaar - Beelen, Van Polen , Van Hintum - Görlich, Medunjanin, Huiberts, Van den Belt, Tutuarima - Mrkonjić, Vellios RESERVEBANK: Hauptmeijer, Verduin, R. van den Berg, Chirino, Bogarde, Kaparos, D. van den Berg, Taha, Guezen, Kastaneer, Landu, Thy WISSELS: 68' Kastaneer Görlich 68' Taha Huiberts 68' Thy Mrkonjić 81' R. van den Berg Van Hintum 81' Landu Tutuarima |

Afwezig: Wehrmann (schorsing), Carlson, Kemper, Komljenovic, Van Mil (blessure)

Opmerkelijk: ADO Den Haag won dit duel zeer verrassend van de nog ongeslagen koploper van de Keuken Kampioen Divisie. In de vrije interlandweek spelede ADO een oefenwedstrijd tegen eredivisionist FC Groningen. Ondanks een goal van Xander Severina ging het duel met 1-3 verloren.
| Keuken Kampioen Divisie 9e speelronde | ADO Den Haag                                      | 1 - 3 (0 - 3)           | Jong PSV | Selectie ADO Den Haag: (T: Dirk Kuyt) | Selectie Jong PSV: (T: Adil Ramzi) |
| vr. 30 september 2022 Aanvangstijd: 20:00 uur Plaats: Den Haag Bingoal stadion Toeschouwers: 4.211 Scheidsrechter: Marc Nagtegaal Assistenten: Waleveld, De Koning, Lodeweegs Wedstrijdverslagen: ADO, West, FCUpdate, ADOFans, Video Bal: 55%-45% / Vorig: 2-2 (21/22) | Asante (De Waal, c.) 49' Klas 64' Van Breemen 79' | 0 - 1 0 - 2 0 - 3 1 - 3 | 23' Nassoh (Tielemans) 26' Leysen 42' Seelt (Van Duiven) 43' Tielemans 45+1' Seelt (Doudah, c.) 62' Van Duiven | BASISOPSTELLING: Wentges - Hall, Asante, Van Breemen, Absalem - Klas, De Waal, Breinburg - Severina, Verheydt , Zwarts RESERVEBANK: Koopmans, Nikiema, Rodríguez, Werker, Siereveld, Wehrmann, Esajas, Reinders, Ćatić, Kishna, Sellouki, Bilate WISSELS: 66' Esajas De Waal 66' Ćatić Zwarts 76' Rodríguez Absalem 76' Bilate Breinburg 83' Kishna Van Breemen | BASISOPSTELLING: Schiks - Comenencia, Seelt, Vos , Leysen - Doudah, Tielemans, Nassoh - Sealy, Van Duiven, Colyn RESERVEBANK: Bodak, Smolenaars, Kreekels, Dams, Van de Blaak, Jansen, Jiménez, Antonisse, Priske WISSELS: 58' Antonisse Sealy 90' Priske Nassoh 90+2' Dams Van Duiven |

Afwezig: Carlson, Kemper, Komljenovic, Van Mil (blessure)

Opmerkelijk: Aanvaller Ricardo Kishna keerde definitief terug bij ADO Den Haag en maakte minuten dit duel. Verdediger Tyrese Asante maakte zijn eerste goal in het betaalde voetbal.

### Oktober 2022
| Keuken Kampioen Divisie 10e speelronde | ADO Den Haag                                | 1 - 0 (0 - 0) | FC Eindhoven                                    | Selectie ADO Den Haag: (T: Dirk Kuyt) | Selectie FC Eindhoven: (T: Rob Penders) |
| vr. 7 oktober 2022 Aanvangstijd: 20:00 uur Plaats: Den Haag Bingoal stadion Toeschouwers: 4.309 Scheidsrechter: Laurens Gerrets Assistenten: Van Dongen, Brondijk, De Bruijn Wedstrijdverslagen: ADO, West, FCUpdate, ADOFans, Video Bal: 54%-46% / Vorig: 2-1 (21/22) | Verheydt 45' Verheydt (Bilate) 60' Klas 74' | 1 - 0         | 62' Amevor 89' Brym 90+6' Amevor 90+6' Azzagari | BASISOPSTELLING: Wentges - Rodríguez, Asante, Siereveld, Absalem - Klas, De Waal, Breinburg - Ćatić, Verheydt , Bilate RESERVEBANK: Koopmans, Nikiema, Werker, Van Breemen, Wehrmann, Esajas, Reinders, Thomas, Kishna, Zwarts, Severina, Sellouki WISSELS: 57' Kishna De Waal 63' Van Breemen Siereveld 85' Severina Ćatić 85' Zwarts Bilate MOTM in het stadion: Ricardo Kishna | BASISOPSTELLING: Bertrams - Amevor , Peijnenburg, Seedorf - Persyn, Oostenbrink, Van Doorm, Dahlhaus - Brym, Rottier, Kökçü RESERVEBANK: Borgmans, Odunze, Ogenia, Bogaers, Janssen, Rêgo, Faber, Dorenbosch, Azzagari, Diaby-Fadiga, Enokpa WISSELS: 69' Janssen Seedorf 69' Diaby-Fadiga Kökçü 82' Ogenia Persyn 82' Azzagari Oostenbrink 90+1' Enokpa Brym |

Afwezig: Carlson, Hall, Kemper, Komljenovic, Van Mil (blessure)

Opmerkelijk: Net als in de 8ste speelronde tegen PEC Zwolle wist ADO Den Haag een ploeg te verslaan die tot dan toe ongeslagen was in dit competitieseizoen.
| Keuken Kampioen Divisie 11e speelronde | NAC Breda                                                           | 1 - 2 (1 - 2)     | ADO Den Haag                                                                               | Selectie ADO Den Haag: (T: Dirk Kuyt) | Selectie NAC Breda: (T: Robert Molenaar) |
| vr. 14 oktober 2022 Aanvangstijd: 20:00 uur Plaats: Breda Rat Verlegh stadion Toeschouwers: 17.832 Scheidsrechter: Edwin van de Graaf Assistenten: Bodde, Ozinga, Van Zuilichem Wedstrijdverslagen: ADO, West, FCUpdate, ADOFans, Video Bal: 59%-41% / Vorig: 1-2 (21/22) | Van der Sande (Velanas) 3' McNulty 9' Van der Sande 36' Banzuzi 89' | 1 - 0 1 - 1 1 - 2 | 13' Verheydt (Severina) 32' Verheydt (Ćatić) 55' Hall 61' Siereveld 67' Absalem 71' Esajas | BASISOPSTELLING: Wentges - Hall, Asante, Siereveld, Absalem - Wehrmann, De Waal, Breinburg - Ćatić, Verheydt , Severina RESERVEBANK: Koopmans, Nikiema, Rodríguez, Werker, Van Breemen, Esajas, Reinders, Thomas, Kishna, Zwarts, Sellouki, Struick WISSELS: 46' Kishna De Waal 63' Werker Siereveld 63' Esajas Wehrmann 80' Thomas Breinburg 87' Rodríguez Absalem | BASISOPSTELLING: Kortsmit - Lucassen, McNulty, Velthuis, Di Michele Sanchez - Agougil, Velanas, Plat - Herrmann, Van der Sande, De Rooij RESERVEBANK: Van de Merbel, Ligeon, De Wijs, L. Marijnissen, Vet, Banzuzi, Van Schuppen, T. Marijnissen, Kosiah WISSELS: 46' T. Marijnissen Herrmann 79' Banzuzi Plat 79' Kosiah De Rooij 88' Vet McNulty |

Afwezig: Klas (schorsing), Bilate (privé-omstandigheden), Carlson, Kemper, Komljenovic, Van Mil (blessure)

Opmerkelijk: Doelman Hugo Wentges speelde zijn 25ste officiële wedstrijd voor ADO Den Haag. Middenvelder Titouan Thomas maakte zijn ADO-debuut.
| KNVB Beker Eerste ronde | Excelsior '31 (Derde Divisie Zaterdag)                            | 2 - 3 (1 - 1)                 | ADO Den Haag                                                    | Selectie ADO Den Haag: (T: Dirk Kuyt) | Selectie Excelsior '31: (T: Peter Wesselink) |
| di. 18 oktober 2022 Aanvangstijd: 20:00 uur Plaats: Rijssen Sportpark De Koerbelt Toeschouwers: ? Scheidsrechter: Martin Pérez Assistenten: Wolfkamp, Vloedgraven, Visser Wedstrijdverslagen: ADO, West, FCUpdate, ADOFans, Video | Veltkamp (Kaptein) 28' Werkhoven (Gerritsen Mulkes) 28' Paais 87' | 1 - 0 1 - 1 2 - 1 2 - 2 2 - 3 | 34' Bilate (Ćatić) 58' Sellouki (Ćatić) 61' Verheydt (Severina) | BASISOPSTELLING: Koopmans - Hall, Werker, Van Breemen, Rodríguez - Klas, De Waal, Thomas - Ćatić , Bilate, Severina RESERVEBANK: Wentges, Nikiema, Asante, Siereveld, Breinburg, Wehrmann, Esajas, Reinders, Kishna, Zwarts, Sellouki, Verheydt WISSELS: 40' Zwarts Rodríguez 46' Sellouki De Waal 46' Verheydt Bilate 81' Esajas Verheydt | BASISOPSTELLING: Van Zaltbommel - Vloedgraven, De Jong, Davina, Schmidt - Reinders, Leemhuis, Gerritsen Mulkes - Kaptein, Werkhoven, Veltkamp WISSELS: 62' Van Beek De Jong 62' Hemmink Gerritsen Mulkes 62' S. Seppenwoolde Kaptein 72' M. Seppenwoolde Davina 77' Paais Leemhuis |

Afwezig: Absalem, Carlson, Kemper, Komljenovic, Van Mil (blessure)

Opmerkelijk: Fransman Malik Sellouki maakte zijn ADO-debuut en scoorde gelijk een goal. Ook Mario Bilate maakte zijn eerste doelpunt in Haagse dienst.
| Keuken Kampioen Divisie 12e speelronde | ADO Den Haag                                                                  | 2 - 2 (1 - 1)           | De Graafschap                                                    | Selectie ADO Den Haag: (T: Dirk Kuyt) | Selectie De Graafschap: (T: Adrie Poldervaart) |
| vr. 21 oktober 2022 Aanvangstijd: 20:00 uur Plaats: Den Haag Bingoal stadion Toeschouwers: 4.730 Scheidsrechter: Robin Hensgens Assistenten: Weterings, Nanninga, Boel Wedstrijdverslagen: ADO, West, FCUpdate, ADOFans, Video Bal: 47%-53% / Vorig: 0-0 (21/22) | Verheydt 12' Wehrmann (Severina) 24' Esajas (Ćatić) 77' Asante 87' Bilate 89' | 1 - 0 1 - 1 1 - 2 2 - 2 | 29' Önal (Neghli) 51' Hillen 72' Önal (Gravenberch) 87' Valencia | BASISOPSTELLING: Wentges - Rodríguez, Asante, Siereveld, Absalem - Klas, Wehrmann, Breinburg - Ćatić, Verheydt , Severina RESERVEBANK: Koopmans, Van de Riet, Werker, Van Breemen, Esajas, Reinders, Thomas, De Waal, Kishna, Zwarts, Sellouki, Bilate WISSELS: 46' Bilate Absalem 65' Esajas Klas 65' Thomas Wehrmann 84' Zwarts Severina MOTM in het stadion: Tyrese Asante | BASISOPSTELLING: Jurjus - Schouten, Fortes, Hillen, Büttner - Valencia, De Jong , Brittijn - Neghli, Gravenberch, Önal RESERVEBANK: Bakker, Wieggers, Lammers, Schenk, Baas, Schuurman, Bouihrouchane, Kaandorp, Acheffay, Benschop, Haen WISSELS: 76' Schuurman Neghli 76' Benschop Gravenberch 84' Schenk Büttner 90+2' Haen Schuurman 90+2' Acheffay Valencia |

Afwezig: Carlson, Hall, Kemper, Komljenovic, Van Mil (blessure)

| Keuken Kampioen Divisie 13e speelronde | Helmond Sport                                                                            | 2 - 1 (1 - 0)     | ADO Den Haag | Selectie ADO Den Haag: (T: Dirk Kuyt) | Selectie Helmond Sport: (Interim: Tim Bakens) |
| vr. 28 oktober 2022 Aanvangstijd: 20:00 uur Plaats: Helmond SolarUnie Stadion Toeschouwers: 1.732 Scheidsrechter: Erwin Blank Assistenten: Inia, De Koning, Aafouallah Wedstrijdverslagen: ADO, West, FCUpdate, ADOFans, Video Bal: 39%-61% / Vorig: 0-0 (21/22) | Lorentzen (Kaars) 4' Kaars 61' Kaars (Lorentzen) 66' Dassy 77' Kaars 82' Havekotte 90+4' | 1 - 0 1 - 1 2 - 1 | 55' Hall     | BASISOPSTELLING: Wentges - Rodríguez, Hall, Asante, Siereveld, Absalem - Thomas, Kishna, Breinburg - Verheydt , Severina RESERVEBANK: Koopmans, Van de Riet, Werker, Van Breemen, Klas, Wehrmann, Esajas, Reinders, De Waal, Ćatić, Zwarts, Sellouki WISSELS: 46' Ćatić Rodríguez 62' De Waal Kishna 77' Esajas Breinburg 77' Zwarts Severina 82' Van Breemen Siereveld | BASISOPSTELLING: Havekotte - Van Vlerken, Beugelsdijk, Van den Eynden, Van Hove - Lieftink, Lorentzen, Chacón - Van Keilegom, Kaars, Bosiers RESERVEBANK: Mantel, Azmi, Terzi, Van der Meer, Dassy, Çulhacı, Lion, Mistrafovic, Essanoussi, Scholten, Arias WISSELS: 72' Essanoussi Van Keilegom 72' Dassy Bosiers 87' Arias Lorentzen 90' Van der Meer Kaars |

Afwezig: Bilate (schorsing), Carlson, Kemper, Komljenovic, Van Mil (blessure)

Opmerkelijk: ADO Den Haag pakte voor het eerst dit seizoen geen kaart dit duel. Doelman Hugo Wentges keerde voor de derde opeenvolgende keer (in officiële speeltijd) een strafschop van de tegenstander. Verdediger Denzel Hall maakte zijn eerste ADO-goal.

### November 2022
| Keuken Kampioen Divisie 14e speelronde | ADO Den Haag                                          | 2 - 3 (1 - 1)                 | VVV-Venlo                                                                                           | Selectie ADO Den Haag: (T: Dirk Kuyt) | Selectie VVV-Venlo: (T: Rick Kruys) |
| vr. 4 november 2022 Aanvangstijd: 20:00 uur Plaats: Den Haag Bingoal Stadion Toeschouwers: 4.761 Scheidsrechter: Clay Ruperti Assistenten: Jansen, Kucukerbir, Tissingh Wedstrijdverslagen: ADO, West, FCUpdate, ADOFans, Video Bal: 49%-51% / Vorig: 2-0 (21/22) | Esajas 5' Van Breemen 48' Severina 75' Verheydt 90+7' | 1 - 0 1 - 1 1 - 2 2 - 2 2 - 3 | 24' Janssen 45+1' Ketting (Verheijen) 59' Van der Gouw 66' Dekker (Sedláček) 90+6' Venema (Ketting) | BASISOPSTELLING: Wentges - Hall, Asante, Werker, Van Breemen, Absalem - Thomas, Esajas, Breinburg - Verheydt , Severina RESERVEBANK: Koopmans, Nikiema, Rodríguez, Siereveld, Carlson, Klas, Wehrmann, Reinders, De Waal, Ćatić, Zwarts, Sellouki WISSELS: 46' De Waal Esajas 46' Klas Breinburg 73' Ćatić Hall 73' Wehrmann Thomas 90' Zwarts Severina 90+1' Siereveld Werker | BASISOPSTELLING: Van der Gouw - Dekker, Ketting, Koglin , Janssen - Klaasen, Huisman, De Boer - Sedláček, Johansson, Braken RESERVEBANK: Craenmehr, Schrick, Dirks, Henderikx, Van Rooijen, Vosselman, Kluskens, Verheijen, Roemer, Venema, Kristinsson, Yaşar WISSELS: 35' Verheijen Johansson 79' Kristinsson Huisman 86' Kluskens Dekker 86' Venema Braken |

Afwezig: Bilate (schorsing), Kemper, Kishna, Komljenovic, Van Mil (blessure)

Opmerkelijk: Vanwege een hoofdblessure mocht ADO Den Haag zesmaal wisselen dit duel. Een record voor de Haagse club in een officiële wedstrijd zonder verlenging. VVV-spits Nick Venema maakte overduidelijk hands vlak voor de winnende treffer, wat werd gemist door scheidsrechter Clay Ruperti. Vanwege het protesteren na het laatste fluitsignaal kreeg ADO-aanvoerder Thomas Verheydt zijn vijfde gele kaart van het seizoen.
| Keuken Kampioen Divisie 15e speelronde | Telstar | 0 - 0 (0 - 0) | ADO Den Haag | Selectie ADO Den Haag: (T: Dirk Kuyt) | Selectie Telstar: (T: Mike Snoei) |
| vr. 11 november 2022 Aanvangstijd: 20:00 uur Plaats: Velsen BUKO Stadion Toeschouwers: 2.766 Scheidsrechter: Martijn Vos Assistenten: Bodde, Frijn, Michielsen Wedstrijdverslagen: ADO, West, FCUpdate, ADOFans, Video Bal: 54%-46% / Vorig: 0-2 (21/22) |         |               | 64' Absalem  | BASISOPSTELLING: Wentges - Ćatić, Hall, Asante, Van Breemen, Absalem - Klas, Esajas, Wehrmann - Bilate , Severina RESERVEBANK: Koopmans, Nikiema, Rodríguez, Werker, Siereveld, Carlson, Thomas, Reinders, De Waal, Kishna, Zwarts, Sellouki WISSELS: 61' Kishna Wehrmann 73' Reinders Bilate 84' Zwarts Severina | BASISOPSTELLING: Houweling - Apau, Oude Kotte, Blackson - Kruiver, Overtoom, Najah, Mulder - Min, Plet , Giousis RESERVEBANK: Van Ingen, Eendracht, Seedorf, Bensabouh, Soares, Dijkstra, Van Wetten, Ainsalu, Turfkruier, Boussakou, Van den Heerik, Smit WISSELS: 46' Boussakou Kruiver 66' Seedorf Min 74' Bensabouh Oude Kotte 86' Dijkstra Overtoom 86' Smit Giousis |

Afwezig: Verheydt (schorsing), Breinburg, Kemper, Komljenovic, Van Mil (blessure)

| Keuken Kampioen Divisie 16e speelronde | ADO Den Haag | 0 - 1 (0 - 0) | Roda JC Kerkrade                                  | Selectie ADO Den Haag: (T: Dirk Kuyt) | Selectie Roda JC Kerkrade: (T: Jurgen Streppel) |
| wo. 16 november 2022 Aanvangstijd: 20:00 uur Plaats: Den Haag Bingoal Stadion Toeschouwers: 4.614 Scheidsrechter: Martin van den Kerkhof Assistenten: Ozinga, Van Marrewijk, Van Kommer Wedstrijdverslagen: ADO, West, FCUpdate, ADOFans, Video Bal: 48%-52% / Vorig: 2-0 (21/22) | Asante 90'   | 0 - 1         | 80' Bijleveld 85' Vente (Reith) 89' Van der Heide | BASISOPSTELLING: Wentges - Ćatić, Hall, Asante, Van Breemen, Carlson - Esajas, Kishna, Breinburg - Verheydt , Severina RESERVEBANK: Koopmans, Van de Riet, Rodríguez, Werker, Siereveld, Klas, Wehrmann, Thomas, Reinders, De Waal, Zwarts, Bilate WISSELS: 74' Reinders Carlson 74' Bilate Kishna 80' Zwarts Severina 86' Wehrmann Breinburg | BASISOPSTELLING: Nicolas - Reith, Joppen, Van de Pavert, Lambrix - Hartjes, Postema, Bijleveld - Mallahi, Vente , Daneels RESERVEBANK: De Boer, Hamers, Mayer, Douglas, Sieben, Sposito, Ouaissa, Takidine, Limbombe, Van der Heide, Yayi Mpie WISSELS: 62' Limbombe Daneels 71' Mayer Postema 71' Van der Heide Mallahi 81' Douglas Lambrix 81' Sieben Bijleveld |

Afwezig: Absalem (schorsing), Kemper, Komljenovic, Van Mil (blessure)

Opmerkelijk: Vleugelaanvaller Ricardo Kishna speelde zijn 50ste officiële wedstrijd voor ADO Den Haag. Vanwege het Wereldkampioenschap voetbal 2022 was dit de laatste wedstrijd voor de vervroegde winterstop. De achtste competitienederlaag in zestien wedstrijden betekende het einde voor hoofdtrainer Dirk Kuyt. Na zijn ontslag werd Dick Advocaat aangesteld als zijn vervanger.

### December 2022
| Oefenwedstrijd | ADO Den Haag | 0 - 3 (0 - 2)     | Sparta Rotterdam (Eredivisie)   | Selectie ADO Den Haag: (T: Dick Advocaat) | Selectie Sparta Rotterdam: (T: Maurice Steijn) |
| zo. 4 december 2022 Aanvangstijd: 13:00 uur Plaats: Den Haag Bingoal Stadion Toeschouwers: 0 (Besloten) Scheidsrechter: ? Wedstrijdverslagen: ADO Den Haag |              | 0 - 1 0 - 2 0 - 3 | 1' Lokilo 25' Tahiri 88' Lokilo | BASISOPSTELLING: Wentges - Hall, Werker, Carlson, Absalem - Klas, De Waal, Breinburg - Severina, Verheydt , Kishna WISSELS: 38' Zwarts Verheydt 65' Thomas Klas 65' Sellouki De Waal 65' Esajas Breinburg 65' Ćatić Kishna 75' Asante Hall | BASISOPSTELLING: Olij - Sambo, Vriends, Abels, Meijers - Auassar, Mijnans, Van Mullem - Lokilo, Tahiri, V. van Crooij WISSEL: 46' D. van Crooij Brym 46' Rekik Vriends 67' Rosario Vriends 80' Bal Vriends |

Afwezig: Kemper, Komljenovic, Van Mil (blessure)

Opmerkelijk: Spits Thomas Verheydt liep dit duel een enkelblessure op.
| Keuken Kampioen Divisie 17e speelronde | Almere City FC | 4 - 1 (1 - 1)                 | ADO Den Haag                                                     | Selectie ADO Den Haag: (T: Dick Advocaat) | Selectie Almere City FC: (T: Alex Pastoor) |
| zo. 11 december 2022 Aanvangstijd: 14:30 uur Plaats: Almere Yanmar Stadion Toeschouwers: 2.416 Scheidsrechter: Sander van der Eijk Assistenten: Schaap, Van Dongen, Ruperti Wedstrijdverslagen: ADO, West, FCUpdate, ADOFans, Video Bal: 76%-24% / Vorig: 1-3 (21/22) | Royo 23' Hilterman (Duijvestijn, vt.) 38' Hilterman 54' Duijvestijn 59' Duijvestijn (pen.) 64' Hilterman (Alhaft) 70' Peña (Duijvestijn) 90+4' | 0 - 1 1 - 1 2 - 1 3 - 1 4 - 1 | 13' Sellouki (Severina) 15' Breinburg 53' Van Breemen 61' Werker | BASISOPSTELLING: Wentges - Asante, Werker, Van Breemen, Absalem - Sellouki, Kishna, Breinburg - Severina, Bilate, Zwarts RESERVEBANK: Koopmans, Nikiema, Rodríguez, Carlson, Klas, Wehrmann, Esajas, Thomas, Broekhuizen, De Waal, Ćatić WISSELS: 64' Carlson Sellouki 80' Esajas Kishna 80' Ćatić Zwarts 83' Koopmans Wentges | BASISOPSTELLING: Bakker - Akujobi, Van Bruggen , Barbet, Royo - Resink, Pascu, Peña - Alhaft, Hilterman, Duijvestijn RESERVEBANK: Etemadi, Keller, Grootfaam, Pinas, Poll, Receveur, Post, Ritmeester van de Kamp, Kromah, Van Hoeven, Pouwels, Wildeboer WISSELS: 46' Poll Royo 46' Post Pascu 87' Receveur Resink 87' Van Hoeven Alhaft 90+1' Pouwels Hilterman |

Afwezig: Hall (ziek), Kemper, Komljenovic, Van Mil, Verheydt (blessure)

Opmerkelijk: Deze wedstrijd was Dick Advocaat voor het eerst eindverantwoordelijk. Hij zette verschillende jonge spelers terug naar de Onder 21-selectie en haalde Nick Broekhuizen juist weer terug naar het eerste elftal. Ondanks een sterke eerste helft met een aanvallende opstelling ging ADO Den Haag wederom kopje onder. Doelman Hugo Wengtes kreeg de hoofdrol dit duel. Hij maakte hands waardoor Almere City FC een vrije trap kreeg en hieruit de 1-1 maakte. In de tweede helft stopte Wentges voor de derde keer op rij een penalty, maar moest echter daarna alsnog de bal uit het net vissen bij een nieuwe strafschop. Even later raakte de doelman bij een uittrap geblesseerd aan zijn bovenbeen, waardoor hij de wedstrijd niet kon voltooien. Aanvallende middenvelder Malik Sellouki maakte zijn competitiedebuut. Net als bij zijn ADO-debuut in de bekercompetitie scoorde Sellouki een doelpunt.
| Keuken Kampioen Divisie 18e speelronde | ADO Den Haag                 | 0 - 0 (0 - 0) | TOP Oss | Selectie ADO Den Haag: (T: Dick Advocaat) | Selectie TOP Oss: (T: Kristof Aelbrecht) |
| vr. 16 december 2022 Aanvangstijd: 20:00 uur Plaats: Den Haag Bingoal Stadion Toeschouwers: 4.011 Scheidsrechter: Jannick van der Laan Assistenten: Inia, Frijn, Hardeman Wedstrijdverslagen: ADO, West, FCUpdate, ADOFans, Video Bal: 57%-43% / Vorig: 2-0 (21/22) | Sellouki 56' Van Breemen 60' |               |         | BASISOPSTELLING: Koopmans - Hall, Asante, Van Breemen, Absalem - Klas, Sellouki, Esajas - Severina, Bilate , Zwarts RESERVEBANK: Nikiema, Van de Riet, Rodríguez, Siereveld, Wehrmann, Thomas, Broekhuizen, De Waal, Ćatić WISSELS: 60' De Waal Sellouki 60' Ćatić Bilate 71' Wehrmann Esajas 80' Broekhuizen Zwarts | BASISOPSTELLING: Jansen - Pata, Piqué, Van Eijma, Van der Sluys - Gündüz, Beekman, Stuy van den Herik - Margaret, Ladan, Lake RESERVEBANK: Van Meurs, Fitz-Jim, Hilderink, Mukeh, Leeflang, Dekker, Musaba, Allemeersch, Afaker, Leidsman WISSELS: 74' Allemeersch Beekman 74' Leidsman Ladan |

Afwezig: Breinburg, Werker (schorsing), Carlson, Kemper, Kishna, Komljenovic, Van Mil, Verheydt, Wentges (blessure)

Opmerkelijk: Middenvelder Nick Broekhuizen maakte zijn debuut in het betaalde voetbal. Door dit gelijkspel ging ADO Den Haag met een 18de plaats de winterstop in. Alleen tegenstanders TOP Oss en Jong FC Utrecht stonden onder de Hagenezen.
| Oefenwedstrijd | ADO Den Haag                                                                | 4 - 4 (2 - 2)                                   | FC Utrecht (Eredivisie)                                                                      | Selectie ADO Den Haag: (T: Dick Advocaat) | Selectie FC Utrecht: (Assistent: Twan Scheepers) |
| vr. 23 december 2022 Aanvangstijd: 13:30 uur Plaats: Den Haag Bingoal Stadion Toeschouwers: 0 (Besloten) Scheidsrechter: ? Wedstrijdverslagen: ADO, Utrecht, AD, Video | De Waal 13' Severina (Bilate) 38' Werker (Wehrmann, c.) 68' Broekhuizen 77' | 1 - 0 1 - 1 1 - 2 2 - 2 2 - 3 2 - 4 3 - 4 4 - 4 | 30' Klaiber (Younes) 34' Sylla (Van der Kust) 49' Bozdoğan (Younes) 59' Redan (Van der Kust) | OPSTELLING 1e HELFT: Koopmans - Hall, Asante, Van Breemen, Absalem - Sellouki, De Waal, Klas - Ćatić, Bilate , Severina OPSTELLING 2e HELFT: Koopmans - Rodríguez, Werker, Carlson, Absalem - Wehrmann, Thomas, Breinburg - Ćatić, Bilate , Struick WISSELS: 63' Kemper Absalem 69' Siereveld Ćatić 69' Broekhuizen Bilate | BASISOPSTELLING: Raatsie - Klaiber, Van der Maarel , Shein, Van der Kust - Bozdoğan, Brouwers, Younes - Sylla, Redan, Maeda WISSELS: 74' Akmum Younes 78' Felicia Sylla |

Afwezig: Esajas, Kishna, Komljenovic, Van Mil, Verheydt, Wentges, Zwarts (blessure/rust)

Opmerkelijk: Boy Kemper maakte na zijn enkelblessure weer minuten in een oefenwedstrijd voor ADO. FC Utrecht speelde tegelijkertijd ook een wedstrijd tegen FC Groningen, waar onder andere voormalig ADO-speler Jens Toornstra aan de aftrap stond. In beide wedstrijden speelden de Utrechtenaren met een mix tussen basis- en wisselspelers.
| Oefenwedstrijd | ADO Den Haag                                              | 3 - 1 (3 - 1) | FCV Dender EH (, Eerste Klasse B) | Selectie ADO Den Haag: (T: Dick Advocaat) | Selectie FCV Dender EH: (T: Regi Van Acker) |
| vr. 30 december 2022 Aanvangstijd: 15:00 uur Plaats: Den Haag Bingoal Stadion Toeschouwers: 0 (Besloten) Scheidsrechter: Tim Visser Wedstrijdverslagen: ADO, ADOFans, Video | Bilate (Ćatić) 7' Bilate (Ćatić) 22' Bilate (Absalem) 43' |               | 30' Marzo                         | OPSTELLING 1e HELFT: Nikiema - Hall, Asante, Van Breemen, Absalem - Esajas, Wehrmann, Thomas - Ćatić, Bilate , Zwarts OPSTELLING 2e HELFT: Nikiema - Hall, Asante, Werker, Kemper - Sellouki, De Waal, Klas - Ćatić, Bilate , Zwarts WISSELS: 67' Rodríguez Hall | BASISOPSTELLING: Gies - Marzo, Soumah, Houdret, Borry - De Bodt, Rôdes, Ceulemans - Myny, Atteri, M'Barki WISSELS: 46' Çukur Borry 46' Jourquin De Bodt 46' Ngongo Atteri |

Afwezig: Breinburg, Carlson, Kishna, Komljenovic, Van Mil, Severina, Verheydt, Wentges (blessure/rust)

### Januari 2023
| Keuken Kampioen Divisie 19e speelronde | FC Dordrecht                        | 0 - 1 (0 - 1) | ADO Den Haag                 | Selectie ADO Den Haag: (T: Dick Advocaat) | Selectie FC Dordrecht: (T: Michele Santoni) |
| vr. 6 januari 2023 Aanvangstijd: 20:00 uur Plaats: Dordrecht Matchoholic Stadion Toeschouwers: 1.873 Scheidsrechter: Robin Gansner Assistenten: Janssen, Beijer, Van Kommer Wedstrijdverslagen: ADO, West, FCUpdate, ADOFans, Video Bal: 40%-60% / Vorig: 3-1 (21/22) | Schuurman 21' Wielzen 47' Longo 89' | 0 - 1         | 28' Kemper 41' Bilate (pen.) | BASISOPSTELLING: Koopmans - Hall, Asante, Van Breemen, Kemper - Sellouki, De Waal, Thomas - Ćatić, Bilate, Severina RESERVEBANK: Nikiema, Van de Riet, Rodríguez, Werker, Carlson, Wehrmann, Esajas, Broekhuizen, Zwarts, Verheydt WISSELS: 70' Zwarts Ćatić 70' Verheydt Bilate 89' Wehrmann Sellouki | BASISOPSTELLING: Bossin - El Azzouzi, Van Huizen , Van der Avert - Reemst, Miceli, Schuurman, Savastano - Camara, Doesburg, Pinas RESERVEBANK: Doornbusch, Baltussen, Koswal, King, Rook, Smolarczyk, Van Vianen, Noc, Wielzen, Baldé, Longo WISSELS: 25' Wielzen Camara 46' Noc Doesburg 46' Baldé Pinas 76' Longo Wielzen 89' Smolarczyk Miceli |

Afwezig: Sleegers (niet speelgerechtigd), Klas (ziek), Absalem, Breinburg, Kishna, Komljenovic, Van Mil, Wentges (blessure)

Opmerkelijk: ADO Den Haag startte 2023 met een overwinning, de eerste onder hoofdtrainer Dick Advocaat.
| KNVB Beker Tweede ronde | Kozakken Boys (Tweede Divisie)                                | 1 - 3 (0 - 1)           | ADO Den Haag                                                         | Selectie ADO Den Haag: (T: Dick Advocaat) | Selectie Kozakken Boys: (T: Scott Calderwood) |
| di. 10 januari 2023 Aanvangstijd: 20:00 uur Plaats: Werkendam Sportpark de Zwaaier Toeschouwers: 3.000 Scheidsrechter: Rob Dieperink Assistenten: Küçükerbir, Westhof, Pérez Wedstrijdverslagen: ADO, West, FCUpdate, ADOFans, Video | Van Ingen 56' Ramsteijn (Van Zundert) 80' Da Silva Mendes 90' | 0 - 1 0 - 2 1 - 2 1 - 3 | 31' Severina (Bilate) 70' Severina (Absalem) 90+8' Zwarts (Verheydt) | BASISOPSTELLING: Koopmans - Hall, Werker, Van Breemen, Absalem - Thomas, Broekhuizen, Esajas - Severina, Bilate , Zwarts RESERVEBANK: Nikiema, Van de Riet, Rodríguez, Asante, Carlson, Kemper, Wehrmann, Sellouki, De Waal, Ćatić, Verheydt WISSELS: 46' Verheydt Broekhuizen 73' Rodríguez Hall 76' Kemper Absalem 76' Wehrmann Esajas 76' Ćatić Severina | BASISOPSTELLING: Janssen - Creutzburg, Hoogveld, Van Ingen, Keukens - Vermeulen, Ramsteijn , Stout - Hoffman, Van Zundert, Hutten RESERVEBANK: Mathilda, Van de Meulenhof, Warmolts, Da Silva Mendes, Korporaal, Mulder, Geelhoedt, Altintas, Regouin, Snepvangers, Lommers WISSELS: 60' Mulder Vermeulen 60' Altintas Hutten 73' Lommers Hoogveld |

Afwezig: Sleegers (niet speelgerechtigd), Klas (ziek), Breinburg, Kishna, Komljenovic, Van Mil, Wentges (blessure)

| Keuken Kampioen Divisie 20e speelronde | ADO Den Haag                                                                              | 2 - 1 (1 - 1)     | MVV Maastricht                                 | Selectie ADO Den Haag: (T: Dick Advocaat) | Selectie MVV Maastricht: (T: Maurice Verberne) |
| vr. 13 januari 2023 Aanvangstijd: 20:00 uur Plaats: Den Haag Bingoal Stadion Toeschouwers: 4.985 Scheidsrechter: Laurens Gerrets Assistenten: De Groot, Kunst, Spaan Wedstrijdverslagen: ADO, West, FCUpdate, ADOFans, Video Bal: 39%-61% / Vorig: 2-3 (21/22) | Verheydt (Sellouki) 10' Van Breemen 33' Asante 37' Rodríguez 44' Asante (Van Breemen) 89' | 1 - 0 1 - 1 2 - 1 | 45' Kostons (pen.) 80' Schenk 90+4' Livramento | BASISOPSTELLING: Koopmans - Rodríguez, Asante, Van Breemen, Kemper - Wehrmann, Sellouki, Thomas - Severina, Verheydt, Zwarts RESERVEBANK: Nikiema, Van de Riet, Werker, Carlson, Absalem, Esajas, Broekhuizen, Ćatić, Struick, Bilate WISSELS: 73' Esajas Sellouki 73' Ćatić Zwarts 81' Bilate Wehrmann | BASISOPSTELLING: Matthys - Labylle, Waem , Van Helden, Schenk - Džepar, Steuckers, Souren - Blummel, Kostons, R. van Bommel RESERVEBANK: Lambrix, Ancion, Essers, T. van Bommel, Penders, El Basri, Kleinen, Vijgen, Remans, Livramento WISSELS: 82' Remans R. van Bommel 89' Kleinen Steuckers 90+2' Livramento Schenk |

Afwezig: Sleegers (niet speelgerechtigd), Klas, De Waal (ziek), Breinburg, Hall, Kishna, Komljenovic, Van Mil, Wentges (blessure)

| Keuken Kampioen Divisie 21e speelronde | ADO Den Haag                      | 1 - 1 (1 - 0) | Jong FC Utrecht                                                             | Selectie ADO Den Haag: (T: Dick Advocaat) | Selectie Jong FC Utrecht: (T: Darije Kalezić) |
| zo. 22 januari 2023 Aanvangstijd: 12:15 uur Plaats: Den Haag Bingoal Stadion Toeschouwers: 4.950 Scheidsrechter: Wouter Wiersma Assistenten: Been, Weever, Shukrula Wedstrijdverslagen: ADO, West, FCUpdate, ADOFans, Video Bal: 47%-53% / Vorig: 1-1 (21/22) | Verheydt (Kemper) 30' Absalem 90' | 1 - 0 1 - 1   | 57' Mamengi 66' Werker (eigen goal) 81' Oehlers 84' Vertrouwd 90+1' Felicia | BASISOPSTELLING: Koopmans - Hall, Werker, Kemper , Absalem - Wehrmann, Sellouki, Thomas - Severina, Verheydt, Sleegers RESERVEBANK: Nikiema, Van de Riet, Rodríguez, Carlson, Klas, Esajas, De Waal, Ćatić, Zwarts, Bilate WISSELS: 71' Bilate Sellouki 71' Ćatić Severina 90+1' Rodríguez Hall | BASISOPSTELLING: Raatsie - Rawlins, Meissen, Mamengi, Leliendal - Van Eldik, Rijks, Ikeshita - Oehlers, Edhart, Reijnders RESERVEBANK: Gadellaa, Van der Heijden, Eersteling, Boumenjal, Timber, Van den Hoek, Vertrouwd, Jenner, Felicia, Versluis WISSELS: 17' Gadella Raatsie 59' Vertrouwd Leliendal 86' Felicia Oehlers |

Afwezig: Asante, Van Breemen (schorsing), Breinburg, Kishna, Komljenovic, Wentges (blessure)

Opmerkelijk: Luuk Koopmans keepte zijn 75ste officiële wedstrijd voor ADO Den Haag.
| Keuken Kampioen Divisie 22e speelronde | VVV-Venlo                            | 0 - 0 (0 - 0) | ADO Den Haag | Selectie ADO Den Haag: (T: Dick Advocaat) | Selectie VVV-Venlo: (T: Rick Kruys) |
| vr. 27 januari 2023 Aanvangstijd: 20:00 uur Plaats: Venlo Covebo Stadion - De Koel - Toeschouwers: 4.881 Scheidsrechter: Jochem Kamphuis Assistenten: Ozinga, Vervoorn, Van Zuilichem Wedstrijdverslagen: ADO, West, FCUpdate, ADOFans, Video Bal: 52%-48% / Vorig: 0-5 (21/22) | Janssen 21' Sedláček 32' De Boer 53' |               | 88' Severina | BASISOPSTELLING: Koopmans - Hall, Asante, Van Breemen, Kemper - Wehrmann, Sellouki, Thomas - Severina, Verheydt, Sleegers RESERVEBANK: Nikiema, Van de Riet, Rodríguez, Werker, Absalem, Klas, Esajas, Breinburg, De Waal, Ćatić, Kishna, Zwarts WISSELS: 61' Kishna Sellouki | BASISOPSTELLING: Van der Gouw - Dekker, Ketting, Koglin , Janssen - Klaasen, Huisman, De Boer - Sedláček, Venema, Kristinsson RESERVEBANK: Craenmehr, Zima, Lathouwers, Dirks, Van Rooijen, Kluskens, Smans, Roemer, Allouch, Johansson, Yaşar WISSELS: 54' Lathouwers Dekker 54' Allouch Kristinsson 71' Johansson De Boer 83' Yaşar Klaasen 83' Van Rooijen Huisman |

Afwezig: Bilate, Komljenovic, Wentges (blessure)

Opmerkelijk: Verdediger Tyrese Asante speelde zijn 50ste officiële wedstrijd voor ADO Den Haag.

### Februari 2023
| Keuken Kampioen Divisie 23e speelronde | ADO Den Haag                                                                  | 2 - 1 (2 - 0)     | NAC Breda                                                     | Selectie ADO Den Haag: (T: Dick Advocaat) | Selectie NAC Breda: (T: Peter Hyballa) |
| vr. 3 februari 2023 Aanvangstijd: 20:00 uur Plaats: Den Haag Bingoal Stadion Toeschouwers: 5.245 Scheidsrechter: Sander van der Eijk Assistenten: B. van Dongen, Beijer, J. van Dongen Wedstrijdverslagen: ADO, West, FCUpdate, ADOFans, Video Bal: 44%-56% / Vorig: 2-1 (21/22) | Wehrmann (Verheydt) 23' Velthuis (eigen goal) 39' Wehrmann 78' Verheydt 90+2' | 1 - 0 2 - 0 2 - 1 | 27' Rutten 36' Wernersson 75' Velanas (Antonia) 90+5' Staring | BASISOPSTELLING: Stevens - Hall, Asante, Van Breemen, Kemper - Wehrmann, Kishna, Thomas - Severina, Verheydt, Sleegers RESERVEBANK: Koopmans, Nikiema, Rodríguez, Werker, Carlson, Absalem, Klas, Esajas, De Waal, Sellouki, Ćatić, Zwarts WISSELS: 46' Sellouki Kishna 76' Werker Asante 76' Ćatić Sleegers 88' Klas Wehrmann 88' Zwarts Severina MOTM in het stadion: Jordy Wehrmann | BASISOPSTELLING: Kortsmit - Rutten, Besselink, Velthuis, Wernersson - Agougil, Velanas , Staring - Banzuzi, Boere, Ómarsson RESERVEBANK: Van de Merbel, Lucassen, McNulty, L. Marijnissen, Vet, Antonia, Omgba, Kaied, Herrmann WISSELS: 46' Lucassen Rutten 46' Mac Nulty Wernersson 46' Kaied Banzuzi 46' Herrmann Boere 70' Antonia Omarsson |

Afwezig: Bilate, Breinburg, Wentges (blessure)

Opmerkelijk: Doelman Sonny Stevens maakte zijn ADO-debuut. Spits Thomas Verheydt werd na zijn rode kaart voor drie duels geschorst, waarvan een voorwaardelijk.
| KNVB Beker Achtste finale | ADO Den Haag                    | 1 - 0 (0 - 0) | Go Ahead Eagles (Eredivisie) | Selectie ADO Den Haag: (T: Dick Advocaat) | Selectie Go Ahead Eagles: (T: René Hake) |
| do. 9 februari 2023 Aanvangstijd: 21:00 uur Plaats: Den Haag Bingoal Stadion Toeschouwers: 6.625 Scheidsrechter: Edwin van de Graaf Assistenten: Brondijk, Nanninga, Martens Wedstrijdverslagen: ADO, West, FCUpdate, ADOFans, Video Bal: 28%-72% / Vorig: 3-0 (16/17) | Zwarts (Ćatić) 70' Kemper 90+3' | 1 - 0         |                              | BASISOPSTELLING: Stevens - Hall, Asante, Van Breemen, Kemper - Esajas, Kishna, Thomas - Ćatić, Zwarts, Absalem RESERVEBANK: Koopmans, Nikiema, Rodríguez, Werker, Breinburg, Klas, Wehrmann, De Waal, Sellouki, Struick WISSELS: 46' De Waal Absalem 69' Breinburg Esajas 69' Klas Kishna 87' Rodríguez Zwarts | BASISOPSTELLING: Mulder - Mattiello, Amofa, Idzes, Fontán - Markelo, Blomme, Rommens , Fernandes - Lidberg, Sow RESERVEBANK: De Lange, Plogmann, Deijl, Saathof, Nauber, Oppegård, Aventisian, Linthorst, Adekanye, Serra, Stokkers WISSELS: 46' Oppegård Rommens 71' Deijl Mattiello 71' Adekanye Fernandes 71' Stokkers Lidberg 80' Nauber Blomme |

Afwezig: Verheydt (schorsing), Bilate, Severina, Sleegers, Wentges (blessure)

Opmerkelijk: Voor het eerst in 18 jaar wist ADO Den Haag de kwartfinale van het bekertoernooi te bereiken. In de rust werden verschillende voormalig ADO-spelers gehuldigd. Dit waren Lex Immers, Tom Beugelsdijk, Aaron Meijers, Michiel Kramer, Danny Bakker en John Goossens. Ook Jamal Amofa (spelend voor de tegenstander) kreeg een aandenken aan zijn ADO-tijdperk.
| Keuken Kampioen Divisie 24e speelronde | Jong PSV                         | 1 - 2 (1 - 2)     | ADO Den Haag                                                             | Selectie ADO Den Haag: (T: Dick Advocaat) | Selectie Jong PSV: (T: Adil Ramzi) |
| ma. 13 februari 2023 Aanvangstijd: 20:00 uur Plaats: Eindhoven De Herdgang Toeschouwers: 618 Scheidsrechter: Robin Hensgens Assistenten: De Koning, Van Rijn, Van der Vaart Wedstrijdverslagen: ADO, West, FCUpdate, ADOFans[dode link], Video Bal: 66%-34% / Vorig: 0-1 (21/22) | Van Duiven (pen.) 39' Nassoh 64' | 0 - 1 0 - 2 1 - 2 | 19' De Waal 20' Severina (Thomas) 37' Van Breemen 39' Stevens 39' Kemper | BASISOPSTELLING: Stevens - Hall, Asante, Van Breemen, Kemper - Thomas, Kishna, Breinburg - Severina, De Waal, Sleegers RESERVEBANK: Koopmans, Nikiema, Rodríguez, Werker, Absalem, Klas, Wehrmann, Esajas, Sellouki, Ćatić, Zwarts WISSELS: 63' Rodríguez Hall 77' Esajas Kishna 77' Ćatić Sleegers 82' Wehrmann Breinburg | BASISOPSTELLING: Peersman - Comenencia, Seelt, Leysen, Tytens - Tielemans , Geerts, Nassoh - Sealy, Van Duiven, Colyn RESERVEBANK: Schiks, Steur, Dams, Van de Blaak, Jiménez, Babadi, Bougafer, Priske WISSELS: 46' Babadi Geerts 59' Priske Sealy 67' Jimenez Colyn 86' Dams Tytens |

Afwezig: Verheydt (schorsing), Bilate, Wentges (blessure)

Opmerkelijk: Aanvaller Xander Severina speelde zijn 50ste officiële wedstrijd voor ADO Den Haag.
| Keuken Kampioen Divisie 25e speelronde | ADO Den Haag                                                                | 3 - 1 (2 - 1)           | PEC Zwolle                              | Selectie ADO Den Haag: (T: Dick Advocaat) | Selectie PEC Zwolle: (T: Dick Schreuder) |
| vr. 17 februari 2023 Aanvangstijd: 20:00 uur Plaats: Den Haag Bingoal Stadion Toeschouwers: 6.821 Scheidsrechter: Robin Gansner Assistenten: Van Kampen, Janssen, Tissingh Wedstrijdverslagen: ADO, West, FCUpdate, ADOFans, Video Bal: 31%-69% / Vorig: 0-2 (20/21) | Sleegers 4' Severina (Sleegers) 11' Kishna 69' Kemper 74' Van Breemen 90+1' | 1 - 0 2 - 0 2 - 1 3 - 1 | 12' Van den Belt (Medunjanin) 67' Landu | BASISOPSTELLING: Stevens - Hall, Asante, Van Breemen, Kemper - Thomas, Kishna, Esajas - Severina, Verheydt, Sleegers RESERVEBANK: Koopmans, Nikiema, Rodríguez, Werker, Absalem, Klas, Breinburg, Wehrmann, De Waal, Sellouki, Ćatić, Zwarts WISSELS: 75' Breinburg Kishna 75' Werker Sleegers 81' Ćatić Severina 81' De Waal Verheydt MOTM in het stadion: Finn van Breemen | BASISOPSTELLING: Schendelaar - Beelen, Van Polen , Kersten - Görlich, Medunjanin, Van den Belt, D. van den Berg - Taha, Thy, Huiberts RESERVEBANK: Hauptmeijer, Hoekstra, R. van den Berg, Chirino, Van Hintum, Bogarde, Zitman, Mrkonjić, Kastaneer, Landu, Acheffay, Vellios WISSELS: 46' Acheffay Taha 66' Chirino Görlich 66' Vellios Medunjanin 66' Landu Huiberts |

Afwezig: Bilate, Wentges (blessure)

Opmerkelijk: Silvinho Esajas speelde zijn 25ste officiële wedstrijd voor ADO Den Haag.
| Keuken Kampioen Divisie 26e speelronde | FC Den Bosch | 0 - 0 (0 - 0) | ADO Den Haag                                       | Selectie ADO Den Haag: (T: Dick Advocaat) | Selectie FC Den Bosch: (T: Jack de Gier) |
| zo. 26 februari 2023 Aanvangstijd: 12:15 uur Plaats: 's-Hertogenbosch Stadion De Vliert Toeschouwers: 3.558 Scheidsrechter: Pol van Boekel Assistenten: Goossens, Brondijk, Sturm Wedstrijdverslagen: ADO, West, ADOFans, Transfermarkt, Video Bal: 56%-44% / Vorig: 0-1 (21/22) | Gyamfi 85'   |               | 11' Absalem 79' Asante 82' Verheydt 90+4' Sleegers | BASISOPSTELLING: Stevens - Rodríguez, Asante, Van Breemen, Absalem - Thomas, Kishna, Esajas - Severina, Verheydt , Sleegers RESERVEBANK: Koopmans, Nikiema, Kemper, Klas, Breinburg, Wehrmann, De Waal, Sellouki, Ćatić, Zwarts WISSELS: 84' Kemper Absalem | BASISOPSTELLING: Van der Steen - Mulders, Van den Bogert, Bowat, Gyamfi - Zelalem, Ahannach, Hammouti - Verbeek, Konings, Kalinauskas RESERVEBANK: Sikking, Vrolijks, Van Hedel, Hendriks, De Groot, Van Hees, Patoulidis, Roos, Van Bakel, Scheij WISSELS: 36' Van Bakel Konings 84' Van Hedel Mulders 84' Scheij Ahannach 88' Sikking Van der Steen |

Afwezig: Bilate, Hall, Wentges, Werker (blessure)

Opmerkelijk: ADO Den Haag bleef onder leiding van Dick Advocaat elf wedstrijden op rij ongeslagen in alle competities. ADO Den Haag kreeg in de eerste wedstrijden van 2023 het minste aantal schoten op doel tegen (19) en de minste tegengoals (5) van alle KKD-ploegen. Ondanks dat Finn van Breemen de wedstrijd voltooide, liep de verdediger een knieblessure op.

### Maart 2023
| KNVB Beker Kwartfinale | PSV (Eredivisie)                                                       | 3 - 1 (2 - 0)           | ADO Den Haag                       | Selectie ADO Den Haag: (T: Dick Advocaat) | Selectie PSV: (T: Ruud van Nistelrooij) |
| do. 2 maart 2023 Aanvangstijd: 18:30 uur Plaats: Eindhoven Philips Stadion Toeschouwers: 27.003 Scheidsrechter: Bas Nijhuis Assistenten / VAR: Bluemink, Ozinga, Bos / Makkelie, Fikkert Wedstrijdverslagen: ADO, West, ADOFans, Transfermarkt, Video Bal: 70%-30% / Vorig: 4-0 (20/21) | Bakayoko (Van Aanholt) 12' Til (Branthwaite) 21' Sangaré (De Jong) 54' | 1 - 0 2 - 0 3 - 0 3 - 1 | 15' Asante 56' Sellouki (Severina) | BASISOPSTELLING: Stevens - Rodríguez, Asante, Werker, Absalem - Klas, Sellouki, Breinburg - Ćatić, De Waal, Zwarts RESERVEBANK: Koopmans, Nikiema, Kemper, Wehrmann, Esajas, Thomas, Komljenovic, Broekhuizen, Kishna, Severina, Sleegers, Verheydt WISSELS: 46' Severina De Waal | BASISOPSTELLING: Drommel - Mwene, Ramalho, Branthwaite, Van Aanholt - Veerman, Til, Sangaré - Bakayoko, De Jong , Silva RESERVEBANK: Waterman, Peersman, Teze, Obispo, Mauro Júnior, Gutiérrez, Simons, Ledezma, Saibari, El Ghazi WISSELS: 67' Gutiérrez Veerman 67' El Ghazi Bakayoko 83' Mauro Júnior Til |

Afwezig: Bilate, Van Breemen, Hall, Struick, Wentges (blessure)

Opmerkelijk: ADO Den Haag bereikte knap de kwartfinale, maar werd deze ronde uitgeschakeld door de uiteindelijke winnaar van het KNVB-Bekertoernooi.
| Keuken Kampioen Divisie 27e speelronde | ADO Den Haag | 0 - 3 (0 - 2)     | Heracles Almelo                                                  | Selectie ADO Den Haag: (T: Dick Advocaat) | Selectie Heracles Almelo: (T: John Lammers) |
| ma. 6 maart 2023 Aanvangstijd: 20:00 uur Plaats: Den Haag Bingoal Stadion Toeschouwers: 6.574 Scheidsrechter: Rob Dieperink Assistenten: Diks, Ribbink, Van Dongen Wedstrijdverslagen: ADO, West, ADOFans, Transfermarkt, Video Bal: 54%-46% / Vorig: 1-2 (20/21) | Kemper 28'   | 0 - 1 0 - 2 0 - 3 | 11' Laursen (Hansson) 13' Rente 39' Hoogma 83' Cicilia (Azzaoui) | BASISOPSTELLING: Stevens - Hall, Asante, Werker, Kemper - Thomas, Kishna, Esajas - Severina, Verheydt, Sleegers RESERVEBANK: Koopmans, Nikiema, Rodríguez, Absalem, Klas, Breinburg, Wehrmann, De Waal, Sellouki, Ćatić, Zwarts WISSELS: 46' Zwarts Esajas 84' Ćatić Sleegers | BASISOPSTELLING: Brouwer - Rente, Čestić, Hoogma , Roosken - Schoofs, Ouahim, Bruns - Laursen, Armenteros, Hansson RESERVEBANK: Bucker, Jalving, Mokono, Leš, Sonnenberg, Deyonge, Vejinović, Sierra, Wehmeyer, Azzaoui, Satriano, Cicilia WISSELS: 46' Vejinović Bruns 72' Azzaoui Armenteros 77' Cicilia Ouahim 88' Wehmeyer Laursen 88' Sonnenberg Hansson |

Afwezig: Bilate, Van Breemen, Struick, Wentges (blessure)

Opmerkelijk: Denzel Hall en Joël Zwarts speelden hun 25ste officiële wedstrijd voor ADO Den Haag.
| Keuken Kampioen Divisie 28e speelronde | TOP Oss                                                            | 2 - 3 (1 - 1)                 | ADO Den Haag                                                                     | Selectie ADO Den Haag: (T: Dick Advocaat) | Selectie TOP Oss: (T: Klaas Wels) |
| vr. 10 maart 2023 Aanvangstijd: 20:00 uur Plaats: Oss Frans Heesenstadion Toeschouwers: 2.044 Scheidsrechter: Erwin Blank Assistenten: Overtoom, Weterings, Prick Wedstrijdverslagen: ADO, West, ADOFans, Transfermarkt, Video Bal: 56%-44% / Vorig: 3-3 (21/22) | Margaritha (Gündüz) 44' Van Eijma 45+3' Tejan 71' Margaritha 90+3' | 0 - 1 1 - 1 1 - 2 2 - 2 2 - 3 | 29' Asante (Kishna) 45+2' Verheydt 57' Sellouki 66' Zwarts (Verheydt) 72' Zwarts | BASISOPSTELLING: Stevens - Rodríguez, Hall, Asante, Kemper - Thomas, Sellouki, Kishna - Severina, Verheydt, Sleegers RESERVEBANK: Koopmans, Nikiema, Absalem, Klas, Breinburg, Wehrmann, Esajas, De Waal, Ćatić, Zwarts WISSELS: 42' Zwarts Sleegers 80' Esajas Kishna 84' De Waal Verheydt | BASISOPSTELLING: Jansen - Pata, Piqué, Van Eijma , Mukeh - Dekker, Van Leeuwen, Gündüz - Van Hoeven, Tejan, Margaritha RESERVEBANK: Van Meurs, Schuurman, Everink, Hilderink, Clein, Pavlidis, Beekman, Margaret, Lake, Allemeersch, Leidsman WISSELS: 68' Margaret Gündüz 76' Everink Pata |

Afwezig: Bilate, Van Breemen, Struick, Wentges, Werker (blessure)

Opmerkelijk: De rode kaart van Malik Sellouki was alweer de zesde rode kaart dit seizoen voor ADO Den Haag, het meest van alle KKD-clubs. De Hagenezen eindigden uiteindelijk op de vierde plaats in de derde KKD-periode, met 18 punten uit 9 wedstrijden.
| Keuken Kampioen Divisie 29e speelronde | FC Eindhoven        | 1 - 1 (0 - 1) | ADO Den Haag                                                | Selectie ADO Den Haag: (T: Dick Advocaat) | Selectie FC Eindhoven: (T: Rob Penders) |
| ma. 13 maart 2023 Aanvangstijd: 20:15* uur Plaats: Eindhoven Jan Louwers Stadion Toeschouwers: 2.168 Scheidsrechter: Robin Hensgens Assistenten: Honig, Bluemink, Boel Wedstrijdverslagen: ADO, West, ADOFans, Transfermarkt, Video Bal: 60%-40% / Vorig: 1-2 (21/22) | Bannis (Persyn) 76' | 0 - 1 1 - 1   | 11' Dahlhaus (eigen goal) 33' Rodríguez 75' Kishna 78' Klas | BASISOPSTELLING: Stevens - Rodríguez, Hall, Asante, Kemper - Thomas, Kishna, Klas - Severina, Verheydt, Zwarts RESERVEBANK: Koopmans, Nikiema, Absalem, Esajas, Komljenovic, De Waal, Broekhuizen, Ćatić WISSELS: 85' De Waal Kishna 85' Ćatić Zwarts 87' Esajas Verheydt | BASISOPSTELLING: Bertrams - Amevor , Dorenbosch, Seedorf - Persyn, Van Doorm, Kökçü, De Keersmaecker, Dahlhaus - Brym, Rottier RESERVEBANK: Borgmans, Fancito, Ogenia, Bogaers, Janssen, Rêgo, Azzagari, Sanoh, Kestens, Mokhtar, Bannis WISSELS: 55' Bogaers Dorenbosch 55' Mokhtar Van Doorm 55' Bannis Kökçü 87' Rêgo Rottier 90+2' Sanoh Brym |

Afwezig: Sellouki (schorsing), Bilate, Van Breemen, Breinburg, Sleegers, Struick, Wehrmann, Wentges, Werker (blessure)

Opmerkelijk: Vanwege file arriveerde de spelersbus van ADO Den Haag een stuk later dan gepland in Eindhoven. Om deze reden begon deze wedstrijd een kwartier later.
| Keuken Kampioen Divisie 30e speelronde | ADO Den Haag                     | 1 - 3 (1 - 0)           | Willem II                                                                                   | Selectie ADO Den Haag: (T: Dick Advocaat) | Selectie Willem II: (T: Reinier Robbemond) |
| vr. 17 maart 2023 Aanvangstijd: 20:00 uur Plaats: Den Haag Bingoal Stadion Toeschouwers: 6.767 Scheidsrechter: Martin van den Kerkhof Assistenten: Küçükerbir, Koopman, Dogterom Wedstrijdverslagen: ADO, West, ADOFans, Transfermarkt, Video Bal: 45%-55% / Vorig: 1-4 (20/21) | Zwarts (Rodríguez) 1' Thomas 26' | 1 - 0 1 - 1 1 - 2 1 - 3 | 50' Woudenberg 52' Verreth (vt.) 60' Kabangu (Svensson) 63' Schouten 67' Kabangu (Hornkamp) | BASISOPSTELLING: Stevens - Rodríguez, Hall, Asante, Kemper - Thomas, Klas, Breinburg - Severina, Verheydt, Zwarts RESERVEBANK: Koopmans, Nikiema, Werker, Absalem, Wehrmann, Esajas, Komljenovic, Broekhuizen, Ćatić, Sleegers WISSELS: 68' Sleegers Breinburg 72' Esajas Thomas 72' Ćatić Zwarts | BASISOPSTELLING: Smits - Owusu, Dammers , Verreth, Schouten, Woudenberg - Meerveld, Bosch, Svensson - Hornkamp, Kabangu RESERVEBANK: Lamprou, Van den Berg, Vermeulen, Lachkar, Van Berkel, Spieringhs, Oosting, Schroyen, Bokila, De Leeuw, Pal WISSELS: 64' Oosting Meerveld 72' Bokila Hornkamp 81' De Leeuw Kabangu |

Afwezig: Sellouki (schorsing), Bilate, Van Breemen, Kishna, Struick, De Waal, Wentges (blessure)

Opmerkelijk: Joël Zwarts maakte het snelste ADO-doelpunt van dit seizoen. In de rust van deze wedstrijd werden voormalig ADO-spelers Erik Falkenburg, Sem Steijn en Robert Zwinkels gehuldigd voor hun wedstrijden in Haagse dienst.
| Oefenwedstrijd | ADO Den Haag                   | 1 - 3 (0 - 0)           | Jong FC Utrecht (Keuken Kampioen Divisie)                                               | Selectie ADO Den Haag: (T: Dick Advocaat) | Selectie Jong FC Utrecht: (T: Darije Kalezić) |
| do. 23 maart 2023 Aanvangstijd: 13:00 uur Plaats: Den Haag Bingoal Stadion Toeschouwers: 0 (Besloten) Scheidsrechter: ? Wedstrijdverslagen: ADO, Video | Komljenovic (Sleegers vt.) 67' | 0 - 1 1 - 1 1 - 2 1 - 3 | 64' Augustinus-Jensen (Bukala) 70' Reijnders (Augustinus-Jensen) 74' Ikeshita (Felicia) | BASISOPSTELLING: Stevens - Wehrmann, Werker, Asante, Kemper - Klas, Sellouki, Kishna - Zwarts, Verheydt, Sleegers WISSELS: 46' Koopmans Stevens 46' Esajas Asante 46' Absalem Kemper 46' Komljenovic Zwarts 46' De Waal Verheydt 64' Broekhuizen Absalem | BASISOPSTELLING: Gadellaa - Rawlins, Timber, Kloosterboer, Vertrouwd - Ikeshita , Yah, Bukala - Felicia, Versluis, Augustinus-Jensen WISSELS: 46' Eersteling Rawlins 46' Boumenjal Kloosterboer 46' Reijnders Versluis |

Afwezig: Breinburg (Aruba), Nikiema (Burkina Faso), Severina (Curaçao), Bilate, Van Breemen, Ćatić, Hall, Rodríguez, Struick, Thomas, Wentges (blessure/rust)

Opmerkelijk: Voor het eerst na zijn kruisbandblessure maakte Sacha Komljenovic weer minuten in ADO 1.
| Keuken Kampioen Divisie 31e speelronde | ADO Den Haag                                                      | 3 - 1 (0 - 1)           | Telstar                                           | Selectie ADO Den Haag: (T: Dick Advocaat) | Selectie Telstar: (T: Mike Snoei) |
| vr. 31 maart 2023 Aanvangstijd: 20:00 uur Plaats: Den Haag Bingoal Stadion Toeschouwers: 5.339 Scheidsrechter: Ingmar Oostrom Assistenten: Nanninga, Frijn, Van Zuilichem Wedstrijdverslagen: ADO, West, ADOFans, Transfermarkt, Video Bal: 66%-34% / Vorig: 2-1 (21/22) | Thomas (vt.) 50' Severina 73' Verheydt (penalty) 81' Severina 82' | 0 - 1 1 - 1 2 - 1 3 - 1 | 24' Plet (Min) 35' Mulder 79' Koeman jr. 81' Apau | BASISOPSTELLING: Stevens - Rodríguez, Hall, Asante, Kemper - Thomas, Komljenovic, Kishna - Zwarts, Verheydt, Sleegers RESERVEBANK: Koopmans, Werker, Breinburg, Klas, Wehrmann, Esajas, De Waal, Sellouki, Broekhuizen, Ćatić, Severina, Bilate WISSELS: 65' Severina Sleegers 90+4' Breinburg Kishna 90+8' Bilate Verheydt MOTM in het stadion: Titouan Thomas | BASISOPSTELLING: Koeman jr. - Kruiver, Apau, Aktas, Oude Kotte, Mulder - Overtoom, Turfkruier, Najah - Min, Plet RESERVEBANK: Houweling, Van Ingen, Liesdek, Bensabouh, Soares, Blackson, Madi, Zakaria, Boussakou, Van den Heerik, Smit WISSELS: 46' Blackson Mulder 78' Liesdek Kruyver 78' Smit Plet 87' Soares Aktas 87' Boussakou Overtoom 90+2' Zakaria Liesdek |

Afwezig: Absalem, Van Breemen, Struick, Wentges (blessure)

Opmerkelijk: Gregor Breinburg speelde zijn 50ste officiële wedstrijd voor ADO Den Haag. Guillem Rodríguez speelde zijn 25ste officiële wedstrijd voor de Hagenezen. Vanwege een hoofdblessure lag het spel even stil en mocht Telstar voor een zesde keer wisselen. Spits Thomas Verheydt brak in het begin van de wedstrijd zijn neus, maar speelde desondanks bijna de hele wedstrijd uit.

### April 2023
| Keuken Kampioen Divisie 32e speelronde | Roda JC Kerkrade                         | 1 - 1 (0 - 1) | ADO Den Haag                                                           | Selectie ADO Den Haag: (T: Dick Advocaat) | Selectie Roda JC Kerkrade: (T: Edwin de Graaf) |
| vr. 7 april 2023 Aanvangstijd: 20:00 uur Plaats: Kerkrade Parkstad Limburg Stadion Toeschouwers: 6.725 Scheidsrechter: Martijn Vos Assistenten: Van Zuilen, Van der Waaij, Baars Wedstrijdverslagen: ADO, West, ADOFans, Transfermarkt, Video Bal: 52%-48% / Vorig: 5-0 (21/22) | Vente (pen.) 55' Röseler 62' Röseler 74' | 0 - 1 1 - 1   | 13' Komljenovic 45' Bilate (Kemper) 54' Asante 64' Sleegers 68' Kishna | BASISOPSTELLING: Stevens - Rodríguez, Hall, Asante, Kemper - Thomas, Komljenovic, Kishna - Zwarts, Bilate, Sleegers RESERVEBANK: Nikiema, Van de Riet, Werker, Breinburg, Klas, Wehrmann, Esajas, De Waal, Sellouki, Ćatić, Severina, Verheydt WISSELS: 69' Verheydt Komljenovic 69' Severina Sleegers 90' Breinburg Kishna | BASISOPSTELLING: Nicolas - Röseler, Joppen, Bijleveld - Takidine, Vossebelt, Schuurman, Douglas - Van der Heide, Vente , Ouaissa RESERVEBANK: De Boer, Hamers, Reith, Van de Pavert, Mayer, Lambrix, Barak, Hartjes, Sieben, Sposito, Daneels, Postema WISSELS: 56' Reith Takidine 56' Hartjes Schuurman 56' Postema Van der Heide 68' Daneels Ouaissa 77' Mayer Bijleveld |

Afwezig: Koopmans (privé-omstandigheden), Absalem, Van Breemen, Wentges (blessure)

Opmerkelijk: ADO Den Haag bleef voor het eerst sinds 2012 zeven uitwedstrijden in de competitie ongeslagen.
| Keuken Kampioen Divisie 33e speelronde | ADO Den Haag                                                     | 2 - 3 (2 - 1)                 | Almere City FC                                                                       | Selectie ADO Den Haag: (T: Dick Advocaat) | Selectie Almere City FC: (T: Alex Pastoor) |
| zo. 16 april 2023 Aanvangstijd: 20:00 uur Plaats: Den Haag Bingoal Stadion Toeschouwers: 8.322 Scheidsrechter: Danny Makkelie Assistenten: Steegstra, De Vries, Van Kommer Wedstrijdverslagen: ADO, West, ADOFans, Transfermarkt, Video Bal: 52%-48% / Vorig: 1-0 (21/22) | Verheydt (Severina) 7' Thomas (Bilate) 12' Bilate 55' Thomas 59' | 1 - 0 2 - 0 2 - 1 2 - 2 2 - 3 | 29' M. Esajas 35' Hansen (Duijvestijn) 46' Akujobi (Hansen) 64' Duijvestijn (Hansen) | BASISOPSTELLING: Stevens - Rodríguez, Hall, Asante, Kemper - Thomas, Bilate, Klas - Severina, Verheydt, Sleegers RESERVEBANK: Koopmans, Nikiema, Werker, Van Breemen, Breinburg, Wehrmann, S. Esajas, Komljenovic, De Waal, Sellouki, Ćatić, Zwarts WISSELS: 77' Zwarts Kemper 77' Ćatić Severina 77' Komljenovic Sleegers 80' S. Esajas Klas | BASISOPSTELLING: Bakker - Akujobi, Van Bruggen , Jacobs, Royo - Resink, Peña, M. Esajas - Pascu, Hansen, Duijvestijn RESERVEBANK: Etemadi, Keller, Grootfaam, Rullens, Poll, Alhaft, Limbombe, Van La Parra, Puriel, Hilterman, Pouwels WISSELS: 78' Smeets M. Esajas 83' Alhaft Pascu 83' Van La Parra Duijvestijn 90' Pouwels Hansen |

Afwezig: Absalem, Kishna, Wentges (blessure)

| Keuken Kampioen Divisie 34e speelronde | De Graafschap | 0 - 1 (0 - 0) | ADO Den Haag                                  | Selectie ADO Den Haag: (T: Dick Advocaat) | Selectie De Graafschap: (Assistent: Richard Roelofsen) |
| vr. 21 april 2023 Aanvangstijd: 20:00 uur Plaats: Doetinchem Stadion De Vijverberg Toeschouwers: 10.129 Scheidsrechter: Robin Hensgens Assistenten: Van Kampen, Been, Visser Wedstrijdverslagen: ADO, West, ADOFans, Transfermarkt, Video Bal: 65%-35% / Vorig: 1-0 (21/22) | Brittijn 44'  | 0 - 1         | 43' Kemper 53' Verheydt 87' Verheydt (Zwarts) | BASISOPSTELLING: Stevens - Rodríguez, Hall, Van Breemen, Kemper - Thomas, Bilate, Breinburg - Kishna, Verheydt, Sleegers RESERVEBANK: Koopmans, Nikiema, Werker, Absalem, Klas, Wehrmann, Komljenovic, De Waal, Sellouki, Ćatić, Zwarts WISSELS: 61' Zwarts Breinburg 61' Ćatić Sleegers 65' Komljenovic Bilate 76' Sellouki Kishna | BASISOPSTELLING: Jurjus - Fortes , Lammers, Hillen, Büttner - Kaak, Neghli, Brittijn - Korte, Haen, Önal RESERVEBANK: Bakker, Schouten, Hardeman, Wevers, De Jong, Yadir, Kaandorp, Schoppema, Lukassen, Benschop, Raterink WISSELS: 70' De Jong Kaak 70' Kaandorp Korte 75' Raterink Haen 83' Hardeman Lammers 83' Benschop Önal |

Afwezig: Asante, Esajas, Severina, Wentges (blessure)

Opmerkelijk: Spits Thomas Verheydt speelde zijn 75ste officiële wedstrijd voor ADO Den Haag. Sinds de eerste wedstrijd onder leiding van Dick Advocaat op 11 december 2022 gaf ADO Den Haag de minste passes van alle ploegen in de Keuken Kampioen Divisie (6807).
| Keuken Kampioen Divisie 35e speelronde | ADO Den Haag                                                                                      | 2 - 2 (0 - 1)           | Helmond Sport                                 | Selectie ADO Den Haag: (T: Dick Advocaat) | Selectie Helmond Sport: (T: Bob Peeters) |
| vr. 28 april 2023 Aanvangstijd: 20:00 uur Plaats: Den Haag Bingoal Stadion Toeschouwers: 5.833 Scheidsrechter: Erwin Blank Assistenten: Inia, Koopman, Broekhuizen Wedstrijdverslagen: ADO, West, ADOFans, Transfermarkt, Video Bal: 48%-52% / Vorig: 2-1 (21/22) | Hall 7' Komljenovic (Thomas, c.) 46' Komljenovic 55' Verheydt (Bilate) 79' Thomas 86' Ćatić 90+3' | 0 - 1 1 - 1 1 - 2 2 - 2 | 23' Çulhacı 36' Van Keilegom (Lion) 62' Kaars | BASISOPSTELLING: Stevens - Rodríguez, Hall, Van Breemen, Absalem - Thomas, Sellouki, Kishna - Severina, Verheydt , Zwarts RESERVEBANK: Koopmans, Nikiema, Werker, Asante, Breinburg, Klas, Wehrmann, Komljenovic, De Waal, Ćatić, Sleegers, Bilate WISSELS: 46' Asante Van Breemen 46' Komljenovic Kishna 66' Ćatić Absalem 66' Bilate Sellouki 74' Sleegers Severina | BASISOPSTELLING: Havekotte - Lion, Kreekels, Van den Eynden, Çulhacı - Goselink, Vankerkhoven, Chacón - Maddy, Kaars, Van Keilegom RESERVEBANK: Mantel, Azmi, Terzi, Mistrafovic, Bosiers, Essanoussi, Scholten, Van Ooijen, Arias WISSELS: 69' Arias Goselink 75' Terzi Çulhacı 75' Van Ooijen Maddy |

Afwezig: Esajas, Kemper, Wentges (blessure)

### Mei 2023
| Keuken Kampioen Divisie 36e speelronde | Jong Ajax                                                                                    | 4 - 2 (2 - 0)                       | ADO Den Haag                                                             | Selectie ADO Den Haag: (T: Dick Advocaat) | Selectie Jong Ajax: (T: Dave Vos) |
| ma. 8 mei 2023 Aanvangstijd: 20:00 uur Plaats: Duivendrecht Sportpark De Toekomst Toeschouwers: 444 Scheidsrechter: Martin Pérez Assistenten: Janssen, Beijer, Dogterom Wedstrijdverslagen: ADO, West, ADOFans, Transfermarkt, Video Bal: 65%-35% / Vorig: 5-3 (21/22) | Hlynsson 19' Warmerdam (Hlynsson) 36' Regeer 53' Lucca 58' Hlynsson 61' Godts (Hlynsson) 73' | 1 - 0 2 - 0 2 - 1 3 - 1 4 - 1 4 - 2 | 51' Kemper (Wehrmann, c.) 53' Rodríguez 53' Kemper 76' Verheydt (Bilate) | BASISOPSTELLING: Stevens - Rodríguez, Hall, Asante, Kemper - Thomas, De Waal, Wehrmann - Severina, Verheydt, Zwarts RESERVEBANK: Koopmans, Nikiema, Werker, Van Breemen, Absalem, Klas, Komljenovic, Sellouki, Ćatić, Kishna, Bilate WISSELS: 46' Ćatić Severina 66' Komljenovic De Waal 66' Bilate Wehrmann | BASISOPSTELLING: De Graaff - Regeer, Aertssen, Warmerdam, Baas - Hlynsson, Vos, Gooijer - Rasmussen , Lucca, Godts RESERVEBANK: Kremers, Jermoumi, Milovanovic, Brandes, Delgado, Misehouy, Muzambo, Martha, Banel WISSELS: 46' Martha Rasmussen 77' Misehouy Gooijer 80' Delgado Vos |

Afwezig: Breinburg, Sleegers (ziek), Esajas, Wentges (blessure)

Opmerkelijk: Spits Thomas Verheydt maakte zijn 100ste doelpunt in de Eerste Divisie, waarvan hij 41 competitiedoelpunten voor ADO Den Haag maakte.
| Keuken Kampioen Divisie 37e speelronde | ADO Den Haag                                         | 2 - 2 (1 - 1)           | FC Dordrecht                                                       | Selectie ADO Den Haag: (T: Dick Advocaat) | Selectie FC Dordrecht: (T: Michele Santoni) |
| vr. 12 mei 2023 Aanvangstijd: 20:00 uur Plaats: Den Haag Bingoal Stadion Toeschouwers: 6.486 Scheidsrechter: Richard Martens Assistenten: Ketting, Osseweijer, Van Dongen Wedstrijdverslagen: ADO, West, ADOFans, Transfermarkt, Video Bal: 54%-46% / Vorig: 5-1 (21/22) | Sellouki (Verheydt) 28' Hall 42' Verheydt (pen.) 72' | 1 - 0 1 - 1 2 - 1 2 - 2 | 32' Touré (Longo) 37' Van der Avert 54' Receveur 74' Cetin (Suray) | BASISOPSTELLING: Nikiema - Hall, Asante, Van Breemen, Kemper - Thomas, Sellouki, Kishna - Ćatić, Verheydt, Zwarts RESERVEBANK: Koopmans, Van de Riet, Werker, Klas, Breinburg, Wehrmann, De Waal, Komljenovic, Bilate WISSELS: 72' Werker Asante 76' Komljenovic Sellouki 76' Bilate Ćatić 82' Wehrmann Hall | BASISOPSTELLING: Bossin - Aberkane, El Azzouzi, Smolarczyk, Van der Avert - Reemst, Suray , Cetin - Noc, Longo, Touré RESERVEBANK: Doornbusch, Schippers, Van Huizen, Savastano, Brito, Miceli, Receveur, Van Vianen, Doesburg WISSELS: 45+3' Receveur Noc 61' Brito Van de Pavert 82' Schippers Reemst |

Afwezig: Rodríguez (schorsing), Sleegers (ziek), Absalem, Esajas, Severina, Stevens, Wentges (blessure)

Opmerkelijk: De Karel Jansen-trofeeën werden traditiegetrouw uitgereikt. Ditmaal vielen Titouan Thomas (Beste speler), Finn van Breemen (Beste talent) en wederom Thomas Verheydt (Topscorer) in de prijzen. Verheydt wist dit duel voor het eerst sinds januari 2022 in vijf opeenvolgende competitieduels te scoren en maakte daarmee zijn 50ste officiële doelpunt voor ADO Den Haag. Tevens speelden de Hagenezen dit duel alvast in het nieuwe thuistenue van volgend seizoen. Doelman Kilian Nikiema speelde zijn debuutwedstrijd in de Keuken Kampioen Divisie.
| Keuken Kampioen Divisie 38e speelronde | Jong AZ | 0 - 2 (0 - 1) | ADO Den Haag                                  | Selectie ADO Den Haag: (T: Dick Advocaat) | Selectie Jong AZ: (T: Maarten Martens) |
| vr. 19 mei 2023 Aanvangstijd: 20:00 uur Plaats: Wijdewormer AFAS Trainingscomplex Toeschouwers: ? Scheidsrechter: Jesse Rozendal Assistenten: Van der Waaij, Rasch, De Bruijn Wedstrijdverslagen: ADO, West, ADOFans, Transfermarkt, Video Bal: 51%-49% / Vorig: 0-1 (21/22) |         | 0 - 1 0 - 2   | 32' Verheydt (Absalem) 81' Absalem 89' Zwarts | BASISOPSTELLING: Wentges - Rodríguez, Werker, Kemper , Absalem - Thomas, Klas, Breinburg - Kishna, Verheydt, Sleegers RESERVEBANK: Nikiema, Van de Riet, Wehrmann, Sellouki, De Waal, Komljenovic, Ćatić, Zwarts, Bilate WISSELS: 45' Zwarts Sleegers 75' Wehrmann Klas 75' Bilate Verheydt | BASISOPSTELLING: Westerveld - Postma, Goes, Engel, Esajas - Schouten, De Jong, Buurmeester - Griffith, Meerdink, Barası RESERVEBANK: Deen, Berkhout, Kalisvaart, Twisk, Kwakman, Koster, Kewal, Daal, Reverson, Poku WISSELS: 46' Twisk Goes 46' Poku Meerdink 55' Kwakman Postma 74' Berkhout Engel 74' Kewal Esajas 84' Reverson Griffith |

Afwezig: Hall (schorsing), Asante, Van Breemen, Esajas, Koopmans, Severina, Stevens, Struick (blessure)

## ADO Den Haag Onder 21/Jeugd

### Selectie ADO Den Haag Onder 21 2022/23
|                       | Naam                        | Bij ADO sinds  | Contract tot | Duels      | Goals      | Assists    | Geel       | Rood       |
| Doelmannen            | Doelmannen                  | Doelmannen     | Doelmannen   | Doelmannen | Doelmannen | Doelmannen | Doelmannen | Doelmannen |
| --------------------- | --------------------------- | -------------- | ------------ | ---------- | ---------- | ---------- | ---------- | ---------- |
| Vlag van Marokko      | Karim El Fakiri             | Zomer 2022     | Amateurbasis | 0          | 0          | 0          | 0          | 0          |
| Vlag van Nederland    | Thijmen de Koning (ADO O18) | ?              | Amateurbasis | 6          | 0          | 0          | 0          | 0          |
| Vlag van Burkina Faso | Kilian Nikiema (*)          | Zomer 2016     | Zomer 2025   | 10         | 0          | 0          | 1          | 0          |
| Vlag van Nederland    | David van de Riet           | Zomer 2015     | Zomer 2024   | 11         | 0          | 0          | 0          | 0          |
| Vlag van Nederland    | Hugo Wentges (*)            | Zomer 2015     | Zomer 2025   | 1          | 0          | 0          | 0          | 0          |
| Verdedigers           |                             |                |              |            |            |            |            |            |
| Vlag van Nederland    | Aiman Achemlal              | Zomer 2020     | Zomer 2023   | 16         | 0          | 1          | 2          | 0          |
| Vlag van Nederland    | Zakaria Amallah             | Zomer 2013     | Zomer 2023   | 0          | 0          | 0          | 0          | 0          |
| Vlag van Nederland    | Tyrese Asante (*)           | Zomer 2021     | Zomer 2025   | 0          | 0          | 0          | 0          | 0          |
| Vlag van Nederland    | Emre Ates                   | Zomer 2016     | Zomer 2024   | 25         | 0          | 1          | 9          | 0          |
| Vlag van Nederland    | Ronny Boakye                | Zomer 2020     | Zomer 2024   | 5          | 0          | 0          | 2          | 0          |
| Vlag van Nederland    | Finn van Breemen (*)        | Zomer 2012     | Zomer 2024   | 4          | 0          | 0          | 0          | 0          |
| Vlag van Curaçao      | Keanu Does                  | ?              | Amateurbasis | 2          | 0          | 0          | 0          | 0          |
| Vlag van Nederland    | Robyn Esajas                | Winter 2022/23 | Zomer 2024   | 11         | 0          | 1          | 0          | 0          |
| Vlag van Nederland    | Michael Mulder (*)          | Zomer 2020     | Zomer 2023   | 0          | 0          | 0          | 0          | 0          |
| Vlag van Nederland    | Niels Noordhoek             | Zomer 2018     | Zomer 2025   | 18         | 0          | 0          | 3          | 0          |
| Vlag van Nederland    | Nigel Owusu (*)             | Oktober 2020   | Zomer 2024   | 24         | 0          | 1          | 2          | 0          |
| Vlag van Nederland    | Gylermo Siereveld (*)       | Zomer 2022     | Zomer 2024   | 14         | 0          | 1          | 1          | 1          |
| Vlag van Turkije      | Mustafa Tetik               | Zomer 2018     | Amateurbasis | 1          | 0          | 0          | 0          | 0          |
| Middenvelders         |                             |                |              |            |            |            |            |            |
| Vlag van Nederland    | Azeddine Annamousi          | Zomer 2020     | Zomer 2023   | 5          | 0          | 0          | 0          | 0          |
| Vlag van Nederland    | Nick Broekhuizen (*)        | Zomer 2019     | Zomer 2023   | 25         | 9          | 0          | 4          | 0          |
| Vlag van Nederland    | Finn de Bruin               | Zomer 2022     | Zomer 2024   | 18         | 2          | 0          | 0          | 0          |
| Vlag van Nederland    | Silvinho Esajas (*)         | Zomer 2020     | Zomer 2023   | 2          | 0          | 0          | 1          | 0          |
| Vlag van Curaçao      | Calvin Gustina              | ?              | Zomer 2025   | 16         | 1          | 0          | 1          | 0          |
| Vlag van Nederland    | Jeroen Haars                | ?              | Amateurbasis | 3          | 0          | 0          | 0          | 0          |
| Vlag van Suriname     | Jaydavon Haas               | Zomer 2019     | Amateurbasis | 17         | 0          | 0          | 2          | 0          |
| Vlag van Nederland    | Kaj van Houwelingen         | Zomer 2018     | Zomer 2024   | 24         | 0          | 0          | 0          | 1          |
| Vlag van Nederland    | Dhoraso Moreo Klas (*)      | Zomer 2021     | Zomer 2024   | 0          | 0          | 0          | 0          | 0          |
| Vlag van Nederland    | Sacha Komljenovic (*)       | Zomer 2018     | Zomer 2023   | 4          | 0          | 0          | 1          | 0          |
| Vlag van Nederland    | Jesse Reinders (*)          | Zomer 2015     | Zomer 2023   | 18         | 1          | 1          | 2          | 0          |
| Vlag van Frankrijk    | Malik Sellouki (*)          | Zomer 2022     | Zomer 2024   | 5          | 2          | 1          | 0          | 0          |
| Vlag van Frankrijk    | Titouan Thomas (*)          | Zomer 2022     | Zomer 2023   | 2          | 0          | 0          | 0          | 0          |
| Vlag van Nederland    | Max de Waal (*)             | Zomer 2022     | Zomer 2023   | 0          | 0          | 0          | 0          | 0          |
| Aanvallers            |                             |                |              |            |            |            |            |            |
| Vlag van Marokko      | Mohamed Akharaz             | Winter 2022/23 | Zomer 2023   | 3          | 3          | 0          | 0          | 0          |
| Vlag van Nederland    | Abdel Belarbi               | Zomer 2022     | Zomer 2024   | 15         | 4          | 0          | 0          | 0          |
| Vlag van Nederland    | Onur Demir                  | Zomer 2021     | Zomer 2024   | 21         | 2          | 1          | 1          | 0          |
| Vlag van Nederland    | Sofyan El Hannoudi          | ?              | Zomer 2024   | 18         | 4          | 1          | 0          | 0          |
| Vlag van Nederland    | Aimane El Karicha           | Zomer 2020     | Amateurbasis | 18         | 2          | 2          | 1          | 0          |
| Vlag van Nederland    | Lloyd Hendriks              | ?              | Amateurbasis | 7          | 0          | 0          | 1          | 0          |
| Vlag van Nederland    | Marius van Mil (*)          | Zomer 2021     | Zomer 2023   | 3          | 0          | 0          | 0          | 0          |
| Vlag van Nederland    | Xander Severina (*)         | Zomer 2020     | Zomer 2023   | 0          | 0          | 0          | 0          | 0          |
| Vlag van Indonesië    | Rafael Struick (*)          | Zomer 2020     | Zomer 2024   | 21         | 2          | 2          | 4          | 1          |
| Vlag van Nederland    | Elijah Velland              | Zomer 2022     | Zomer 2024   | 13         | 0          | 0          | 2          | 0          |

[Alleen competitieduels zijn meegenomen in dit schema.]
|                                    |                                    | Naam                               | Bij ADO sinds                      | Contract tot                       | Duels                              | Goals                              | Assists                            | Geel                               | Rood                               |
| Vertrokken spelers tijdens seizoen | Vertrokken spelers tijdens seizoen | Vertrokken spelers tijdens seizoen | Vertrokken spelers tijdens seizoen | Vertrokken spelers tijdens seizoen | Vertrokken spelers tijdens seizoen | Vertrokken spelers tijdens seizoen | Vertrokken spelers tijdens seizoen | Vertrokken spelers tijdens seizoen | Vertrokken spelers tijdens seizoen |
| ---------------------------------- | ---------------------------------- | ---------------------------------- | ---------------------------------- | ---------------------------------- | ---------------------------------- | ---------------------------------- | ---------------------------------- | ---------------------------------- | ---------------------------------- |
| Vlag van China                     | V                                  | Sirong Li                          | Zomer 2015                         | Zomer 2024                         | 1                                  | 0                                  | 0                                  | 1                                  | 0                                  |
| Vlag van Nederland                 | V                                  | Kasper Vankan                      | Zomer 2019                         | Amateurbasis                       | 12                                 | 0                                  | 0                                  | 3                                  | 0                                  |
| Vlag van Nederland                 | V                                  | Elano Yegen (*)                    | Zomer 2021                         | Zomer 2023                         | 7                                  | 1                                  | 0                                  | 3                                  | 0                                  |
| Vlag van Nederland                 | M                                  | Finn Dicke (*)                     | Zomer 2014                         | Zomer 2024                         | 0                                  | 0                                  | 0                                  | 0                                  | 0                                  |
| Vlag van Nederland                 | A                                  | Nino Noordanus                     | Zomer 2020                         | Zomer 2023                         | 0                                  | 0                                  | 0                                  | 0                                  | 0                                  |
| Vlag van Albanië                   | A                                  | Fabian Shahaj                      | Zomer 2020                         | Zomer 2023                         | 0                                  | 0                                  | 0                                  | 0                                  | 0                                  |

Transfers:

Nieuw: Ronny Boakye, Keanu Does, Sofyan El Hannoudi, Calvin Gustina, Jeroen Haars, Jaydavon Haas, Lloyd Hendriks, Kaj van Houwelingen, Niels Noordhoek, Mustafa Tetik, Kasper Vankan (allen eigen gelederen), Abdel Belarbi (Feyenoord), Finn de Bruin, Karim El Fakiri (beiden Sparta Rotterdam), Malik Sellouki (NK Maribor), Gylermo Siereveld (NAC Breda), Titouan Thomas (GD Estoril-Praia, gehuurd), Elijah Velland (FC Utrecht), Max de Waal (AFC Ajax, gehuurd), Elano Yegen (was verhuurd aan MVV Maastricht).
* In winterstop: Mohamed Akharaz (FC Utrecht, gehuurd), Robyn Esajas (geen club), Michael Mulder (SK Beveren, was verhuurd).
Vertrokken: Yahya Boussakou (Telstar), Finn Dicke (GD Estoril-Praia, verhuurd), Amine Essabri (nnb.), Julian Markvoort Beke (SVV Scheveningen), Jonathan Mulder (Telstar), Michael Mulder (SK Beveren, verhuurd), Nino Noordanus (Excelsior Maassluis, verhuurd), Benjamin Reemst (FC Dordrecht), Danté Roethof (HV & CV Quick), Evan Rottier (FC Eindhoven), Abdulrahman Sango (SC Cambuur), Youri Schoonderwaldt (Sparta Rotterdam), Cain Seedorf (Telstar), Faissal Zefri (SV DSO).
* In winterstop: Finn Dicke (GD Estoril-Praia, was al verhuurd), Sirong Li (Vejle BK, verhuurd), Nino Noordanus (FK Liepāja, was verhuurd aan Excelsior Maassluis), Fabian Shahaj (Partizan Tirana, verhuurd), Kasper Vankan (gestopt), Elano Yegen (Samsunspor).

### Technische staf
|                    | Naam                  | Functie                                  | Bij ADO sinds | Contract tot |
| ------------------ | --------------------- | ---------------------------------------- | ------------- | ------------ |
| Vlag van Nederland | Giovanni Franken      | Trainer ADO Den Haag Onder 21            | Zomer 2021*   | Zomer 2024   |
| Vlag van Nederland | Ronald Samson         | Assistent-trainer ADO Den Haag Onder 21  | Zomer 2021*   |              |
| Vlag van Nederland | Raymond Mulder        | Keeperstrainer ADO Den Haag Onder 21     | Zomer 2016    |              |
| Vlag van Nederland | Dansco van den Burg   | Teammanager ADO Den Haag Onder 21        |               |              |
| Vlag van Nederland | Angelo van Loenen     | Materiaalverzorger ADO Den Haag Onder 21 | Zomer 2021    |              |
| Vlag van Nederland | Chris Nieuwpoort      | Fysiotherapeut ADO Den Haag Onder 21     | Zomer 2021    |              |
| Vlag van Nederland | Dominique Ebben       | Inspanningsfysioloog jeugd               | Zomer 2019    |              |
| Vlag van Nederland | Ted de Man            | Inspanningsfysioloog jeugd               | Zomer 2020    |              |
| Vlag van Nederland | Arjan van der Kaaij   | Hoofd Keepers Coach                      | Zomer 2022    |              |
| Vlag van Nederland | Jack Morauw           | Keeperstrainer jeugd                     | Zomer 2021    |              |
| Vlag van Nederland | Lex Immers            | Talentcoach / Spitsentrainer jeugd       | Februari 2023 |              |
| Vlag van Nederland | Gerard van Ruitenburg | Technisch coördinator middenbouw         | Zomer 2020*   |              |
| Vlag van Nederland | Dennis van den Ing    | Technisch coördinator onderbouw          | Zomer 2020    |              |
| Vlag van Nederland | Frans Danen           | Coördinator jeugdscouting                | Zomer 2017*   |              |
| Vlag van Nederland | Albert van der Dussen | Performance & Operational Director Youth | April 2020    |              |
| Vlag van Nederland | Nick Boere            | Video-analist                            | Zomer 2021    |              |

### Thuis/uit-verhouding najaarscompetitie ADO Den Haag Onder 21 2022/23
| Tegenstander  | Almere City O21 (5e) | FC Emmen O21 · (8e) | Feyenoord O21 (3e) | De Graafschap O21 (4e) | FC Groningen O21 (2e) | PEC Zwolle O21 · (1e) | Willem II O21 · (7e) | Totaal (6e) |
| ------------- | -------------------- | ------------------- | ------------------ | ---------------------- | --------------------- | --------------------- | -------------------- | ----------- |
| ADO O21 thuis | 2 - 2                | 1 - 2               | 2 - 1              | 1 - 0                  | 0 - 4                 | 1 - 2                 | 1 - 2                | 7           |
| ADO O21 uit   | 3 - 0                | 0 - 1               | 5 - 3              | 0 - 0                  | 3 - 1                 | 2 - 0                 | 2 - 1                | 4           |
| Punten totaal | 1                    | 3                   | 3                  | 4                      | 0                     | 0                     | 0                    | 11          |

### Thuis/uit-verhouding voorjaarscompetitie ADO Den Haag Onder 21 2022/23
| Tegenstander  | Almere City O21 · (1e) | Feyenoord O21 (3e) | De Graafschap O21 (2e) | FC Groningen O21 (6e) | NAC Breda O21 · (8e) | PEC Zwolle O21 · (7e) | FC Twente/ Heracles O21 (5e) | Totaal (4e) |
| ------------- | ---------------------- | ------------------ | ---------------------- | --------------------- | -------------------- | --------------------- | ---------------------------- | ----------- |
| ADO O21 thuis | 0 - 1                  | 2 - 1              | 1 - 3                  | 2 - 2                 | 3 - 2                | 3 - 2                 | 2 - 1                        | 13          |
| ADO O21 uit   | 2 - 1                  | 0 - 0              | 2 - 1                  | 1 - 0                 | 3 - 4                | 2 - 0                 | 1 - 2                        | 7           |
| Punten totaal | 0                      | 4                  | 0                      | 1                     | 6                    | 3                     | 6                            | 20          |

### Bekertoernooi ADO Den Haag Onder 21 2022/23
| Ronde   | Voorronde        | Tussenronde | Achtste finale   | Kwartfinale      | Halve finale     | Finale |
| ------- | ---------------- | ----------- | ---------------- | ---------------- | ---------------- | ------ |
| Thuis   | ADO Den Haag O21 | Nvt.        | FC Groningen O21 | VVV-Venlo O21    | PEC Zwolle O21   | /      |
| Uit     | FC Eindhoven O21 | Nvt.        | ADO Den Haag O21 | ADO Den Haag O21 | ADO Den Haag O21 | /      |
| Uitslag | (w.n.s.) *1 - 1  | Nvt.        | 0 - 1            | 0 - 1            | 1 - 0            | /      |

### Uitslagen ADO Den Haag Onder 21
| Comp.        | Wedstrijd                                                              | Wedstrijd                                       | Opstelling | Scoreverloop |
| ------------ | ---------------------------------------------------------------------- | ----------------------------------------------- | --- | --- |
| Oefen        | ADO Den Haag O21 - FC Groningen O21                                    | ADO Den Haag O21 - FC Groningen O21             | El Fakiri - Boakye (Tetik), Ates, Noordhoek, Achemlal (Li) - Annamousi (Haars), De Bruin (Haas), Van Houwelingen (Belarbi) - El Karicha (El Hannoudi), Shahaj (Hendriks), Struick (Velland)                                                                           | Goals: 0-1 Schreck (25'), 1-1 El Karicha (27'), 1-2 Prins, 1-3 Mjaki |
| Oefen        | 1 - 3                                                                  | Za. 2 juli 2022, 15:00 uur                      | El Fakiri - Boakye (Tetik), Ates, Noordhoek, Achemlal (Li) - Annamousi (Haars), De Bruin (Haas), Van Houwelingen (Belarbi) - El Karicha (El Hannoudi), Shahaj (Hendriks), Struick (Velland)                                                                           | Goals: 0-1 Schreck (25'), 1-1 El Karicha (27'), 1-2 Prins, 1-3 Mjaki |
| Oefen        | Sportcomplex De Aftrap, verslag                                        |                                                 | El Fakiri - Boakye (Tetik), Ates, Noordhoek, Achemlal (Li) - Annamousi (Haars), De Bruin (Haas), Van Houwelingen (Belarbi) - El Karicha (El Hannoudi), Shahaj (Hendriks), Struick (Velland)                                                                           | Goals: 0-1 Schreck (25'), 1-1 El Karicha (27'), 1-2 Prins, 1-3 Mjaki |
| Oefen        | Excelsior Maassluis - ADO Den Haag O21                                 | Excelsior Maassluis - ADO Den Haag O21          | Koopmans - Noordhoek (60' Achemlal), Ates (46' Li), Van Breemen, Boakye (46' Tetik) - Van Houwelingen (46' Haas), Dicke (84' Reinders), Reinders (46' Haars) - El Karicha (46' Annamousi), Belarbi (46' Shahaj), Hendriks (46' El Hannoudi)                           | Goals: 0-1 Belarbi (59') |
| Oefen        | 0 - 1                                                                  | Za. 30 juli 2022, 14:30 uur                     | Koopmans - Noordhoek (60' Achemlal), Ates (46' Li), Van Breemen, Boakye (46' Tetik) - Van Houwelingen (46' Haas), Dicke (84' Reinders), Reinders (46' Haars) - El Karicha (46' Annamousi), Belarbi (46' Shahaj), Hendriks (46' El Hannoudi)                           | Goals: 0-1 Belarbi (59') |
| Oefen        | Sportpark Dijkpolder, verslag                                          |                                                 | Koopmans - Noordhoek (60' Achemlal), Ates (46' Li), Van Breemen, Boakye (46' Tetik) - Van Houwelingen (46' Haas), Dicke (84' Reinders), Reinders (46' Haars) - El Karicha (46' Annamousi), Belarbi (46' Shahaj), Hendriks (46' El Hannoudi)                           | Goals: 0-1 Belarbi (59') |
| Oefen        | VV Wilhelmus - ADO Den Haag O21                                        | VV Wilhelmus - ADO Den Haag O21                 | Van de Riet (46' El Fakiri) - Li, Noordhoek (46' Sidoel), Tetik, Vankan - ?, De Bruin, Gustina - Hendriks, Demir, Velland (46' Shahaj) | Goals: 0-1 Hendriks (Velland 10'), 0-2 Demir (Velland 24'), 0-3 Velland (31'), 0-4 Hendriks (Gustina) |
| Oefen        | 0 - 4                                                                  | Za. 6 augustus 2022, 10:30 uur                  | Van de Riet (46' El Fakiri) - Li, Noordhoek (46' Sidoel), Tetik, Vankan - ?, De Bruin, Gustina - Hendriks, Demir, Velland (46' Shahaj) | Goals: 0-1 Hendriks (Velland 10'), 0-2 Demir (Velland 24'), 0-3 Velland (31'), 0-4 Hendriks (Gustina) |
| Oefen        | Sportpark Westvliet, verslag                                           |                                                 | Van de Riet (46' El Fakiri) - Li, Noordhoek (46' Sidoel), Tetik, Vankan - ?, De Bruin, Gustina - Hendriks, Demir, Velland (46' Shahaj) | Goals: 0-1 Hendriks (Velland 10'), 0-2 Demir (Velland 24'), 0-3 Velland (31'), 0-4 Hendriks (Gustina) |
| Oefen        | ADO Den Haag O21 - Excelsior Rotterdam O21                             | ADO Den Haag O21 - Excelsior Rotterdam O21      | Van de Riet - Achemlal, Asante (46' Noordhoek), Ates, Boakye - Annamousi (72' Shahaj), Broekhuizen, Haas - El Karicha, Van Mil (46' Belarbi), El Hannoudi (72' Velland / 84' El Hannoudi)                                                                             | Goals: 1-0 Van Mil (El Karicha), 2-0 Broekhuizen (66'), 2-1 Job, 3-1 Broekhuizen (81'), 4-1 Belarbi (Broekhuizen, c.), 4-2 Dijkgraaf Kaarten: Boakye (), Broekhuizen ()                                                             |
| Oefen        | 4 - 2                                                                  | Za. 6 augustus 2022, 15:00 uur                  | Van de Riet - Achemlal, Asante (46' Noordhoek), Ates, Boakye - Annamousi (72' Shahaj), Broekhuizen, Haas - El Karicha, Van Mil (46' Belarbi), El Hannoudi (72' Velland / 84' El Hannoudi)                                                                             | Goals: 1-0 Van Mil (El Karicha), 2-0 Broekhuizen (66'), 2-1 Job, 3-1 Broekhuizen (81'), 4-1 Belarbi (Broekhuizen, c.), 4-2 Dijkgraaf Kaarten: Boakye (), Broekhuizen ()                                                             |
| Oefen        | Sportcomplex De Aftrap, verslag                                        |                                                 | Van de Riet - Achemlal, Asante (46' Noordhoek), Ates, Boakye - Annamousi (72' Shahaj), Broekhuizen, Haas - El Karicha, Van Mil (46' Belarbi), El Hannoudi (72' Velland / 84' El Hannoudi)                                                                             | Goals: 1-0 Van Mil (El Karicha), 2-0 Broekhuizen (66'), 2-1 Job, 3-1 Broekhuizen (81'), 4-1 Belarbi (Broekhuizen, c.), 4-2 Dijkgraaf Kaarten: Boakye (), Broekhuizen ()                                                             |
| Oefen        | RKAVV - ADO Den Haag O21                                               | RKAVV - ADO Den Haag O21                        | El Fakiri (46' De Koning) - Achemlal, Li, Ates, Boakye (72' Sidoel) - De Bruin (72. El Karicha), Annamousi, Gustina - Hendriks (62' Shahaj), Belarbi, Demir (46' El Hannoudi)                                                                                         | Goals: 1-0 Overdevest (pen. 21'), 1-1 Achemlal (El Hannoudi 72'), 1-2 Shahah (76') |
| Oefen        | 1 - 2                                                                  | Di. 9 augustus 2022, 20:00 uur                  | El Fakiri (46' De Koning) - Achemlal, Li, Ates, Boakye (72' Sidoel) - De Bruin (72. El Karicha), Annamousi, Gustina - Hendriks (62' Shahaj), Belarbi, Demir (46' El Hannoudi)                                                                                         | Goals: 1-0 Overdevest (pen. 21'), 1-1 Achemlal (El Hannoudi 72'), 1-2 Shahah (76') |
| Oefen        | Sportpark Kastelenring, verslag                                        |                                                 | El Fakiri (46' De Koning) - Achemlal, Li, Ates, Boakye (72' Sidoel) - De Bruin (72. El Karicha), Annamousi, Gustina - Hendriks (62' Shahaj), Belarbi, Demir (46' El Hannoudi)                                                                                         | Goals: 1-0 Overdevest (pen. 21'), 1-1 Achemlal (El Hannoudi 72'), 1-2 Shahah (76') |
| Oefen        | Vitesse O21 - ADO Den Haag O21                                         | Vitesse O21 - ADO Den Haag O21                  | Nikiema - Achemlal, Noordhoek, Ates, Esajas (60' Li) - Haas (60' Annamousi), Reinders (60' Gustina), Broekhuizen - El Karicha, Van Mil (60' El Hannoudi), Belarbi | Goals: 1-0 ?, 2-0 ?, 2-1 Van Mil, 3-1 ? |
| Oefen        | 3 - 1                                                                  | Za. 13 augustus 2022, 12:00 uur                 | Nikiema - Achemlal, Noordhoek, Ates, Esajas (60' Li) - Haas (60' Annamousi), Reinders (60' Gustina), Broekhuizen - El Karicha, Van Mil (60' El Hannoudi), Belarbi | Goals: 1-0 ?, 2-0 ?, 2-1 Van Mil, 3-1 ? |
| Oefen        | Sportcentrum Papendal, verslag                                         |                                                 | Nikiema - Achemlal, Noordhoek, Ates, Esajas (60' Li) - Haas (60' Annamousi), Reinders (60' Gustina), Broekhuizen - El Karicha, Van Mil (60' El Hannoudi), Belarbi | Goals: 1-0 ?, 2-0 ?, 2-1 Van Mil, 3-1 ? |
| Oefen        | ADO Den Haag O21 - Jong Sparta Rotterdam                               | ADO Den Haag O21 - Jong Sparta Rotterdam        | Nikiema - Achmelal, Reinders, Ates, Noordhoek - Haas (81' Haars), Annamousi, Gustina - El Karicha, Shahaj ( 21' El Hannoudi), Belarbi | Goals: 1-0 Belarbi (El Karicha 6'), 1-1 Frimpong (Garden 30'), 2-1 El Karicha (El Hannoudi 37'), 2-2 Tahiri (pen.) |
| Oefen        | 2 - 2                                                                  | Di. 16 augustus 2022, 14:00 uur                 | Nikiema - Achmelal, Reinders, Ates, Noordhoek - Haas (81' Haars), Annamousi, Gustina - El Karicha, Shahaj ( 21' El Hannoudi), Belarbi | Goals: 1-0 Belarbi (El Karicha 6'), 1-1 Frimpong (Garden 30'), 2-1 El Karicha (El Hannoudi 37'), 2-2 Tahiri (pen.) |
| Oefen        | Sportcomplex De Aftrap, verslag                                        |                                                 | Nikiema - Achmelal, Reinders, Ates, Noordhoek - Haas (81' Haars), Annamousi, Gustina - El Karicha, Shahaj ( 21' El Hannoudi), Belarbi | Goals: 1-0 Belarbi (El Karicha 6'), 1-1 Frimpong (Garden 30'), 2-1 El Karicha (El Hannoudi 37'), 2-2 Tahiri (pen.) |
| Oefen        | TAC '90 - ADO Den Haag O21                                             | TAC '90 - ADO Den Haag O21                      | O.a.: De Ruijter, Bode, Payne, Sidoel, Van Houwelingen, El Karicha, El Hannoudi, Hendriks, Belarbi, Haas, Annamousi, El Fakiri | Goals: 0-1 Van Houwelingen (El Karicha), 0-2 El Karicha, 0-3 Belarbi, 0-4 Haas (Annamousi), 0-5 Hendriks |
| Oefen        | 0 - 5                                                                  | Di. 16 augustus 2022, 20:00 uur (3x 25 min.)    | O.a.: De Ruijter, Bode, Payne, Sidoel, Van Houwelingen, El Karicha, El Hannoudi, Hendriks, Belarbi, Haas, Annamousi, El Fakiri | Goals: 0-1 Van Houwelingen (El Karicha), 0-2 El Karicha, 0-3 Belarbi, 0-4 Haas (Annamousi), 0-5 Hendriks |
| Oefen        | Sportpark De Verlichting, verslag                                      |                                                 | O.a.: De Ruijter, Bode, Payne, Sidoel, Van Houwelingen, El Karicha, El Hannoudi, Hendriks, Belarbi, Haas, Annamousi, El Fakiri | Goals: 0-1 Van Houwelingen (El Karicha), 0-2 El Karicha, 0-3 Belarbi, 0-4 Haas (Annamousi), 0-5 Hendriks |
| Oefen        | VUC - ADO Den Haag O21                                                 | VUC - ADO Den Haag O21                          | De Koning - Boakye (59' Sidoel), Noordhoek, Vankan (59' De Bruin), Li - Gustina, Haars, Van Houwelingen - El Hannoudi, Demir (59. El Karicha), Hendriks | Goals: 1-0 Brouwer (Rigters 4'), 1-1 El Hannoudi (pen. 23'), 1-2 Hendriks (El Karicha), 1-3 Hendriks |
| Oefen        | 1 - 3                                                                  | Di. 23 augustus 2022, 15:00 uur                 | De Koning - Boakye (59' Sidoel), Noordhoek, Vankan (59' De Bruin), Li - Gustina, Haars, Van Houwelingen - El Hannoudi, Demir (59. El Karicha), Hendriks | Goals: 1-0 Brouwer (Rigters 4'), 1-1 El Hannoudi (pen. 23'), 1-2 Hendriks (El Karicha), 1-3 Hendriks |
| Oefen        | Terrein VUC, verslag                                                   |                                                 | De Koning - Boakye (59' Sidoel), Noordhoek, Vankan (59' De Bruin), Li - Gustina, Haars, Van Houwelingen - El Hannoudi, Demir (59. El Karicha), Hendriks | Goals: 1-0 Brouwer (Rigters 4'), 1-1 El Hannoudi (pen. 23'), 1-2 Hendriks (El Karicha), 1-3 Hendriks |
| KNVB Beker   | ADO Den Haag O21 - FC Eindhoven O21                                    | ADO Den Haag O21 - FC Eindhoven O21             | Nikiema - Achemlal, Noordhoek (46' Vankan), Ates, Boakye - Haas, Broekhuizen (57' Gustina), Annamousi (57' Van Houwelingen) - El Karicha, Van Mil ( 40' Hendriks), El Hannoudi (75' Demir)                                                                            | Goals: 1-0 Brouwer (Rigters 4'), 1-1 El Hannoudi (pen. 23'). Penalty's: 1-0 Haas, 1-0 , 2-0 El Karicha, 2-1 , 3-1 Demir, 3-2 , 3-2 Hendriks, 3-3 , 4-3 Nikiema, 4-4 , 5-4 Van Houwelingen, 5-4                                      |
| KNVB Beker   | *1 - 1                                                                 | Za. 27 augustus 2022, 13:00 uur. Eerste ronde   | Nikiema - Achemlal, Noordhoek (46' Vankan), Ates, Boakye - Haas, Broekhuizen (57' Gustina), Annamousi (57' Van Houwelingen) - El Karicha, Van Mil ( 40' Hendriks), El Hannoudi (75' Demir)                                                                            | Goals: 1-0 Brouwer (Rigters 4'), 1-1 El Hannoudi (pen. 23'). Penalty's: 1-0 Haas, 1-0 , 2-0 El Karicha, 2-1 , 3-1 Demir, 3-2 , 3-2 Hendriks, 3-3 , 4-3 Nikiema, 4-4 , 5-4 Van Houwelingen, 5-4                                      |
| KNVB Beker   | Sportcomplex De Aftrap, verslag, S: Menno Kraan                        |                                                 | Nikiema - Achemlal, Noordhoek (46' Vankan), Ates, Boakye - Haas, Broekhuizen (57' Gustina), Annamousi (57' Van Houwelingen) - El Karicha, Van Mil ( 40' Hendriks), El Hannoudi (75' Demir)                                                                            | Goals: 1-0 Brouwer (Rigters 4'), 1-1 El Hannoudi (pen. 23'). Penalty's: 1-0 Haas, 1-0 , 2-0 El Karicha, 2-1 , 3-1 Demir, 3-2 , 3-2 Hendriks, 3-3 , 4-3 Nikiema, 4-4 , 5-4 Van Houwelingen, 5-4                                      |
| (NC) Comp. 1 | Almere City O21 - ADO Den Haag O21                                     | Almere City O21 - ADO Den Haag O21              | Van de Riet - Achemlal (84' Li), Siereveld (64' Ates), Reinders, Owusu - Broekhuizen, Komljenovic ( 44' Haas), Annamousi (84' Gustina) - El Karicha , Struick, Sellouki (84' Demir)                                                                                   | Goals: 1-0 Pinas (28'), 2-0 Puriel (33'), 3-0 Guiting (90') Kaarten: Achemlal (53'), Reinders (62'), Haas (80'), Li (89') |
| (NC) Comp. 1 | 3 - 0                                                                  | Za. 3 september 2022, 16:00 uur                 | Van de Riet - Achemlal (84' Li), Siereveld (64' Ates), Reinders, Owusu - Broekhuizen, Komljenovic ( 44' Haas), Annamousi (84' Gustina) - El Karicha , Struick, Sellouki (84' Demir)                                                                                   | Goals: 1-0 Pinas (28'), 2-0 Puriel (33'), 3-0 Guiting (90') Kaarten: Achemlal (53'), Reinders (62'), Haas (80'), Li (89') |
| (NC) Comp. 1 | Almere, verslag, S: Florian Lodeweegs                                  |                                                 | Van de Riet - Achemlal (84' Li), Siereveld (64' Ates), Reinders, Owusu - Broekhuizen, Komljenovic ( 44' Haas), Annamousi (84' Gustina) - El Karicha , Struick, Sellouki (84' Demir)                                                                                   | Goals: 1-0 Pinas (28'), 2-0 Puriel (33'), 3-0 Guiting (90') Kaarten: Achemlal (53'), Reinders (62'), Haas (80'), Li (89') |
| Comp. 2      | ADO Den Haag O21 - Feyenoord O21                                       | ADO Den Haag O21 - Feyenoord O21                | Nikiema - Achemlal, Ates , Van Breemen (65' Boakye) - Reinders, Thomas (65' Haas), Broekhuizen, Van Houwelingen (72' Annamousi) - Demir (46' El Karicha), Sellouki (88' El Hannoudi), Struick                                                                         | Goals: 1-0 Struick (60' Achemlal), 2-0 Sellouki (64' Struick), 2-1 El Moussaoui (76') Kaarten: Struick (26'/84'), Boakye (88') |
| Comp. 2      | 2 - 1                                                                  | Za. 10 september 2022, 15:00 uur                | Nikiema - Achemlal, Ates , Van Breemen (65' Boakye) - Reinders, Thomas (65' Haas), Broekhuizen, Van Houwelingen (72' Annamousi) - Demir (46' El Karicha), Sellouki (88' El Hannoudi), Struick                                                                         | Goals: 1-0 Struick (60' Achemlal), 2-0 Sellouki (64' Struick), 2-1 El Moussaoui (76') Kaarten: Struick (26'/84'), Boakye (88') |
| Comp. 2      | Sportcomplex De Aftrap, verslag, S: Jaafar Aafouallah                  |                                                 | Nikiema - Achemlal, Ates , Van Breemen (65' Boakye) - Reinders, Thomas (65' Haas), Broekhuizen, Van Houwelingen (72' Annamousi) - Demir (46' El Karicha), Sellouki (88' El Hannoudi), Struick                                                                         | Goals: 1-0 Struick (60' Achemlal), 2-0 Sellouki (64' Struick), 2-1 El Moussaoui (76') Kaarten: Struick (26'/84'), Boakye (88') |
| Oefen        | SC Monster - ADO Den Haag O21                                          | SC Monster - ADO Den Haag O21                   | El Fakiri - Yegen (46' Li), Noordhoek, Tetik, Boakye - De Bruin, Annamousi, Gustina - Hendriks, Demir (66' El Karicha), El Hannoudi | Goals: 1-0 Warbout, 1-1 El Hannoudi (Tetik) |
| Oefen        | 1 - 1                                                                  | Di. 13 september 2022, 20:00 uur                | El Fakiri - Yegen (46' Li), Noordhoek, Tetik, Boakye - De Bruin, Annamousi, Gustina - Hendriks, Demir (66' El Karicha), El Hannoudi | Goals: 1-0 Warbout, 1-1 El Hannoudi (Tetik) |
| Oefen        | Sportpark Polanen, verslag                                             |                                                 | El Fakiri - Yegen (46' Li), Noordhoek, Tetik, Boakye - De Bruin, Annamousi, Gustina - Hendriks, Demir (66' El Karicha), El Hannoudi | Goals: 1-0 Warbout, 1-1 El Hannoudi (Tetik) |
| Comp. 3      | ADO Den Haag O21 - Willem II O21                                       | ADO Den Haag O21 - Willem II O21                | Van de Riet - Noordhoek (46' Vankan), Ates, Van Breemen, Reinders - Van Houwelingen, Broekhuizen, Haas (46' Annamousi) - El Karicha , Demir (46' El Hannoudi), Sellouki (76' Hendriks)                                                                                | Goals: 0-1 Gorshidian (5'), 1-1 Sellouki (18'), 1-2 Pal (26') Kaarten: Vankan (82'), Ates (90') |
| Comp. 3      | 1 - 2                                                                  | Za. 17 september 2022, 15:00 uur                | Van de Riet - Noordhoek (46' Vankan), Ates, Van Breemen, Reinders - Van Houwelingen, Broekhuizen, Haas (46' Annamousi) - El Karicha , Demir (46' El Hannoudi), Sellouki (76' Hendriks)                                                                                | Goals: 0-1 Gorshidian (5'), 1-1 Sellouki (18'), 1-2 Pal (26') Kaarten: Vankan (82'), Ates (90') |
| Comp. 3      | Sportcomplex De Aftrap, verslag, S: Rick Sturm                         |                                                 | Van de Riet - Noordhoek (46' Vankan), Ates, Van Breemen, Reinders - Van Houwelingen, Broekhuizen, Haas (46' Annamousi) - El Karicha , Demir (46' El Hannoudi), Sellouki (76' Hendriks)                                                                                | Goals: 0-1 Gorshidian (5'), 1-1 Sellouki (18'), 1-2 Pal (26') Kaarten: Vankan (82'), Ates (90') |
| Oefen        | RKVV Westlandia - ADO Den Haag O21                                     | RKVV Westlandia - ADO Den Haag O21              | De Koning - Li ( 46' Vankan), Noordhoek, Yegen (82' Ates), Boakye - De Bruin, Haars, Haas (63' Gustina) - El Hannoudi, Demir (82' El Karicha), Hendriks | Goals: 1-0 Van der Arend (15'), 1-1 Noordhoek (44'), 1-2 El Hannoudi (54') |
| Oefen        | 1 - 2                                                                  | Di. 20 september 2022, 20:00 uur                | De Koning - Li ( 46' Vankan), Noordhoek, Yegen (82' Ates), Boakye - De Bruin, Haars, Haas (63' Gustina) - El Hannoudi, Demir (82' El Karicha), Hendriks | Goals: 1-0 Van der Arend (15'), 1-1 Noordhoek (44'), 1-2 El Hannoudi (54') |
| Oefen        | Sportpark De Hoge Bomen, verslag                                       |                                                 | De Koning - Li ( 46' Vankan), Noordhoek, Yegen (82' Ates), Boakye - De Bruin, Haars, Haas (63' Gustina) - El Hannoudi, Demir (82' El Karicha), Hendriks | Goals: 1-0 Van der Arend (15'), 1-1 Noordhoek (44'), 1-2 El Hannoudi (54') |
| Oefen        | ADO Den Haag O21 - FC Dordrecht O21                                    | ADO Den Haag O21 - FC Dordrecht O21             | ? | ? |
| Oefen        | 5 - 4                                                                  | Za. 24 september 2022, 14:00 uur                | ? | ? |
| Oefen        | Sportcomplex De Aftrap                                                 |                                                 | ? | ? |
| Comp. 4      | FC Emmen O21 - ADO Den Haag O21                                        | FC Emmen O21 - ADO Den Haag O21                 | Van de Riet - Vankan, Yegen ( 23' Noordhoek), Ates, Owusu - Broekhuizen, Van Houwelingen, Haas (86' Hendriks) - El Karicha (72' El Hannoudi), Belarbi (86' De Bruin), Struick                                                                                         | Goals: 0-1 El Hannoudi (73') Kaarten: Broekhuizen (37'), El Karicha (69') |
| Comp. 4      | 0 - 1                                                                  | Za. 1 oktober 2022, 15:15 uur                   | Van de Riet - Vankan, Yegen ( 23' Noordhoek), Ates, Owusu - Broekhuizen, Van Houwelingen, Haas (86' Hendriks) - El Karicha (72' El Hannoudi), Belarbi (86' De Bruin), Struick                                                                                         | Goals: 0-1 El Hannoudi (73') Kaarten: Broekhuizen (37'), El Karicha (69') |
| Comp. 4      | Emmen, verslag, S: Dominique Prick                                     |                                                 | Van de Riet - Vankan, Yegen ( 23' Noordhoek), Ates, Owusu - Broekhuizen, Van Houwelingen, Haas (86' Hendriks) - El Karicha (72' El Hannoudi), Belarbi (86' De Bruin), Struick                                                                                         | Goals: 0-1 El Hannoudi (73') Kaarten: Broekhuizen (37'), El Karicha (69') |
| Comp. 5      | ADO Den Haag O21 - De Graafschap O21                                   | ADO Den Haag O21 - De Graafschap O21            | Nikiema - Noordhoek, Broekhuizen, Ates (75' Vankan), Van Breemen (79' Van Houwelingen), Owusu - Thomas, Esajas, Reinders - Sellouki (86' Belarbi), Struick (86' El Karicha)                                                                                           | Goals: 1-0 Broekhuizen (pen. 74') Kaarten: Struick (45'), Esajas (88') |
| Comp. 5      | 1 - 0                                                                  | Za. 8 oktober 2022, 15:00 uur                   | Nikiema - Noordhoek, Broekhuizen, Ates (75' Vankan), Van Breemen (79' Van Houwelingen), Owusu - Thomas, Esajas, Reinders - Sellouki (86' Belarbi), Struick (86' El Karicha)                                                                                           | Goals: 1-0 Broekhuizen (pen. 74') Kaarten: Struick (45'), Esajas (88') |
| Comp. 5      | Sportcomplex De Aftrap, verslag, S: Haico Michielsen                   |                                                 | Nikiema - Noordhoek, Broekhuizen, Ates (75' Vankan), Van Breemen (79' Van Houwelingen), Owusu - Thomas, Esajas, Reinders - Sellouki (86' Belarbi), Struick (86' El Karicha)                                                                                           | Goals: 1-0 Broekhuizen (pen. 74') Kaarten: Struick (45'), Esajas (88') |
| Oefen        | SV TOGB - ADO Den Haag O21                                             | SV TOGB - ADO Den Haag O21                      | De Koning - Boakye, Li (85' Noordhoek), Tetik, Vankan - Annamousi (57' Broekhuizen), Van Houwelingen (85' Annamousi), Haas - El Karicha, Belarbi, Demir | Goals: 1-0 Azaroiali (Lefevre), 1-1 El Karicha, 1-2 Broekhuizen (El Karicha), 1-3 Belarbi |
| Oefen        | 1 - 3                                                                  | Di. 11 oktober 2022, 20:00 uur                  | De Koning - Boakye, Li (85' Noordhoek), Tetik, Vankan - Annamousi (57' Broekhuizen), Van Houwelingen (85' Annamousi), Haas - El Karicha, Belarbi, Demir | Goals: 1-0 Azaroiali (Lefevre), 1-1 El Karicha, 1-2 Broekhuizen (El Karicha), 1-3 Belarbi |
| Oefen        | Berkel en Rodenrijs, verslag                                           |                                                 | De Koning - Boakye, Li (85' Noordhoek), Tetik, Vankan - Annamousi (57' Broekhuizen), Van Houwelingen (85' Annamousi), Haas - El Karicha, Belarbi, Demir | Goals: 1-0 Azaroiali (Lefevre), 1-1 El Karicha, 1-2 Broekhuizen (El Karicha), 1-3 Belarbi |
| Comp. 6      | ADO Den Haag O21 - PEC Zwolle O21                                      | ADO Den Haag O21 - PEC Zwolle O21               | Nikiema - Noordhoek (46' Achemlal), Ates, Vankan, Owusu - Boakye, Broekhuizen, Van Houwelingen, Reinders (80' Haas) - El Karicha ( 46' Belarbi), Struick | Goals: 0-1 Landu (Van Gilst 12'), 1-1 El Karicha (Reinders 32'), 1-2 Van Gilst (Landu 62') Kaarten: Vankan (47') |
| Comp. 6      | 1 - 2                                                                  | Za. 15 oktober 2022, 15:00 uur                  | Nikiema - Noordhoek (46' Achemlal), Ates, Vankan, Owusu - Boakye, Broekhuizen, Van Houwelingen, Reinders (80' Haas) - El Karicha ( 46' Belarbi), Struick | Goals: 0-1 Landu (Van Gilst 12'), 1-1 El Karicha (Reinders 32'), 1-2 Van Gilst (Landu 62') Kaarten: Vankan (47') |
| Comp. 6      | Sportcomplex De Aftrap, verslag, S: Shona Shukrula                     |                                                 | Nikiema - Noordhoek (46' Achemlal), Ates, Vankan, Owusu - Boakye, Broekhuizen, Van Houwelingen, Reinders (80' Haas) - El Karicha ( 46' Belarbi), Struick | Goals: 0-1 Landu (Van Gilst 12'), 1-1 El Karicha (Reinders 32'), 1-2 Van Gilst (Landu 62') Kaarten: Vankan (47') |
| Oefen        | RKDEO - ADO Den Haag O21                                               | RKDEO - ADO Den Haag O21                        | ? | Goals: 1-0 Van Noppen (Maghnouji 12'), 1-1 El Hannoudi (63'), 2-1 El Yaagoubi (90+5') |
| Oefen        | 2 - 1                                                                  | Di. 18 oktober 2022, 20:00 uur                  | ? | Goals: 1-0 Van Noppen (Maghnouji 12'), 1-1 El Hannoudi (63'), 2-1 El Yaagoubi (90+5') |
| Oefen        | Sportpark Centrum, verslag                                             |                                                 | ? | Goals: 1-0 Van Noppen (Maghnouji 12'), 1-1 El Hannoudi (63'), 2-1 El Yaagoubi (90+5') |
| Comp. 7      | FC Groningen O21 - ADO Den Haag O21                                    | FC Groningen O21 - ADO Den Haag O21             | Van de Riet - Achemlal, Vankan, Ates, Owusu - Annamousi, Broekhuizen, Reinders (33' Demir) - El Karicha (78' Haas), Belarbi (62' Velland), Struijk | Goals: 1-0 Schraven (60'), 1-1 Broekhuizen (pen. 63'), 2-1 De Jonge (75'), 3-1 Slor (90+2') Kaarten: Vankan (35'), Broekhuizen (40'), Owusu (71')                                                                                   |
| Comp. 7      | 3 - 1                                                                  | Za. 22 oktober 2022, 15:00 uur                  | Van de Riet - Achemlal, Vankan, Ates, Owusu - Annamousi, Broekhuizen, Reinders (33' Demir) - El Karicha (78' Haas), Belarbi (62' Velland), Struijk | Goals: 1-0 Schraven (60'), 1-1 Broekhuizen (pen. 63'), 2-1 De Jonge (75'), 3-1 Slor (90+2') Kaarten: Vankan (35'), Broekhuizen (40'), Owusu (71')                                                                                   |
| Comp. 7      | Groningen, verslag, S: Eric van der Vaart                              |                                                 | Van de Riet - Achemlal, Vankan, Ates, Owusu - Annamousi, Broekhuizen, Reinders (33' Demir) - El Karicha (78' Haas), Belarbi (62' Velland), Struijk | Goals: 1-0 Schraven (60'), 1-1 Broekhuizen (pen. 63'), 2-1 De Jonge (75'), 3-1 Slor (90+2') Kaarten: Vankan (35'), Broekhuizen (40'), Owusu (71')                                                                                   |
| Comp. 8      | Feyenoord O21 - ADO Den Haag O21                                       | Feyenoord O21 - ADO Den Haag O21                | Van de Riet - Yegen (65' Haas), Ates , Reinders, Van Breemen (76' Vankan), Owusu - Broekhuizen, Van Houwelingen, Esajas (65' Velland) - Sellouki (76' El Karicha), Struick (86' Achemlal)                                                                             | Goals: 1-0 Groen (1'), 2-0 Slory (Hartman 11'), 2-1 Broekhuizen (Owusu 25'), 2-2 Broekhuizen (Sellouki 28'), 3-2 Sauer (60'), 3-3 Broekhuizen (Ates 68'), 4-3 El Moussaoui (90+1'), 5-3 Bullaude (90+6') Kaarten: Broekhuizen (75') |
| Comp. 8      | 5 - 3                                                                  | Za. 29 oktober 2022, 15:00 uur                  | Van de Riet - Yegen (65' Haas), Ates , Reinders, Van Breemen (76' Vankan), Owusu - Broekhuizen, Van Houwelingen, Esajas (65' Velland) - Sellouki (76' El Karicha), Struick (86' Achemlal)                                                                             | Goals: 1-0 Groen (1'), 2-0 Slory (Hartman 11'), 2-1 Broekhuizen (Owusu 25'), 2-2 Broekhuizen (Sellouki 28'), 3-2 Sauer (60'), 3-3 Broekhuizen (Ates 68'), 4-3 El Moussaoui (90+1'), 5-3 Bullaude (90+6') Kaarten: Broekhuizen (75') |
| Comp. 8      | Sportcomplex Varkenoord, verslag, S: Jonathan van Dongen, Video, Video |                                                 | Van de Riet - Yegen (65' Haas), Ates , Reinders, Van Breemen (76' Vankan), Owusu - Broekhuizen, Van Houwelingen, Esajas (65' Velland) - Sellouki (76' El Karicha), Struick (86' Achemlal)                                                                             | Goals: 1-0 Groen (1'), 2-0 Slory (Hartman 11'), 2-1 Broekhuizen (Owusu 25'), 2-2 Broekhuizen (Sellouki 28'), 3-2 Sauer (60'), 3-3 Broekhuizen (Ates 68'), 4-3 El Moussaoui (90+1'), 5-3 Bullaude (90+6') Kaarten: Broekhuizen (75') |
| Comp. 9      | ADO Den Haag O21 - Almere City O21                                     | ADO Den Haag O21 - Almere City O21              | Nikiema - Achemlal, Vankan, Noordhoek (46' Yegen), Owusu - Broekhuizen, Van Houwelingen, Boakye (85' Haas) - El Karicha , Belarbi, Struick (85' Velland) | Goals: 1-0 Belarbi (Struick 4'), 1-1 Puriel (Wildeboer 8'), 1-2 Puriel (47'), 2-2 Belarbi (El Karicha 77') Kaarten: Owusu (20'), Velland (90+2')                                                                                    |
| Comp. 9      | 2 - 2                                                                  | Za. 5 november 2022, 15:00 uur                  | Nikiema - Achemlal, Vankan, Noordhoek (46' Yegen), Owusu - Broekhuizen, Van Houwelingen, Boakye (85' Haas) - El Karicha , Belarbi, Struick (85' Velland) | Goals: 1-0 Belarbi (Struick 4'), 1-1 Puriel (Wildeboer 8'), 1-2 Puriel (47'), 2-2 Belarbi (El Karicha 77') Kaarten: Owusu (20'), Velland (90+2')                                                                                    |
| Comp. 9      | Sportcomplex De Aftrap, verslag, S: Sven Spaan                         |                                                 | Nikiema - Achemlal, Vankan, Noordhoek (46' Yegen), Owusu - Broekhuizen, Van Houwelingen, Boakye (85' Haas) - El Karicha , Belarbi, Struick (85' Velland) | Goals: 1-0 Belarbi (Struick 4'), 1-1 Puriel (Wildeboer 8'), 1-2 Puriel (47'), 2-2 Belarbi (El Karicha 77') Kaarten: Owusu (20'), Velland (90+2')                                                                                    |
| Oefen        | Voorschoten '97 - ADO Den Haag O21                                     | Voorschoten '97 - ADO Den Haag O21              | O.a. Sidoel (voormalig jeugdspeler die meetraint), Dijkhuizen (proefspeler van H.V. & C.V. Quick), Shahaj (terug van blessure) & El Hannoudi (meerdere wedstrijden geschorst vanwege rode kaart bij ADO O18)                                                          | Goals: 0-1 El Karicha (11'), 0-2 Vankan (21'), 0-3 Belarbi (27'), 0-4 Haars (31') |
| Oefen        | 0 - 4                                                                  | Di. 8 november 2022, 20:00 uur                  | O.a. Sidoel (voormalig jeugdspeler die meetraint), Dijkhuizen (proefspeler van H.V. & C.V. Quick), Shahaj (terug van blessure) & El Hannoudi (meerdere wedstrijden geschorst vanwege rode kaart bij ADO O18)                                                          | Goals: 0-1 El Karicha (11'), 0-2 Vankan (21'), 0-3 Belarbi (27'), 0-4 Haars (31') |
| Oefen        | Sportpark Adegeest, verslag                                            |                                                 | O.a. Sidoel (voormalig jeugdspeler die meetraint), Dijkhuizen (proefspeler van H.V. & C.V. Quick), Shahaj (terug van blessure) & El Hannoudi (meerdere wedstrijden geschorst vanwege rode kaart bij ADO O18)                                                          | Goals: 0-1 El Karicha (11'), 0-2 Vankan (21'), 0-3 Belarbi (27'), 0-4 Haars (31') |
| Comp. 10     | Willem II O21 - ADO Den Haag O21                                       | Willem II O21 - ADO Den Haag O21                | Nikiema - Achemlal, Yegen, Vankan (82' Demir), Siereveld, Owusu (46' Boakye) - Broekhuizen, Van Houwelingen (82' Haas), El Karicha (68' Velland) - Belarbi (68' De Bruin), Struick                                                                                    | Goals: 1-0 Spieringhs (51'), 2-0 Toure (pen. 88'), 2-1 Yegen (90+2') Kaarten: Nikiema (87'), Yegen (90+2'), Struick (90+2'), Boakye (90+4')                                                                                         |
| Comp. 10     | 2 - 1                                                                  | Za. 12 november 2022, 15:00 uur                 | Nikiema - Achemlal, Yegen, Vankan (82' Demir), Siereveld, Owusu (46' Boakye) - Broekhuizen, Van Houwelingen (82' Haas), El Karicha (68' Velland) - Belarbi (68' De Bruin), Struick                                                                                    | Goals: 1-0 Spieringhs (51'), 2-0 Toure (pen. 88'), 2-1 Yegen (90+2') Kaarten: Nikiema (87'), Yegen (90+2'), Struick (90+2'), Boakye (90+4')                                                                                         |
| Comp. 10     | Tilburg, verslag, S: Thomas Hardeman                                   |                                                 | Nikiema - Achemlal, Yegen, Vankan (82' Demir), Siereveld, Owusu (46' Boakye) - Broekhuizen, Van Houwelingen (82' Haas), El Karicha (68' Velland) - Belarbi (68' De Bruin), Struick                                                                                    | Goals: 1-0 Spieringhs (51'), 2-0 Toure (pen. 88'), 2-1 Yegen (90+2') Kaarten: Nikiema (87'), Yegen (90+2'), Struick (90+2'), Boakye (90+4')                                                                                         |
| Oefen        | Excelsior Rotterdam O21 - ADO Den Haag O21                             | Excelsior Rotterdam O21 - ADO Den Haag O21      | De Koning (46' El Fakiri) - Achemlal (46' Yegen), Does (46' Ates), Noordhoek (46' Vankan), Tetik (46' Boakye) - De Bruin (46' Broekhuizen), Gustina (46' Van Houwelingen), Haars (46' Haas) - Dijkhuizen (60' Struick), Demir (46' Belarbi), Velland (46' El Karicha) | Goals: 0-1 Demir (pen. 42'), 0-2 Belarbi (Boakye), 0-3 Broekhuizen (pen.), 0-4 Struick (Belarbi) |
| Oefen        | 1 - 4                                                                  | Di. 15 november 2022, 16:00 uur                 | De Koning (46' El Fakiri) - Achemlal (46' Yegen), Does (46' Ates), Noordhoek (46' Vankan), Tetik (46' Boakye) - De Bruin (46' Broekhuizen), Gustina (46' Van Houwelingen), Haars (46' Haas) - Dijkhuizen (60' Struick), Demir (46' Belarbi), Velland (46' El Karicha) | Goals: 0-1 Demir (pen. 42'), 0-2 Belarbi (Boakye), 0-3 Broekhuizen (pen.), 0-4 Struick (Belarbi) |
| Oefen        | Van Donge & De Roo Stadion, verslag, S: Danny van der Velde            |                                                 | De Koning (46' El Fakiri) - Achemlal (46' Yegen), Does (46' Ates), Noordhoek (46' Vankan), Tetik (46' Boakye) - De Bruin (46' Broekhuizen), Gustina (46' Van Houwelingen), Haars (46' Haas) - Dijkhuizen (60' Struick), Demir (46' Belarbi), Velland (46' El Karicha) | Goals: 0-1 Demir (pen. 42'), 0-2 Belarbi (Boakye), 0-3 Broekhuizen (pen.), 0-4 Struick (Belarbi) |
| Comp. 11     | ADO Den Haag O21 - FC Emmen O21                                        | ADO Den Haag O21 - FC Emmen O21                 | Van de Riet - Yegen, Ates, Vankan (61' Achemlal), Boakye - Broekhuizen, Van Houwelingen, Haas (61' Gustina) - El Karicha , Belarbi, Demir (61' Velland) | Goals: 0-1 Quispel (31'), 0-2 Quaedvlieg (46'), 1-2 Belarbi (El Karicha 48') Kaarten: Haas (23'), Van Houwelingen (76'/90+1') |
| Comp. 11     | 1 - 2                                                                  | Za. 19 november 2022, 15:00 uur                 | Van de Riet - Yegen, Ates, Vankan (61' Achemlal), Boakye - Broekhuizen, Van Houwelingen, Haas (61' Gustina) - El Karicha , Belarbi, Demir (61' Velland) | Goals: 0-1 Quispel (31'), 0-2 Quaedvlieg (46'), 1-2 Belarbi (El Karicha 48') Kaarten: Haas (23'), Van Houwelingen (76'/90+1') |
| Comp. 11     | Sportcomplex De Aftrap, verslag, S: Rick Sturm                         |                                                 | Van de Riet - Yegen, Ates, Vankan (61' Achemlal), Boakye - Broekhuizen, Van Houwelingen, Haas (61' Gustina) - El Karicha , Belarbi, Demir (61' Velland) | Goals: 0-1 Quispel (31'), 0-2 Quaedvlieg (46'), 1-2 Belarbi (El Karicha 48') Kaarten: Haas (23'), Van Houwelingen (76'/90+1') |
| Comp. 12     | De Graafschap O21 - ADO Den Haag O21                                   | De Graafschap O21 - ADO Den Haag O21            | Nikiema - Yegen, Ates, Vankan (46' Noordhoek), Owusu - Broekhuizen, Gustina (84' Haars), Haas (46' De Bruin) - El Karicha (46' El Hannoudi), Belarbi, Demir (46' Struick)                                                                                             | Kaarten: Broekhuizen (7'), Yegen (63') |
| Comp. 12     | 0 - 0                                                                  | Za. 26 november 2022, 14:30 uur                 | Nikiema - Yegen, Ates, Vankan (46' Noordhoek), Owusu - Broekhuizen, Gustina (84' Haars), Haas (46' De Bruin) - El Karicha (46' El Hannoudi), Belarbi, Demir (46' Struick)                                                                                             | Kaarten: Broekhuizen (7'), Yegen (63') |
| Comp. 12     | Doetinchem, verslag, S: Gerbert Stegeman                               |                                                 | Nikiema - Yegen, Ates, Vankan (46' Noordhoek), Owusu - Broekhuizen, Gustina (84' Haars), Haas (46' De Bruin) - El Karicha (46' El Hannoudi), Belarbi, Demir (46' Struick)                                                                                             | Kaarten: Broekhuizen (7'), Yegen (63') |
| Comp. 13     | ADO Den Haag O21 - FC Groningen O21                                    | ADO Den Haag O21 - FC Groningen O21             | De Koning - Noordhoek, Vankan (70' Tetik), Ates, Achemlal - Gustina (70' Haas), Van Houwelingen, De Bruin - El Hannoudi (70' Haars), Demir (65. Hendriks), El Karicha (46' Belarbi)                                                                                   | Goals: 0-1 Blokzijl (30'), 0-2 Van Bergen (68'), 0-3 Potma (87'), 0-4 Slor (89') |
| Comp. 13     | 0 - 4                                                                  | Za. 3 december 2022, 13:00 uur                  | De Koning - Noordhoek, Vankan (70' Tetik), Ates, Achemlal - Gustina (70' Haas), Van Houwelingen, De Bruin - El Hannoudi (70' Haars), Demir (65. Hendriks), El Karicha (46' Belarbi)                                                                                   | Goals: 0-1 Blokzijl (30'), 0-2 Van Bergen (68'), 0-3 Potma (87'), 0-4 Slor (89') |
| Comp. 13     | Bingoal Stadion, verslag, S: Mike de Bruijn                            |                                                 | De Koning - Noordhoek, Vankan (70' Tetik), Ates, Achemlal - Gustina (70' Haas), Van Houwelingen, De Bruin - El Hannoudi (70' Haars), Demir (65. Hendriks), El Karicha (46' Belarbi)                                                                                   | Goals: 0-1 Blokzijl (30'), 0-2 Van Bergen (68'), 0-3 Potma (87'), 0-4 Slor (89') |
| Comp. 14     | PEC Zwolle O21 - ADO Den Haag O21                                      | PEC Zwolle O21 - ADO Den Haag O21               | De Koning - Yegen, Ates, Vankan, Owusu (85' Haas) - Van Houwelingen (85' Haars), Reinders, De Bruin (70' Gustina) - El Karicha , Demir (46' Belarbi), El Hannoudi (78' Achemlal)                                                                                      | Goals: 1-0 Lagsir (45'), 2-0 Kaparos (45+1') Kaarten: Yegen (39') |
| Comp. 14     | 2 - 0                                                                  | Za. 17 december 2022, 15:00 uur                 | De Koning - Yegen, Ates, Vankan, Owusu (85' Haas) - Van Houwelingen (85' Haars), Reinders, De Bruin (70' Gustina) - El Karicha , Demir (46' Belarbi), El Hannoudi (78' Achemlal)                                                                                      | Goals: 1-0 Lagsir (45'), 2-0 Kaparos (45+1') Kaarten: Yegen (39') |
| Comp. 14     | Zwolle, verslag, S: Stijn van Zuilichem                                |                                                 | De Koning - Yegen, Ates, Vankan, Owusu (85' Haas) - Van Houwelingen (85' Haars), Reinders, De Bruin (70' Gustina) - El Karicha , Demir (46' Belarbi), El Hannoudi (78' Achemlal)                                                                                      | Goals: 1-0 Lagsir (45'), 2-0 Kaparos (45+1') Kaarten: Yegen (39') |
| (VC) Comp. 1 | ADO Den Haag O21 - Almere City O21                                     | ADO Den Haag O21 - Almere City O21              | De Koning - Noordhoek, Ates , Reinders (80' Gustina), Owusu - De Bruin, Van Houwelingen (80' Siereveld), Broekhuizen - Achemlal (75' Demir), Struick, El Hannoudi (60' Van Mil)                                                                                       | Goals: 0-1 Wildeboer (Puriel 15') Kaarten: Reinders (26'), Ates (74'), Noordhoek (90+1') |
| (VC) Comp. 1 | 0 - 1                                                                  | Za. 14 januari 2023, 15:00 uur. Stand: 6e       | De Koning - Noordhoek, Ates , Reinders (80' Gustina), Owusu - De Bruin, Van Houwelingen (80' Siereveld), Broekhuizen - Achemlal (75' Demir), Struick, El Hannoudi (60' Van Mil)                                                                                       | Goals: 0-1 Wildeboer (Puriel 15') Kaarten: Reinders (26'), Ates (74'), Noordhoek (90+1') |
| (VC) Comp. 1 | Sportcomplex De Aftrap, verslag, S: Niels Boel                         |                                                 | De Koning - Noordhoek, Ates , Reinders (80' Gustina), Owusu - De Bruin, Van Houwelingen (80' Siereveld), Broekhuizen - Achemlal (75' Demir), Struick, El Hannoudi (60' Van Mil)                                                                                       | Goals: 0-1 Wildeboer (Puriel 15') Kaarten: Reinders (26'), Ates (74'), Noordhoek (90+1') |
| Comp. 2      | PEC Zwolle O21 - ADO Den Haag O21                                      | PEC Zwolle O21 - ADO Den Haag O21               | De Koning - Noordhoek, Ates , Reinders, Owusu - De Bruin, Van Houwelingen (61' Siereveld), Broekhuizen - El Hannoudi (61' Achemlal, 87' Demir), Belarbi (61' Van Mil), Struick                                                                                        | Goals: 1-0 Van Gilst (15'), 2-0 ? (88') Kaarten: Ates (62') |
| Comp. 2      | 2 - 0                                                                  | Za. 21 januari 2023, 15:00 uur. Stand: 8e       | De Koning - Noordhoek, Ates , Reinders, Owusu - De Bruin, Van Houwelingen (61' Siereveld), Broekhuizen - El Hannoudi (61' Achemlal, 87' Demir), Belarbi (61' Van Mil), Struick                                                                                        | Goals: 1-0 Van Gilst (15'), 2-0 ? (88') Kaarten: Ates (62') |
| Comp. 2      | Zwolle, verslag, S: ?                                                  |                                                 | De Koning - Noordhoek, Ates , Reinders, Owusu - De Bruin, Van Houwelingen (61' Siereveld), Broekhuizen - El Hannoudi (61' Achemlal, 87' Demir), Belarbi (61' Van Mil), Struick                                                                                        | Goals: 1-0 Van Gilst (15'), 2-0 ? (88') Kaarten: Ates (62') |
| Comp. 3      | ADO Den Haag O21 - NAC Breda O21                                       | ADO Den Haag O21 - NAC Breda O21                | De Koning - Noordhoek (80' Siereveld), Ates , Reinders, Owusu - De Bruin, Van Houwelingen (87' Haas), Broekhuizen - El Hannoudi ( 7' Hendriks), Belarbi (80' Demir), Struick                                                                                          | Goals: 0-1 Kosiah (pen. 8'), 1-1 Belarbi (18'), 1-2 Kosiah (34'), 2-2 Broekhuizen (70'), 3-2 De Bruin (vt. 90+1') Kaarten: Ates (8'), Hendriks (73'), Siereveld (82')                                                               |
| Comp. 3      | 3 - 2                                                                  | Za. 28 januari 2023, 15:00 uur. Stand: 5e       | De Koning - Noordhoek (80' Siereveld), Ates , Reinders, Owusu - De Bruin, Van Houwelingen (87' Haas), Broekhuizen - El Hannoudi ( 7' Hendriks), Belarbi (80' Demir), Struick                                                                                          | Goals: 0-1 Kosiah (pen. 8'), 1-1 Belarbi (18'), 1-2 Kosiah (34'), 2-2 Broekhuizen (70'), 3-2 De Bruin (vt. 90+1') Kaarten: Ates (8'), Hendriks (73'), Siereveld (82')                                                               |
| Comp. 3      | Sportcomplex De Aftrap, verslag, S: Luc Baars                          |                                                 | De Koning - Noordhoek (80' Siereveld), Ates , Reinders, Owusu - De Bruin, Van Houwelingen (87' Haas), Broekhuizen - El Hannoudi ( 7' Hendriks), Belarbi (80' Demir), Struick                                                                                          | Goals: 0-1 Kosiah (pen. 8'), 1-1 Belarbi (18'), 1-2 Kosiah (34'), 2-2 Broekhuizen (70'), 3-2 De Bruin (vt. 90+1') Kaarten: Ates (8'), Hendriks (73'), Siereveld (82')                                                               |
| Comp. 4      | FC Groningen O21 - ADO Den Haag O21                                    | FC Groningen O21 - ADO Den Haag O21             | Van de Riet - Noordhoek (87' R. Esajas), Ates , Reinders (46' Siereveld), Owusu - Van Houwelingen, Komljenovic (46' Gustina), De Bruin - Struick, Broekhuizen (60' Demir), Hendriks (76' Akharaz)                                                                     | Goals: 1-0 Van Bergen (27') Kaarten: Ates (90') |
| Comp. 4      | 1 - 0                                                                  | Za. 4 februari 2023, 14:30 uur. Stand: 6e       | Van de Riet - Noordhoek (87' R. Esajas), Ates , Reinders (46' Siereveld), Owusu - Van Houwelingen, Komljenovic (46' Gustina), De Bruin - Struick, Broekhuizen (60' Demir), Hendriks (76' Akharaz)                                                                     | Goals: 1-0 Van Bergen (27') Kaarten: Ates (90') |
| Comp. 4      | Sportpark Corpus den Hoorn, verslag, S: Mike de Bruijn                 |                                                 | Van de Riet - Noordhoek (87' R. Esajas), Ates , Reinders (46' Siereveld), Owusu - Van Houwelingen, Komljenovic (46' Gustina), De Bruin - Struick, Broekhuizen (60' Demir), Hendriks (76' Akharaz)                                                                     | Goals: 1-0 Van Bergen (27') Kaarten: Ates (90') |
| Comp. 5      | ADO Den Haag O21 - Feyenoord O21                                       | ADO Den Haag O21 - Feyenoord O21                | Nikiema - Noordhoek, Siereveld, Reinders, Owusu - Van Houwelingen ( 38' Gustina), Broekhuizen , De Bruin - Struick, Komljenovic (61' Demir), Hendriks (88' R. Esajas)                                                                                                 | Goals: 1-0 Reinders (vt. 38'), 1-1 Sauer, 2-1 Broekhuizen (pen. 87') Kaarten: Siereveld (88'), Komljenovic (57'), Demir (81'), Noordhoek (82'), Struick (90+1')                                                                     |
| Comp. 5      | 2 - 1                                                                  | Za. 11 februari 2023, 15:00 uur. Stand: 6e      | Nikiema - Noordhoek, Siereveld, Reinders, Owusu - Van Houwelingen ( 38' Gustina), Broekhuizen , De Bruin - Struick, Komljenovic (61' Demir), Hendriks (88' R. Esajas)                                                                                                 | Goals: 1-0 Reinders (vt. 38'), 1-1 Sauer, 2-1 Broekhuizen (pen. 87') Kaarten: Siereveld (88'), Komljenovic (57'), Demir (81'), Noordhoek (82'), Struick (90+1')                                                                     |
| Comp. 5      | Sportcomplex De Aftrap, verslag, S: Haico Michielsen                   |                                                 | Nikiema - Noordhoek, Siereveld, Reinders, Owusu - Van Houwelingen ( 38' Gustina), Broekhuizen , De Bruin - Struick, Komljenovic (61' Demir), Hendriks (88' R. Esajas)                                                                                                 | Goals: 1-0 Reinders (vt. 38'), 1-1 Sauer, 2-1 Broekhuizen (pen. 87') Kaarten: Siereveld (88'), Komljenovic (57'), Demir (81'), Noordhoek (82'), Struick (90+1')                                                                     |
| Comp. 6      | FC Twente/ Heracles O21 - ADO Den Haag O21                             | FC Twente/ Heracles O21 - ADO Den Haag O21      | Van de Riet - Noordhoek, Ates , Reinders, Owusu - De Bruin, Komljenovic, Gustina - Struick (84' R. Esajas), Broekhuizen (74' Demir), Hendriks (64' El Hannoudi) | Goals: 0-1 Struick Kaarten: Gustina (75') |
| Comp. 6      | 0 - 1                                                                  | Za. 18 februari 2023, 15:15 uur. Stand: 4e      | Van de Riet - Noordhoek, Ates , Reinders, Owusu - De Bruin, Komljenovic, Gustina - Struick (84' R. Esajas), Broekhuizen (74' Demir), Hendriks (64' El Hannoudi) | Goals: 0-1 Struick Kaarten: Gustina (75') |
| Comp. 6      | Enschede, verslag, S: Tim Visser                                       |                                                 | Van de Riet - Noordhoek, Ates , Reinders, Owusu - De Bruin, Komljenovic, Gustina - Struick (84' R. Esajas), Broekhuizen (74' Demir), Hendriks (64' El Hannoudi) | Goals: 0-1 Struick Kaarten: Gustina (75') |
| Oefen        | SV Die Haghe - ADO Den Haag O21                                        | SV Die Haghe - ADO Den Haag O21                 | El Fakiri - Achemlal, Siereveld, Mulder (46' Tetik), R. Esajas - El Karicha, Annamousi (46' Velland), Haas - Demir, Belarbi, El Hannoudi | Goals: 1-0 Abid, 2-0 ?, 2-1 Belarbi (81'), 2-2 Demir (84'), 2-3 Velland (89') |
| Oefen        | 2 - 3                                                                  | Di. 22 februari 2023, 20:00 uur                 | El Fakiri - Achemlal, Siereveld, Mulder (46' Tetik), R. Esajas - El Karicha, Annamousi (46' Velland), Haas - Demir, Belarbi, El Hannoudi | Goals: 1-0 Abid, 2-0 ?, 2-1 Belarbi (81'), 2-2 Demir (84'), 2-3 Velland (89') |
| Oefen        | Den Haag, verslag, S: Danny van der Velde                              |                                                 | El Fakiri - Achemlal, Siereveld, Mulder (46' Tetik), R. Esajas - El Karicha, Annamousi (46' Velland), Haas - Demir, Belarbi, El Hannoudi | Goals: 1-0 Abid, 2-0 ?, 2-1 Belarbi (81'), 2-2 Demir (84'), 2-3 Velland (89') |
| KNVB Beker   | FC Groningen O21 - ADO Den Haag O21                                    | FC Groningen O21 - ADO Den Haag O21             | Nikiema - Noordhoek, Ates , Siereveld (46' Reinders), Owusu - De Bruin, Komljenovic, Gustina - Struick (84' Velland), Broekhuizen (84' Demir), El Hannoudi (84' El Karicha)                                                                                           | Goals: 0-1 El Hannoudi (pen. 56') Kaarten: Ates (89') |
| KNVB Beker   | 0 - 1                                                                  | Za. 25 februari 2023, 14:00 uur. Achtste finale | Nikiema - Noordhoek, Ates , Siereveld (46' Reinders), Owusu - De Bruin, Komljenovic, Gustina - Struick (84' Velland), Broekhuizen (84' Demir), El Hannoudi (84' El Karicha)                                                                                           | Goals: 0-1 El Hannoudi (pen. 56') Kaarten: Ates (89') |
| KNVB Beker   | Sportpark Corpus den Hoorn, verslag, S: Raymond Meilink                |                                                 | Nikiema - Noordhoek, Ates , Siereveld (46' Reinders), Owusu - De Bruin, Komljenovic, Gustina - Struick (84' Velland), Broekhuizen (84' Demir), El Hannoudi (84' El Karicha)                                                                                           | Goals: 0-1 El Hannoudi (pen. 56') Kaarten: Ates (89') |
| Oefen        | Telstar O21 - ADO Den Haag O21                                         | Telstar O21 - ADO Den Haag O21                  | De Koning (46' El Fakiri) - Achemlal (84' Velland), Mulder (46' Does), Reinders, R. Esajas - El Karicha (61' El Hannoudi), Annamousi (46' Tetik), Van Houwelingen (89' Achemlal) - Hendriks (46' Akharaz), Demir, Velland (46' Belarbi)                               | Goals: 1-0 Van den Heerik (4'), 1-1 Demir (9'), 2-1 Fatihi (Van den Heerik 20'), 3-1 Fatihi (29'), 3-2 El Hannoudi (Achemlal 76')                                                                                                   |
| Oefen        | 1 - 0                                                                  | Za. 4 maart 2023, 14:30 uur                     | De Koning (46' El Fakiri) - Achemlal (84' Velland), Mulder (46' Does), Reinders, R. Esajas - El Karicha (61' El Hannoudi), Annamousi (46' Tetik), Van Houwelingen (89' Achemlal) - Hendriks (46' Akharaz), Demir, Velland (46' Belarbi)                               | Goals: 1-0 Van den Heerik (4'), 1-1 Demir (9'), 2-1 Fatihi (Van den Heerik 20'), 3-1 Fatihi (29'), 3-2 El Hannoudi (Achemlal 76')                                                                                                   |
| Oefen        | BUKO Stadion, verslag, S: Yannick Mathieu                              |                                                 | De Koning (46' El Fakiri) - Achemlal (84' Velland), Mulder (46' Does), Reinders, R. Esajas - El Karicha (61' El Hannoudi), Annamousi (46' Tetik), Van Houwelingen (89' Achemlal) - Hendriks (46' Akharaz), Demir, Velland (46' Belarbi)                               | Goals: 1-0 Van den Heerik (4'), 1-1 Demir (9'), 2-1 Fatihi (Van den Heerik 20'), 3-1 Fatihi (29'), 3-2 El Hannoudi (Achemlal 76')                                                                                                   |
| Oefen        | SV TOGB - ADO Den Haag O21                                             | SV TOGB - ADO Den Haag O21                      | El Fakiri (46' De Koning) - Noordhoek, Ates, Siereveld, Owusu - Hendriks (46' Akharaz), De Bruin (71' Gustina), Gustina (46' Van Houwelingen) - Velland, El Hannoudi, Demir (71' Hendriks)                                                                            | Goals: 1-0 Souza (37'), 1-1 Demir (Noordhoek 62') |
| Oefen        | 1 - 1                                                                  | Di. 14 maart 2023, 20:00 uur                    | El Fakiri (46' De Koning) - Noordhoek, Ates, Siereveld, Owusu - Hendriks (46' Akharaz), De Bruin (71' Gustina), Gustina (46' Van Houwelingen) - Velland, El Hannoudi, Demir (71' Hendriks)                                                                            | Goals: 1-0 Souza (37'), 1-1 Demir (Noordhoek 62') |
| Oefen        | Berkel en Rodenrijs, verslag                                           |                                                 | El Fakiri (46' De Koning) - Noordhoek, Ates, Siereveld, Owusu - Hendriks (46' Akharaz), De Bruin (71' Gustina), Gustina (46' Van Houwelingen) - Velland, El Hannoudi, Demir (71' Hendriks)                                                                            | Goals: 1-0 Souza (37'), 1-1 Demir (Noordhoek 62') |
| Comp. 7      | ADO Den Haag O21 - FC Groningen O21                                    | ADO Den Haag O21 - FC Groningen O21             | Van de Riet - Noordhoek, Ates , Siereveld, Owusu - Gustina, De Bruin, Van Houwelingen (71' Akharaz) - El Hannoudi (64' Achemlal), Broekhuizen (71' Demir), Velland (64' R. Esajas)                                                                                    | Goals: 0-1 Van de Riet (e.d. 11'), 1-1 Akharaz (R. Esajas 77'), 1-2 Turay (Schraven 82'), 2-2 Akharaz (Siereveld 90+4') |
| Comp. 7      | 2 - 2                                                                  | Za. 18 maart 2023, 15:00 uur. Stand: 4e         | Van de Riet - Noordhoek, Ates , Siereveld, Owusu - Gustina, De Bruin, Van Houwelingen (71' Akharaz) - El Hannoudi (64' Achemlal), Broekhuizen (71' Demir), Velland (64' R. Esajas)                                                                                    | Goals: 0-1 Van de Riet (e.d. 11'), 1-1 Akharaz (R. Esajas 77'), 1-2 Turay (Schraven 82'), 2-2 Akharaz (Siereveld 90+4') |
| Comp. 7      | Sportcomplex De Aftrap, verslag, S: Steve Janssen                      |                                                 | Van de Riet - Noordhoek, Ates , Siereveld, Owusu - Gustina, De Bruin, Van Houwelingen (71' Akharaz) - El Hannoudi (64' Achemlal), Broekhuizen (71' Demir), Velland (64' R. Esajas)                                                                                    | Goals: 0-1 Van de Riet (e.d. 11'), 1-1 Akharaz (R. Esajas 77'), 1-2 Turay (Schraven 82'), 2-2 Akharaz (Siereveld 90+4') |
| Comp. 8      | ADO Den Haag O21 - De Graafschap O21                                   | ADO Den Haag O21 - De Graafschap O21            | De Koning - Noordhoek, Ates , Reinders, Owusu - Achemlal (46' Akharaz), Van Houwelingen (46' Haas), Gustina - El Hannoudi (58' El Karicha, 72' Does), Demir (46' R. Esajas), Velland                                                                                  | Goals: 0-1 Hardeman (Van der Logt 6'), 0-2 Hardeman (18'), 0-3 Lukassen (73'), 1-3 Akharaz (pen. 89') Kaarten: Achemlal (8'), Velland (58')                                                                                         |
| Comp. 8      | 1 - 3                                                                  | Di. 28 maart 2023, 18:30 uur. Stand: 5e         | De Koning - Noordhoek, Ates , Reinders, Owusu - Achemlal (46' Akharaz), Van Houwelingen (46' Haas), Gustina - El Hannoudi (58' El Karicha, 72' Does), Demir (46' R. Esajas), Velland                                                                                  | Goals: 0-1 Hardeman (Van der Logt 6'), 0-2 Hardeman (18'), 0-3 Lukassen (73'), 1-3 Akharaz (pen. 89') Kaarten: Achemlal (8'), Velland (58')                                                                                         |
| Comp. 8      | Sportcomplex De Aftrap, verslag, S: Thijs Dogterom                     |                                                 | De Koning - Noordhoek, Ates , Reinders, Owusu - Achemlal (46' Akharaz), Van Houwelingen (46' Haas), Gustina - El Hannoudi (58' El Karicha, 72' Does), Demir (46' R. Esajas), Velland                                                                                  | Goals: 0-1 Hardeman (Van der Logt 6'), 0-2 Hardeman (18'), 0-3 Lukassen (73'), 1-3 Akharaz (pen. 89') Kaarten: Achemlal (8'), Velland (58')                                                                                         |
| Comp. 9      | NAC Breda O21 - ADO Den Haag O21                                       | NAC Breda O21 - ADO Den Haag O21                | Van de Riet - Achemlal, Ates , Siereveld (63' Reinders), Owusu - Van Houwelingen (46' El Karicha), De Bruin, Gustina - El Hannoudi (82' Belarbi), Broekhuizen, Velland (46' R. Esajas)                                                                                | Goals: 1-0 Silva (5'), 1-1 El Hannoudi (12'), 2-1 Kaied (18'), 3-1 Mol (Diallo 32'), 3-2 Broekhuizen (64'), 3-3 El Hannoudi (68'), 3-4 Gustina (83') Kaarten: Ates (76')                                                            |
| Comp. 9      | 3 - 4                                                                  | Za. 1 april 2023, 14:45 uur. Stand: 5e          | Van de Riet - Achemlal, Ates , Siereveld (63' Reinders), Owusu - Van Houwelingen (46' El Karicha), De Bruin, Gustina - El Hannoudi (82' Belarbi), Broekhuizen, Velland (46' R. Esajas)                                                                                | Goals: 1-0 Silva (5'), 1-1 El Hannoudi (12'), 2-1 Kaied (18'), 3-1 Mol (Diallo 32'), 3-2 Broekhuizen (64'), 3-3 El Hannoudi (68'), 3-4 Gustina (83') Kaarten: Ates (76')                                                            |
| Comp. 9      | Breda, verslag, S: Jaafar Aafouallah                                   |                                                 | Van de Riet - Achemlal, Ates , Siereveld (63' Reinders), Owusu - Van Houwelingen (46' El Karicha), De Bruin, Gustina - El Hannoudi (82' Belarbi), Broekhuizen, Velland (46' R. Esajas)                                                                                | Goals: 1-0 Silva (5'), 1-1 El Hannoudi (12'), 2-1 Kaied (18'), 3-1 Mol (Diallo 32'), 3-2 Broekhuizen (64'), 3-3 El Hannoudi (68'), 3-4 Gustina (83') Kaarten: Ates (76')                                                            |
| KNVB Beker   | VVV-Venlo O21 - ADO Den Haag O21                                       | VVV-Venlo O21 - ADO Den Haag O21                | De Koning - Noordhoek, Siereveld, Ates , Owusu - Gustina, De Bruin, El Karicha (77' Akharaz), El Hannoudi (66' Velland), Broekhuizen (77' Demir), R. Esajas (90. Van Houwelingen)                                                                                     | Goals: 0-1 El Hannoudi (El Karicha 58') Kaarten: Owusu (38'), Siereveld (66'), Ates (76'), Gustina (78') |
| KNVB Beker   | 0 - 1                                                                  | Za. 8 april 2023, 15:00 uur. Kwartfinale        | De Koning - Noordhoek, Siereveld, Ates , Owusu - Gustina, De Bruin, El Karicha (77' Akharaz), El Hannoudi (66' Velland), Broekhuizen (77' Demir), R. Esajas (90. Van Houwelingen)                                                                                     | Goals: 0-1 El Hannoudi (El Karicha 58') Kaarten: Owusu (38'), Siereveld (66'), Ates (76'), Gustina (78') |
| KNVB Beker   | Sportpark de Merelweg, verslag, S: Daniël Drost                        |                                                 | De Koning - Noordhoek, Siereveld, Ates , Owusu - Gustina, De Bruin, El Karicha (77' Akharaz), El Hannoudi (66' Velland), Broekhuizen (77' Demir), R. Esajas (90. Van Houwelingen)                                                                                     | Goals: 0-1 El Hannoudi (El Karicha 58') Kaarten: Owusu (38'), Siereveld (66'), Ates (76'), Gustina (78') |
| Comp. 10     | ADO Den Haag O21 - FC Twente/ Heracles O21                             | ADO Den Haag O21 - FC Twente/ Heracles O21      | Nikiema - Noordhoek, Ates , Siereveld, Owusu - Gustina (70' Struick), De Bruin, R. Esajas (85' Reinders) - El Hannoudi (59' El Karicha), Broekhuizen (59' Van Houwelingen), Demir (59' Velland)                                                                       | Goals: 1-0 El Hannoudi (27'), 2-0 El Karicha (77'), 2-1 ? (83') Kaarten: Ates (31'), Noordhoek (57'), Struick (82) |
| Comp. 10     | 1 - 0                                                                  | Za. 15 april 2023, 15:00 uur. Stand: 4e         | Nikiema - Noordhoek, Ates , Siereveld, Owusu - Gustina (70' Struick), De Bruin, R. Esajas (85' Reinders) - El Hannoudi (59' El Karicha), Broekhuizen (59' Van Houwelingen), Demir (59' Velland)                                                                       | Goals: 1-0 El Hannoudi (27'), 2-0 El Karicha (77'), 2-1 ? (83') Kaarten: Ates (31'), Noordhoek (57'), Struick (82) |
| Comp. 10     | Sportcomplex De Aftrap, verslag, S: Boyd van Kommer                    |                                                 | Nikiema - Noordhoek, Ates , Siereveld, Owusu - Gustina (70' Struick), De Bruin, R. Esajas (85' Reinders) - El Hannoudi (59' El Karicha), Broekhuizen (59' Van Houwelingen), Demir (59' Velland)                                                                       | Goals: 1-0 El Hannoudi (27'), 2-0 El Karicha (77'), 2-1 ? (83') Kaarten: Ates (31'), Noordhoek (57'), Struick (82) |
| Comp. 11     | Feyenoord O21 - ADO Den Haag O21                                       | Feyenoord O21 - ADO Den Haag O21                | Nikiema - Noordhoek, Ates , Siereveld, Owusu - De Bruin (85' Velland), Reinders, Gustina - R. Esajas (60' El Hannoudi), Broekhuizen, Struick (60' Van Houwelingen) | Kaarten: Ates (64') |
| Comp. 11     | 0 - 0                                                                  | Za. 22 april 2023, 12:00 uur. Stand: 4e         | Nikiema - Noordhoek, Ates , Siereveld, Owusu - De Bruin (85' Velland), Reinders, Gustina - R. Esajas (60' El Hannoudi), Broekhuizen, Struick (60' Van Houwelingen) | Kaarten: Ates (64') |
| Comp. 11     | Sportcomplex Varkenoord, video, S: Luc Tissingh                        |                                                 | Nikiema - Noordhoek, Ates , Siereveld, Owusu - De Bruin (85' Velland), Reinders, Gustina - R. Esajas (60' El Hannoudi), Broekhuizen, Struick (60' Van Houwelingen) | Kaarten: Ates (64') |
| KNVB Beker   | PEC Zwolle O21 - ADO Den Haag O21                                      | PEC Zwolle O21 - ADO Den Haag O21               | Nikiema - Noordhoek, Does (85' Velland), Siereveld, Owusu - De Bruin , Reinders (73' El Hannoudi), Gustina (46' Boakye) - Van Houwelingen, Broekhuizen (85' El Karicha), Struick (70' Demir)                                                                          | Goals: 1-0 ? (78') Kaarten: Noordhoek (90+4') |
| KNVB Beker   | 1 - 0                                                                  | Za. 29 april 2023, 14:45 uur. Halve finale      | Nikiema - Noordhoek, Does (85' Velland), Siereveld, Owusu - De Bruin , Reinders (73' El Hannoudi), Gustina (46' Boakye) - Van Houwelingen, Broekhuizen (85' El Karicha), Struick (70' Demir)                                                                          | Goals: 1-0 ? (78') Kaarten: Noordhoek (90+4') |
| KNVB Beker   | Zwolle, verslag, S: Haico Michielsen                                   |                                                 | Nikiema - Noordhoek, Does (85' Velland), Siereveld, Owusu - De Bruin , Reinders (73' El Hannoudi), Gustina (46' Boakye) - Van Houwelingen, Broekhuizen (85' El Karicha), Struick (70' Demir)                                                                          | Goals: 1-0 ? (78') Kaarten: Noordhoek (90+4') |
| Comp. 12     | De Graafschap O21 - ADO Den Haag O21                                   | De Graafschap O21 - ADO Den Haag O21            | Nikiema - Noordhoek (46' Belarbi), Ates , Siereveld, Owusu - El Karicha, De Bruin, Van Houwelingen - Struick (46' Demir), Broekhuizen (46' Annamousi / 60' R. Esajas), Velland (78' El Hannoudi)                                                                      | Goals: 0-1 Broekhuizen (24'), 1-1 Raterink (53'), 2-1 Raterink (56') |
| Comp. 12     | 2 - 1                                                                  | Za. 6 mei 2023, 15:00 uur. Stand: 4e            | Nikiema - Noordhoek (46' Belarbi), Ates , Siereveld, Owusu - El Karicha, De Bruin, Van Houwelingen - Struick (46' Demir), Broekhuizen (46' Annamousi / 60' R. Esajas), Velland (78' El Hannoudi)                                                                      | Goals: 0-1 Broekhuizen (24'), 1-1 Raterink (53'), 2-1 Raterink (56') |
| Comp. 12     | Doetinchem, verslag, S: Mike de Bruijn                                 |                                                 | Nikiema - Noordhoek (46' Belarbi), Ates , Siereveld, Owusu - El Karicha, De Bruin, Van Houwelingen - Struick (46' Demir), Broekhuizen (46' Annamousi / 60' R. Esajas), Velland (78' El Hannoudi)                                                                      | Goals: 0-1 Broekhuizen (24'), 1-1 Raterink (53'), 2-1 Raterink (56') |
| Comp. 13     | Almere City O21 - ADO Den Haag O21                                     | Almere City O21 - ADO Den Haag O21              | Wentges - Does (25' Achemlal ), Ates , Siereveld, Owusu - Velland (46' R. Esajas), De Bruin, Van Houwelingen (46' Haas) - El Hannoudi (76' Demir), Broekhuizen, Struick (46' Gustina)                                                                                 | Goals: 1-0 Puriel (8'), 1-1 Demir (25'), 2-1 Ates (eigen goal 69') |
| Comp. 13     | 2 - 1                                                                  | Za. 13 mei 2023, 16:00 uur. Stand: 4e           | Wentges - Does (25' Achemlal ), Ates , Siereveld, Owusu - Velland (46' R. Esajas), De Bruin, Van Houwelingen (46' Haas) - El Hannoudi (76' Demir), Broekhuizen, Struick (46' Gustina)                                                                                 | Goals: 1-0 Puriel (8'), 1-1 Demir (25'), 2-1 Ates (eigen goal 69') |
| Comp. 13     | Almere, verslag, S: Max Broekhuizen                                    |                                                 | Wentges - Does (25' Achemlal ), Ates , Siereveld, Owusu - Velland (46' R. Esajas), De Bruin, Van Houwelingen (46' Haas) - El Hannoudi (76' Demir), Broekhuizen, Struick (46' Gustina)                                                                                 | Goals: 1-0 Puriel (8'), 1-1 Demir (25'), 2-1 Ates (eigen goal 69') |
| Comp. 14     | ADO Den Haag O21 - PEC Zwolle O21                                      | ADO Den Haag O21 - PEC Zwolle O21               | Van de Riet - Broekhuizen, Ates , Siereveld, Owusu - De Bruin (46' El Hannoudi), Van Houwelingen (46' Haas), Gustina (78' Van Mil) - Velland (46' Struick), Demir, R. Esajas (46' Belarbi)                                                                            | Goals: 1-0 De Bruin (Demir 4'), 2-0 Olde Weghuis (eigen goal 10'), 2-1 Kuijpers (pen. 29'), 2-2 Kuijpers (37'), 3-2 Demir (El Hannoudi 77') Kaarten: Ates (42')                                                                     |
| Comp. 14     | 3 - 2                                                                  | Za. 20 mei 2023, 15:00 uur. Stand: 4e           | Van de Riet - Broekhuizen, Ates , Siereveld, Owusu - De Bruin (46' El Hannoudi), Van Houwelingen (46' Haas), Gustina (78' Van Mil) - Velland (46' Struick), Demir, R. Esajas (46' Belarbi)                                                                            | Goals: 1-0 De Bruin (Demir 4'), 2-0 Olde Weghuis (eigen goal 10'), 2-1 Kuijpers (pen. 29'), 2-2 Kuijpers (37'), 3-2 Demir (El Hannoudi 77') Kaarten: Ates (42')                                                                     |
| Comp. 14     | Sportcomplex De Aftrap, verslag, S: Eric van der Vaart                 |                                                 | Van de Riet - Broekhuizen, Ates , Siereveld, Owusu - De Bruin (46' El Hannoudi), Van Houwelingen (46' Haas), Gustina (78' Van Mil) - Velland (46' Struick), Demir, R. Esajas (46' Belarbi)                                                                            | Goals: 1-0 De Bruin (Demir 4'), 2-0 Olde Weghuis (eigen goal 10'), 2-1 Kuijpers (pen. 29'), 2-2 Kuijpers (37'), 3-2 Demir (El Hannoudi 77') Kaarten: Ates (42')                                                                     |

### Jeugdtrainers
|   | Team  | Trainer            | Assistent        |
| - | ----- | ------------------ | ---------------- |
| A | JO-18 | Frans Danen        | Levi Schwiebbe   |
| B | JO-17 | Marciano Nonneman  | Xander Vos       |
| B | JO-16 | Revy Rosalia       | Kees Brouwers    |
| C | JO-15 | Tayeb Belhaddad    | nvt.             |
| C | JO-14 | Gino Ninaber       | Randy de Jong    |
| D | JO-13 | Kevin Compier      | Danny Haasnoot   |
| D | JO-13 | Kevin Compier      | Justin Aschman   |
| D | JO-12 | Jorik van Adrichem | Reinier van Loon |
| E | JO-11 | Mark Wasmus        | Bas Oomens       |
| E | JO-10 | Roy de Geus        | Casper Knoester  |
| E | JO-10 | Roy de Geus        | Gijs Groenewegen |

## Voetnoten
ADO Den Haag ·
Almere City FC ·
FC Den Bosch ·
FC Dordrecht ·
FC Eindhoven ·
De Graafschap ·
Helmond Sport ·
Heracles Almelo ·
Jong Ajax ·
Jong AZ ·
Jong PSV ·
Jong FC Utrecht ·
MVV Maastricht ·
NAC Breda ·
PEC Zwolle ·
Roda JC Kerkrade ·
Telstar ·
TOP Oss ·
VVV-Venlo ·
Willem II